# Saint-Michel-en-Grève
Pour les articles homonymes, voir Saint-Michel et Grève (homonymie).

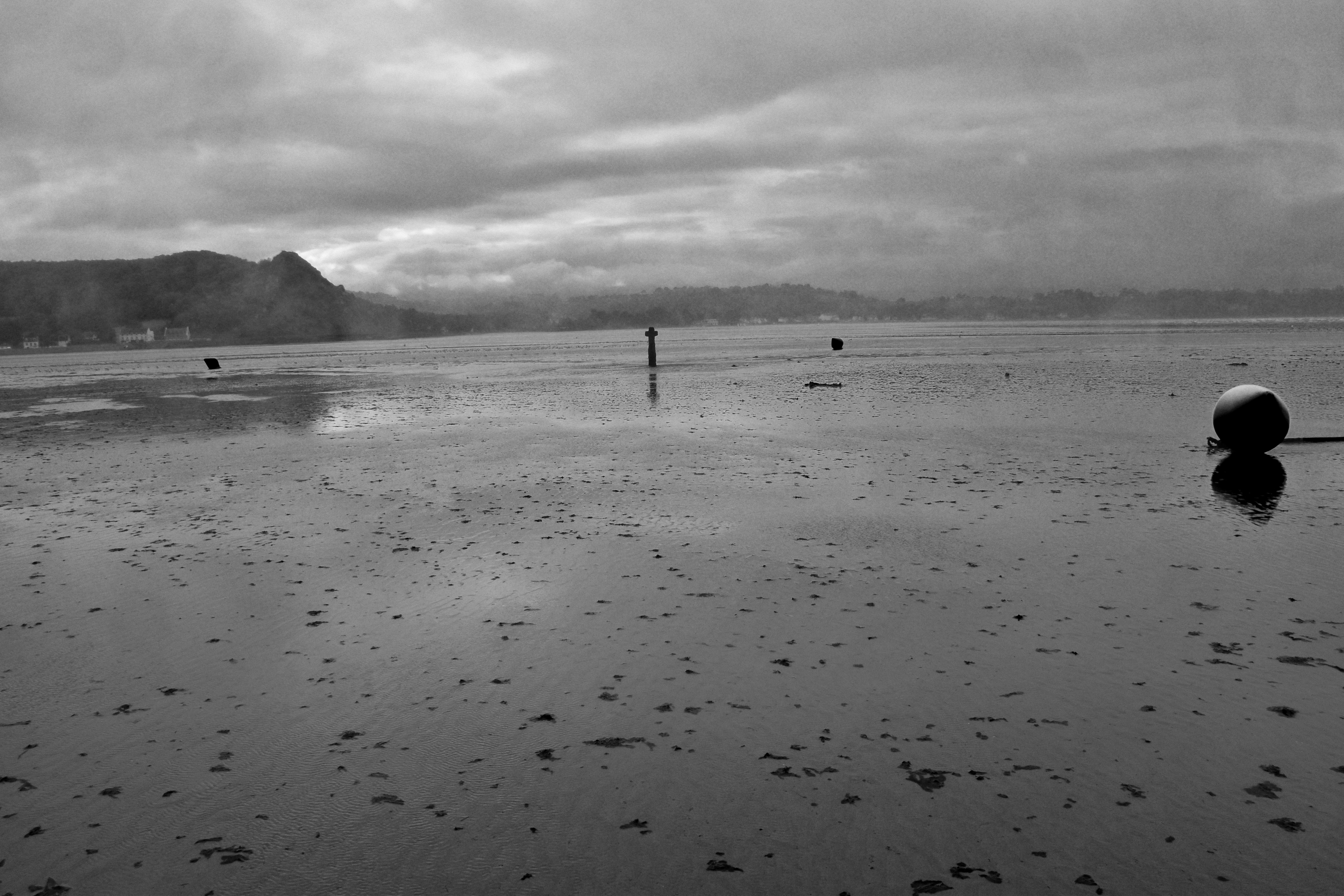
La croix de Mi-lieue le 5 octobre 2019

Saint-Michel-en-Grève [sɛ̃.miʃɛl‿ɑ̃.gʁɛv] (Lokmikael-an-Traezh en breton) est une commune française du département des Côtes-d'Armor, dans la région Bretagne, en France. À l'origine une commune vivant essentiellement de son agriculture (au Moyen Âge), elle a connu un essor important avec l'arrivée du tourisme. Le village a compté jusqu'à six hôtels répartis dans la rue principale, il n'en reste plus aucun aujourd'hui.

## Géographie

### Situation

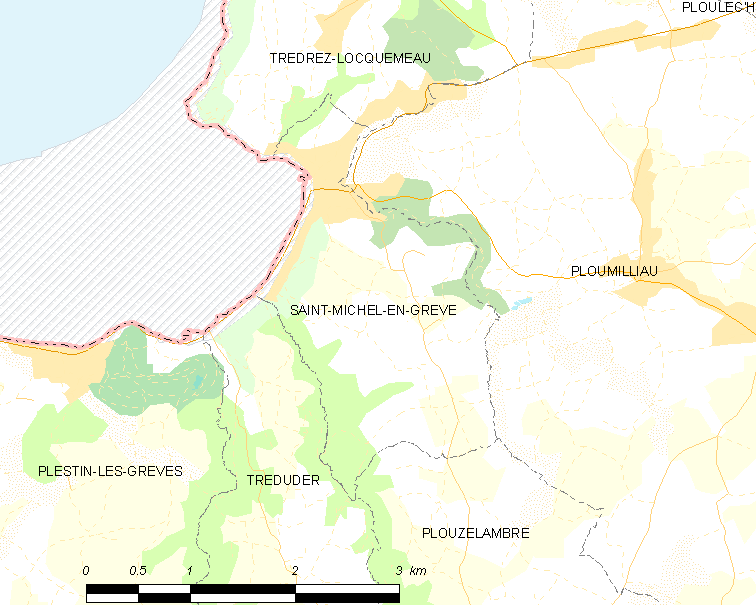
Carte de la commune de Saint-Michel-en-Grève et des communes avoisinantes.

|              | Trédrez-Locquémeau    |              |
| Manche (mer) | Saint-Michel-en-Grève | Ploumilliau  |
|              | Tréduder              | Plouzélambre |

Saint-Michel-en-Grève est située dans le canton de Plestin, près de Lannion. Ce village trégorrois se trouve en bord de la Manche, avec une courte façade littorale donnant sur la partie orientale de la « Lieue de grève » (située majoritairement en Plestin-les-Grèves, une petite partie étant située en Tréduder), dite aussi « Grève de Saint-Michel », un endroit longtemps mal famé, au fond de la Baie de Lannion, où est concentrée la majorité de la population.

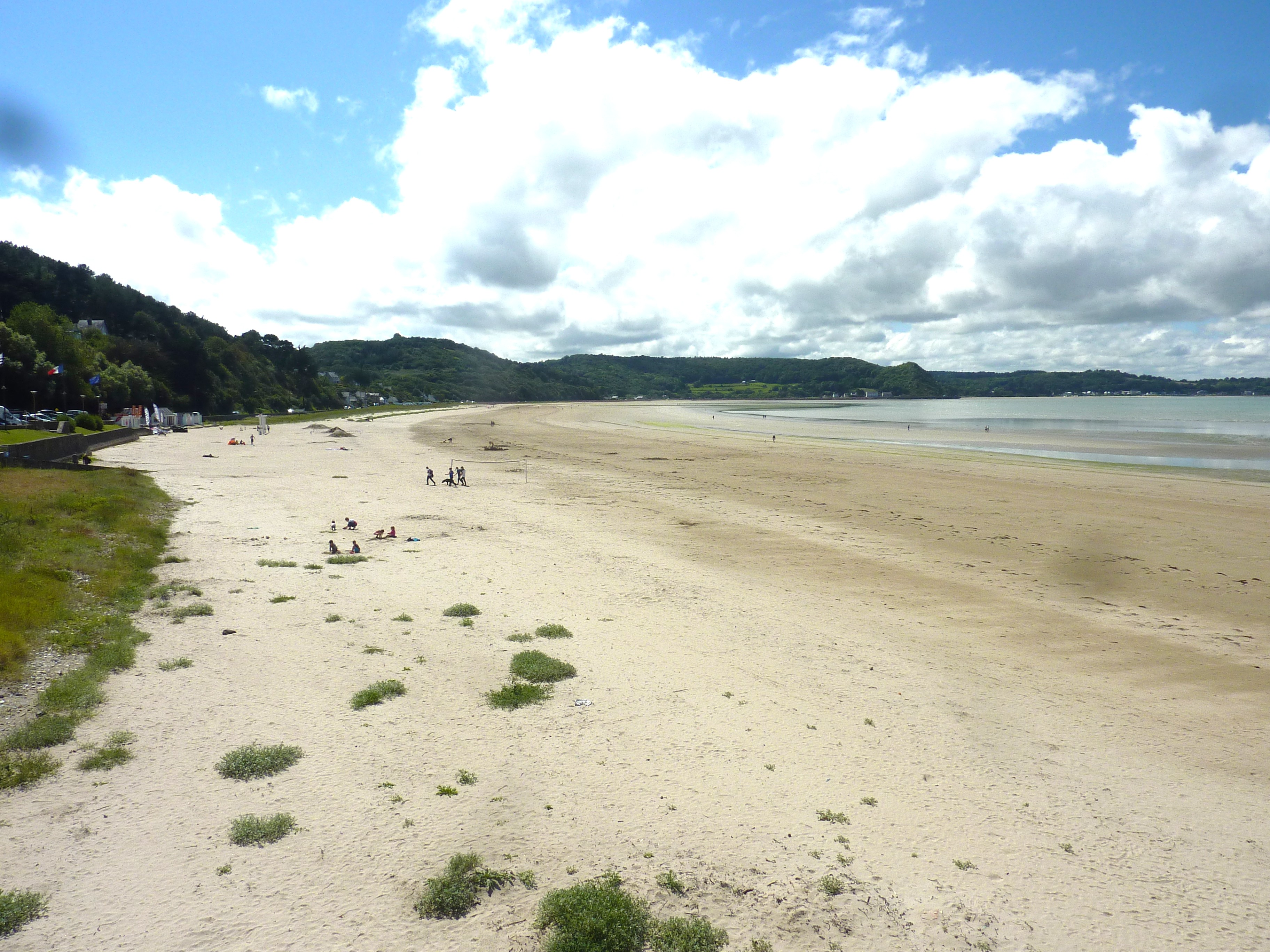
La grève de Saint-Michel (partie est de la Lieue de Grève) aux abords du bourg de Saint-Michel-en-Grève.
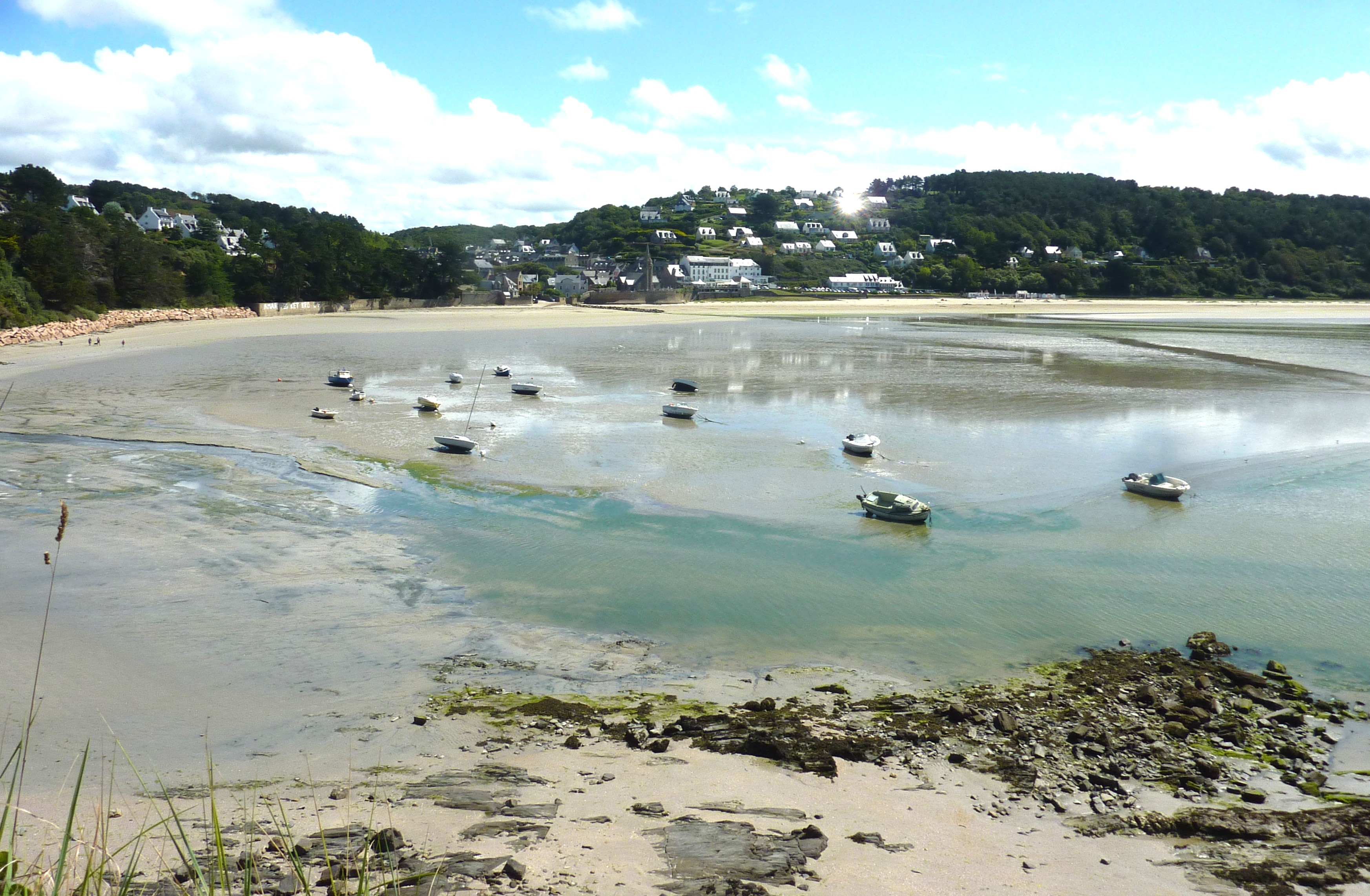
La Baie de Saint-Michel (partie est de la Lieue de Grève) vue depuis les abords du bourg de Saint-Michel-en-Grève.
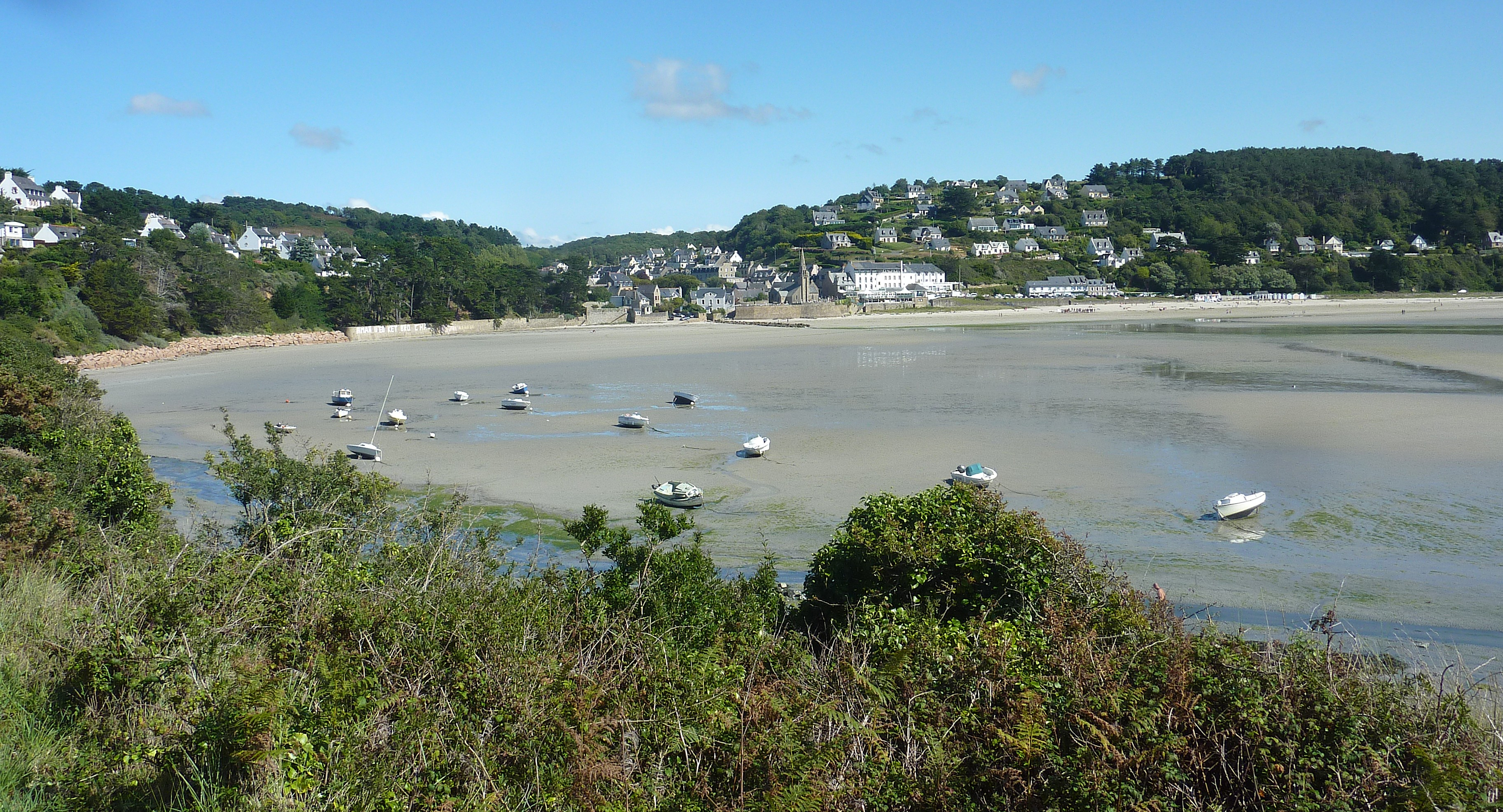
Saint-Michel-en-Grève vu depuis les falaises menant à Beg ar Forn en Trédrez-Locquémeau.
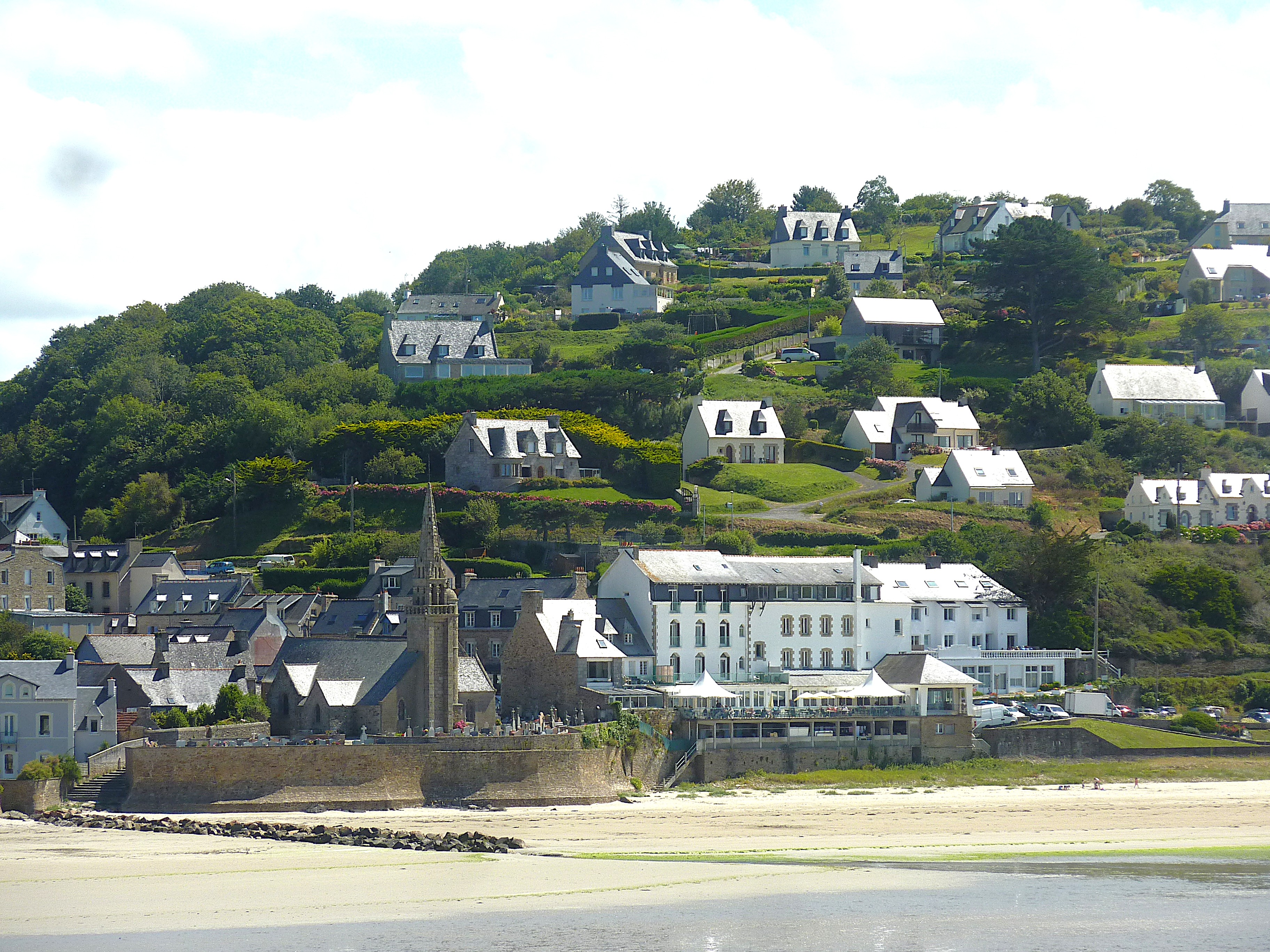
Le bourg de Saint-Michel-en-Grève vu depuis la grève de Saint-Michel.
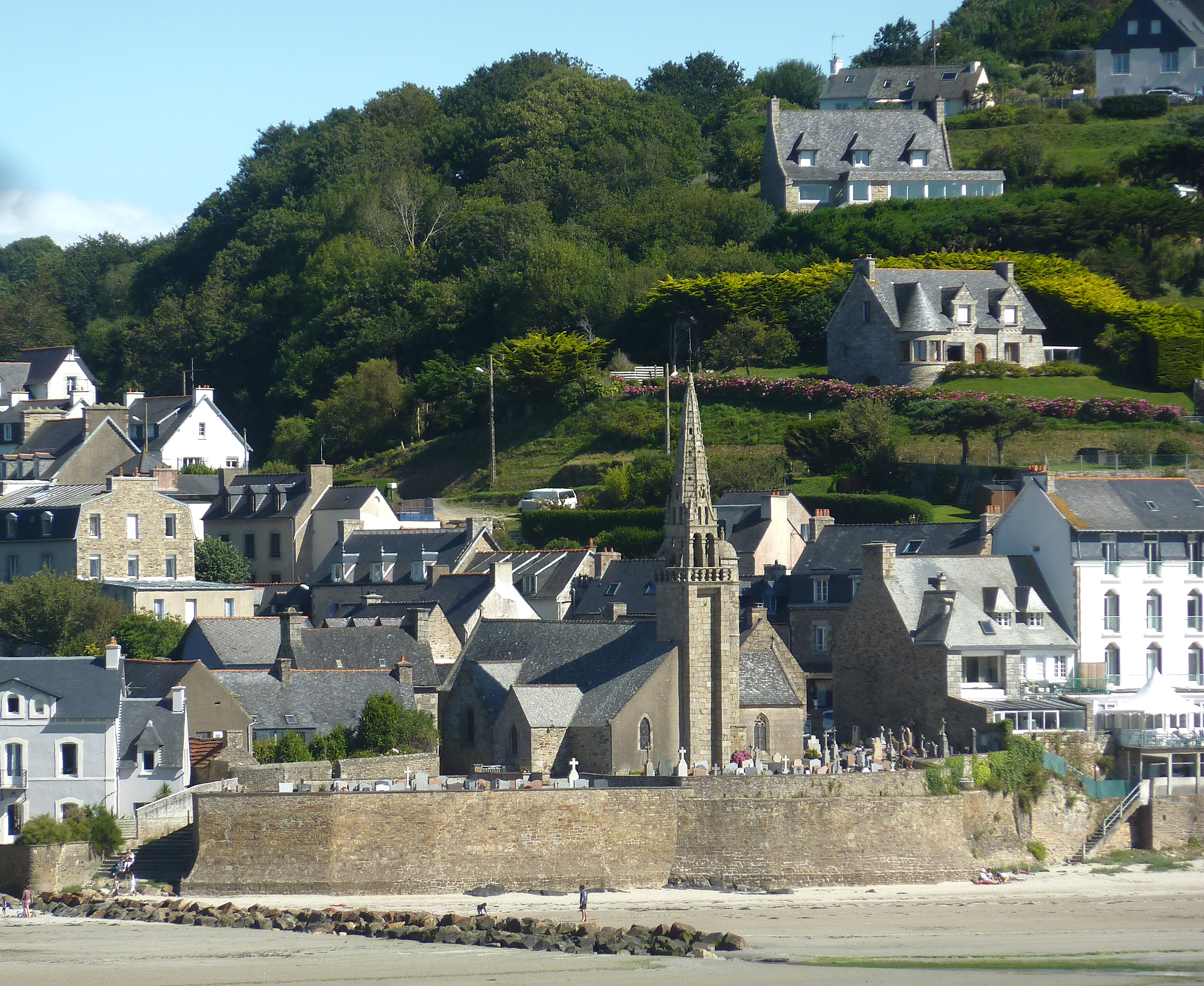
Le bourg de Saint-Michel-en-Grève avec son église et son cimetière marin vus depuis la grève de Saint-Michel.

### Géologie
À l'ouest de Saint-Efflam, au niveau de la grève de Saint-Michel, affleure la formation de Plestin-les-Grèves dont l'âge est estimé à 585 millions d'années. Elle est représentée par des schistes noirs recoupés de nombreux filons de quartz affecté de plis ptygmatiques par suite d'un raccourcissement dû à une compression de la roche encaissante. Ces schistes ardoisiers ont été exploités depuis le XVIIIe siècle jusqu'en 1918. En contrebas du Grand Rocher, des déblais de carrières montrent des schistes à chiastolite d'âge ordovicien.
Le Grand Rocher est constitué de grès quartzites et phylliteux et de grès quartzites massifs. Ces roches sont affectées par des plissements (plis coffrés ou plus serrés, métriques ou décamétriques) et des fractures.
Soumise à d'importants prélèvements de sable, notamment pour des besoins agricoles, depuis des siècles, et poursuivis pendant longtemps en dépit des arrêtés d'interdiction pris dès la seconde moitié du XIXe siècle, le trait de côte de la « Lieue de Grève » a considérablement reculé. De nos jours, les dépôts abondants d'algues vertes provoquent des odeurs nauséabondes (marées vertes) en raison de leur décomposition et leur ramassage entraîne de gros frais.

### Relief et hydrographie
La commune possède des espaces littoraux remarquables : les coteaux du nord du bourg, les vallées du Kerdu et du Roscoat, ainsi que le vallon de Toul-ar-Vilin dans leurs parties avals et surtout la partie orientale de la Lieue de Grève (Grève de Saint-Michel).
La majeure partie du finage communal est constituée d'un plateau avoisinant les 100 mètres d'altitude (l'altitude la plus élévée, 106 mètres) se trouve près de Kerhuel), en pente douce vers la mer (94 mètres d'altitude encore au lieu-dit Pen al Lan par exemple) et limité côté mer par des pentes assez fortes d'un dénivelé avoisinant la centaine de mètres.
Pour un article plus général, voir Réseau hydrographique des Côtes-d'Armor.
La commune est située dans le bassin Loire-Bretagne. Elle est limitée côté sud-ouest par le Roscoat et côté nord par le Ruisseau de Kerdu (sauf dans sa partie aval où ce cours d'eau traverse la commune, se jetant dans la Manche à Toul ar Vilin),.
La commune est séparée de celle de Tréduder par le ruisseau de Roscoat. Un autre petit ruisseau, le Traou Bigot au nord, la sépare de Trédrez-Locquémeau, tandis que le Kerdu, qui vient de Ploumilliau, la traverse. Le Roscoat, d'une longueur de 13 km, prend sa source dans la commune de Lanvellec et se jette dans la Manche à Tréduder, après avoir traversé cinq communes.

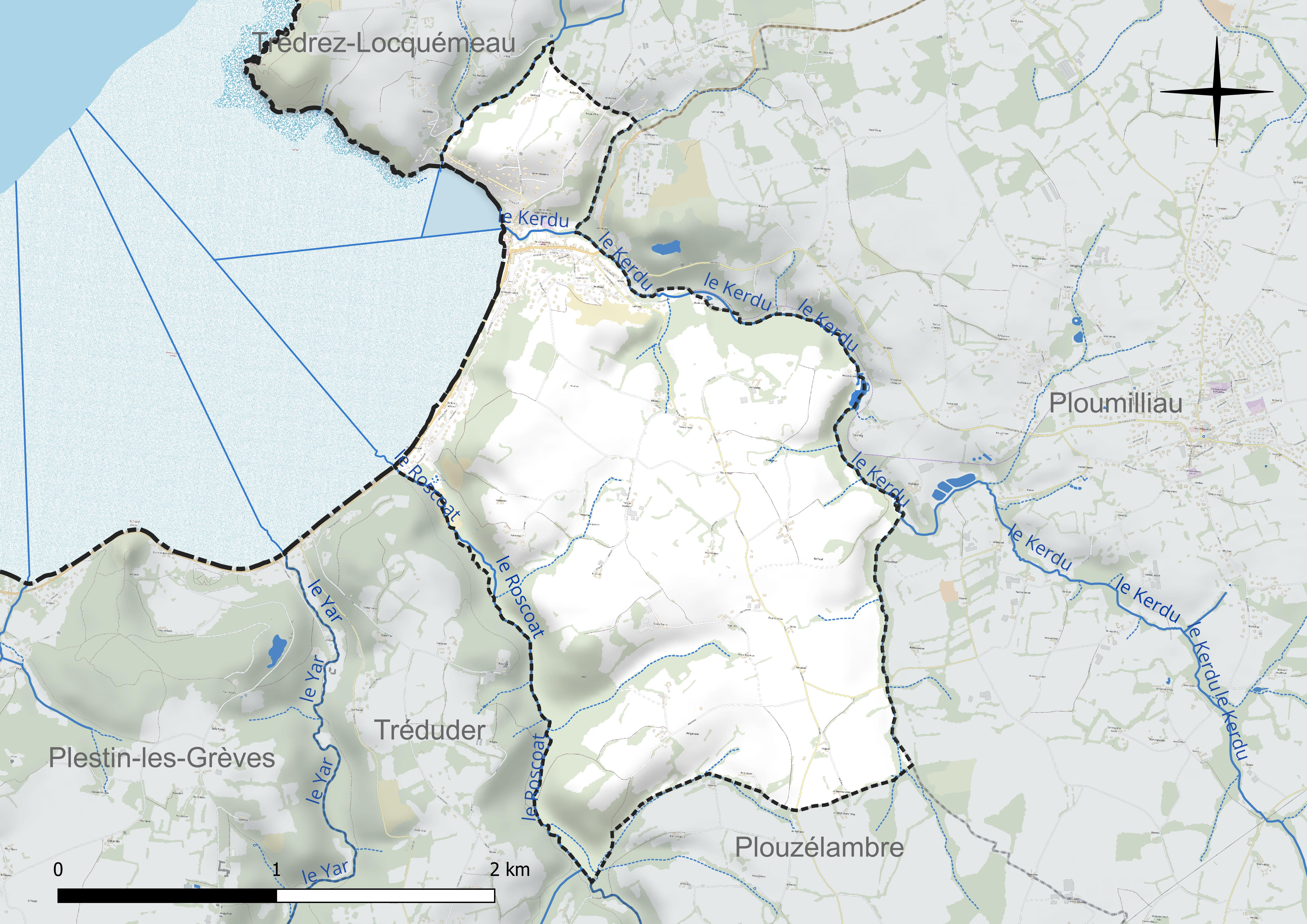
Réseau hydrographique de Saint-Michel-en-Grève.

### Climat
Pour des articles plus généraux, voir Climat de la Bretagne et Climat des Côtes-d'Armor.
En 2010, le climat de la commune est de type climat océanique franc, selon une étude du CNRS s'appuyant sur une série de données couvrant la période 1971-2000. En 2020, Météo-France publie une typologie des climats de la France métropolitaine dans laquelle la commune est exposée à un climat océanique et est dans la région climatique  Finistère nord, caractérisée par une pluviométrie élevée, des températures douces en hiver (6 °C), fraîches en été et des vents forts. Parallèlement l'observatoire de l'environnement en Bretagne publie en 2020 un zonage climatique de la région Bretagne, s'appuyant sur des données de Météo-France de 2009. La commune est, selon ce zonage, dans la zone « Littoral », exposée à un climat venté, avec des étés frais mais doux en hiver et des pluies moyennes.
Pour la période 1971-2000, la température annuelle moyenne est de 11,1 °C, avec une amplitude thermique annuelle de 10,3 °C. Le cumul annuel moyen de précipitations est de 878 mm, avec 14,6 jours de précipitations en janvier et 7,6 jours en juillet. Pour la période 1991-2020, la température moyenne annuelle observée sur la station météorologique la plus proche, située sur la commune de Lannion à 10 km à vol d'oiseau, est de 11,6 °C et le cumul annuel moyen de précipitations est de 929,5 mm,. Pour l'avenir, les paramètres climatiques de la commune estimés pour 2050 selon différents scénarios d’émission de gaz à effet de serre sont consultables sur un site dédié publié par Météo-France en novembre 2022.

## Urbanisme

### Typologie
Au 1er janvier 2024, Saint-Michel-en-Grève est catégorisée commune rurale à habitat dispersé, selon la nouvelle grille communale de densité à 7 niveaux définie par l'Insee en 2022.
Elle est située hors unité urbaine. Par ailleurs la commune fait partie de l'aire d'attraction de Lannion, dont elle est une commune de la couronne,. Cette aire, qui regroupe 40 communes, est catégorisée dans les aires de 50 000 à moins de 200 000 habitants,.
La commune, bordée par la Manche, est également une commune littorale au sens de la loi du 3 janvier 1986, dite loi littoral. Des dispositions spécifiques d’urbanisme s’y appliquent dès lors afin de préserver les espaces naturels, les sites, les paysages et l’équilibre écologique du littoral, tel le principe d'inconstructibilité, en dehors des espaces urbanisés, sur la bande littorale des 100 mètres, ou plus si le plan local d’urbanisme le prévoit.

### Occupation des sols
L'occupation des sols de la commune, telle qu'elle ressort de la base de données européenne d’occupation biophysique des sols Corine Land Cover (CLC), est marquée par l'importance des territoires agricoles (64,6 % en 2018), en diminution par rapport à 1990 (67,2 %). La répartition détaillée en 2018 est la suivante : 
zones agricoles hétérogènes (46,4 %), forêts (18,7 %), terres arables (18,2 %), zones urbanisées (12,4 %), milieux à végétation arbustive et/ou herbacée (4 %), zones humides côtières (0,3 %). L'évolution de l’occupation des sols de la commune et de ses infrastructures peut être observée sur les différentes représentations cartographiques du territoire : la carte de Cassini (XVIIIe siècle), la carte d'état-major (1820-1866) et les cartes ou photos aériennes de l'IGN pour la période actuelle (1950 à aujourd'hui).

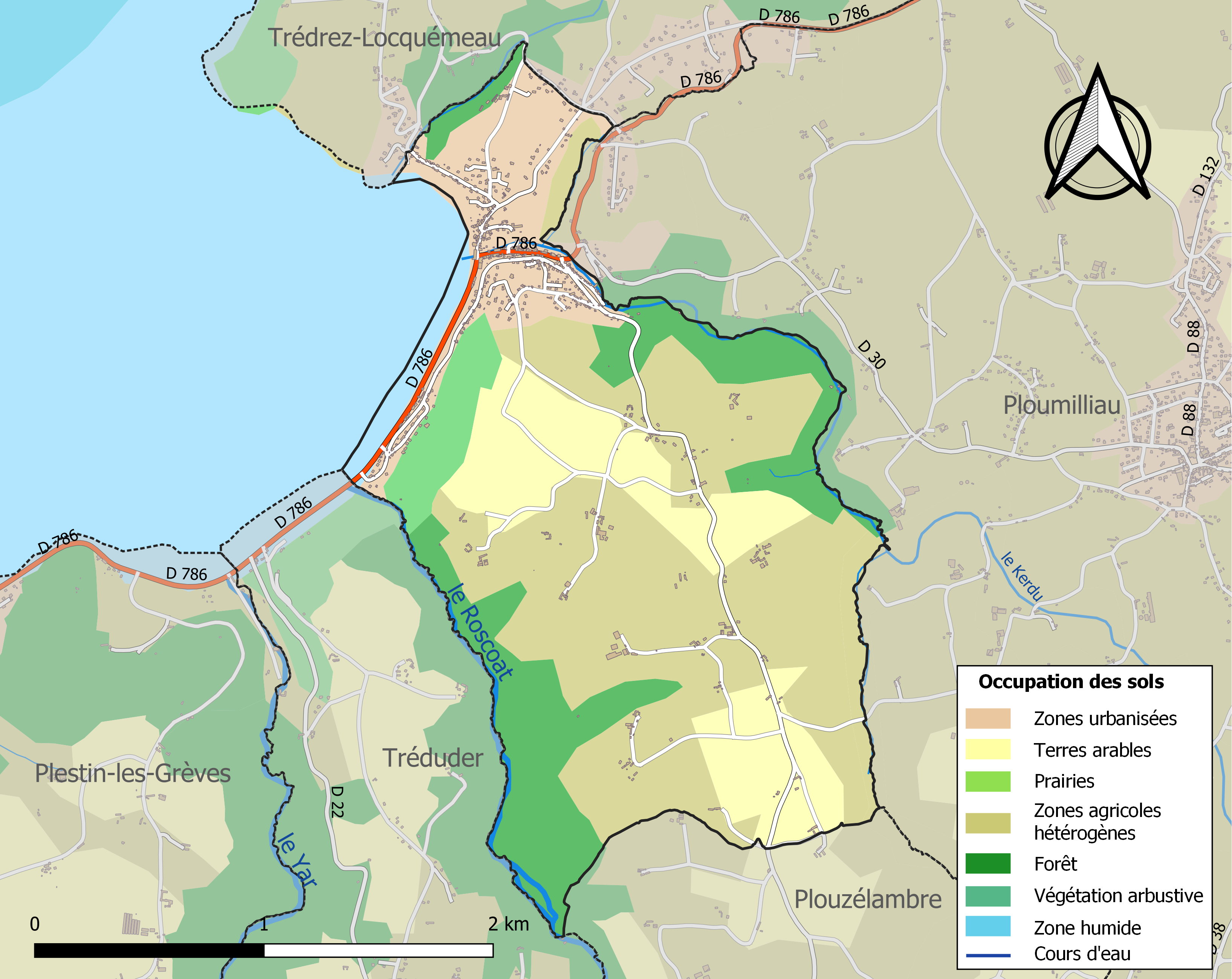
Carte des infrastructures et de l'occupation des sols de la commune en 2018 (CLC).

### Logement
Parmi les logements de Saint-Michel-en-Grève, on observe une faible part (57,4%) de résidences principales par rapport au département (75.3%) et une proportion élevée (37,5%) de résidences secondaires par rapport au département (16%). La part (5,1%) de logements vacants est inférieur aux Côtes d'Armor (8,7%).
Toujours en 2016, le nombre de résidences principales étaient de 260 pour 453 personnes. La proportion des résidences principales, propriétés de leurs occupants étant de 75,3%, contre 71,1 % en Côtes d’Armor.

### Voies de communication et transports

#### Voies de communication
Le territoire communal est desservi par la route départementale RD786 (ancienne Route nationale 786).
Le territoire communal est traversé par le Sentier de grande randonnée 34 et donc de fait par le Sentier européen E5, qui utilise le GR34 pour border la Manche.

#### Transports collectifs
Saint-Michel-en-Grève est desservie par la ligne 30 Lannion-Morlaix reliant Lannion à Morlaix. Les deux collectivités Lannion-Trégor Communauté et Morlaix-Communauté assurent chacune les transports à l’intérieur de leurs périmètres. Cette ligne dessert la Gare de Lannion et la Gare de Morlaix.

## Toponymie
Le nom de la localité est attesté sous les formes Locus Michaelis en 1224, ecclesia Beati Michaelis de Littore en 1330, ecclesia de Loco Mych(aelis) fin du XIVe siècle, parochia Beati Michaelis in Littore en 1427, Lochmichael en Trez en 1461, Lomicael en 1484, Locmiguel en 1543, Saint Michel en Greffve en 1544.
Son nom est formé du breton lok « lieu consacré », associé au nom de l'archange saint Michel.
Lokmikael-an-Traezh en breton.

## Histoire

### Préhistoire et Antiquité
Des recherches archéologiques ont permis de mettre au jour des restes d'enceintes fortifiées. La commune compte également quelques menhirs.
Dans le bourg et sous la plage de Saint-Michel-en-Grève, se trouvent des restes d'une voie romaine, aujourd'hui matérialisée par la rue La voie romaine en direction de Trédrez, et la croix de Mi-lieue.
Saint-Michel-en-Grève était déjà habité ä l'époque gallo-romaine : en 1867 et 1869, de fortes marées mirent au jour les vestiges de deux bains gallo-romains dans le mur de soutènement du cimetière.

### Moyen-Âge
Le nom du bourg atteste une création qui ne peut-être antérieure au XIe siècle. Siège d'un prieuré-cure jusqu'à la Révolution, le bourg semble lié à la fondation de cet établissement dont les origines sont probablement directement liées à la présence des moines de l'abbaye du Mont-Saint-Michel sur la Lieue-de-Grève. À la suite de la donation que leur fit en 1086 l'évêque de Tréguier du « Mont Hyrglas », « le Grand Rocher », de ses dépendances et de la dîme de Plestin, ces moines fondèrent un prieuré dont on ignore encore l'emplacement exact. 
La seigneurie de Kerhuel, successivement possédée par les familles du Bois (XIVe siècle), Le Rougé, de Coëtlogon (entre le XVIe siècle et le début du XVIIIe siècle), de Trogoff (1747) et de la Boissière (1753), était la plus importante seigneurie de la paroisse. Elle possédait droit de moyenne et basse justice en Ploumilliau, Plouzélambre et Saint-Michel-en-Grève, et de droits de prééminences dans les églises paroissiales de Saint-Michel-en-Grève, de Ploumilliau et Plouzélambre, ainsi que dans les chapelles de Saint-Guennou (en Ploumilliau) et de Sainte-Geneviève (en Saint-Michel-en-Grève). Le château était, selon Henri Frotier de la Messelière, entouré d'une « enceinte circulaire de 60 mètres de diamètre entourée d'un double fossé », qui a disparue, de même que le château, mais subsiste l'ancienne motte castrale près de Milin ar C'hastel.

### Temps modernes
L'histoire et la tradition populaire ont conservé le souvenir de Marguerite Charlès, une femme-bandit qui, pendant les Guerres de la Ligue, rançonnait et assassinait les voyageurs se rendant de Morlaix à Lannion ou vice-versa lorsqu'ils passaient par la Lieue de Grève ; elle avait comme principaux lieutenants les frères Rannou qui assommaient les voyageurs à coups de pen-baz. François-Marie Luzel a retranscrit des gwerziou la concernant, écrivant notamment qu'elle enfouissait ses victimes dans les sables mouvants de la Lieue de grève et qu'elle aurait eu comme repaire le bois de Coatandrezenn dans la commune de Tréduder ; elle aurait été capturée en 1598.
Françoise de Quisidic, fille de Jacques de Quisidic, seigneur de Kervilsic, en Garlan dans le diocèse de Tréguier, née en 1577, convertie par un sermon de Michel Le Nobletz, après avoir vécu une partie de sa vie à Saint-Michel-en-Grève où elle vit deux apparitions de la Vierge Marie, en 1657 et en juillet 1659, mourut le 29 octobre 1659 près du couvent de Cuburien, probablement dans l'hospice situé à proximité.

#### La croix de Mi-lieue
La croix de Mi-lieue datait du XVIe siècle et était un repère bien commode pour ceux qui traversaient la "Lieue de Grève", passage alors obligé pour se rendre de Morlaix à Lannion, car les dangers étaient nombreux, en particulier la marée montante. En 1944, la croix fut détruite, sans que l'on sache si ce fut par les Allemands ou par les Américains. Une nouvelle croix a été érigée en 1993.

#### La légende de Sainte-Folle
Édouard Corbière raconte l'histoire légendaire d'une jeune fille sourde-muette qui aurait habité, peu avant la Révolution française, un des cabarets de Saint-Michel-en-Grève, surnommée "La Folle" car considérée comme faible d'esprit, mais que les pêcheurs, superstitieux, emmenaient fréquemment avec eux, convaincus que la présence à bord de la jeune sourde-muette permettait de conjurer les orages. Lorsqu'un bateau rentrait avec une bonne pêche, une part lui était réservée. Une nuit d'ouragan, la jeune femme, seule à bord d'un canot, alla porter secours à un brick de pêcheurs en grave difficulté en raison d'un ouragan et, prenant la barre, parvint à ramener le navire au port. « Depuis ce jour mémorable, la Folle, canonisée par la reconnaissance de tout un équipage, devint "Sainte-Folle" pour tous les marins de Basse-Bretagne (...). Longtemps après la mort de cette sainte de fortune, on vit encore, dans la chapelle du Yodet, l'ex-voto que lui avait consacré la piété des matelots du navire conduit et sauvé par elle ». Une complainte l'évoquant, en langue bretonne, fut aussi longtemps chantée dans la région. Son refrain, traduit en français, dit :
 Sainte-Folle aux regards si doux,

 Veillez sur nous,

 Priez pour nous !

#### Saint-Michel-en-Grève décrit auXVIIIesiècle

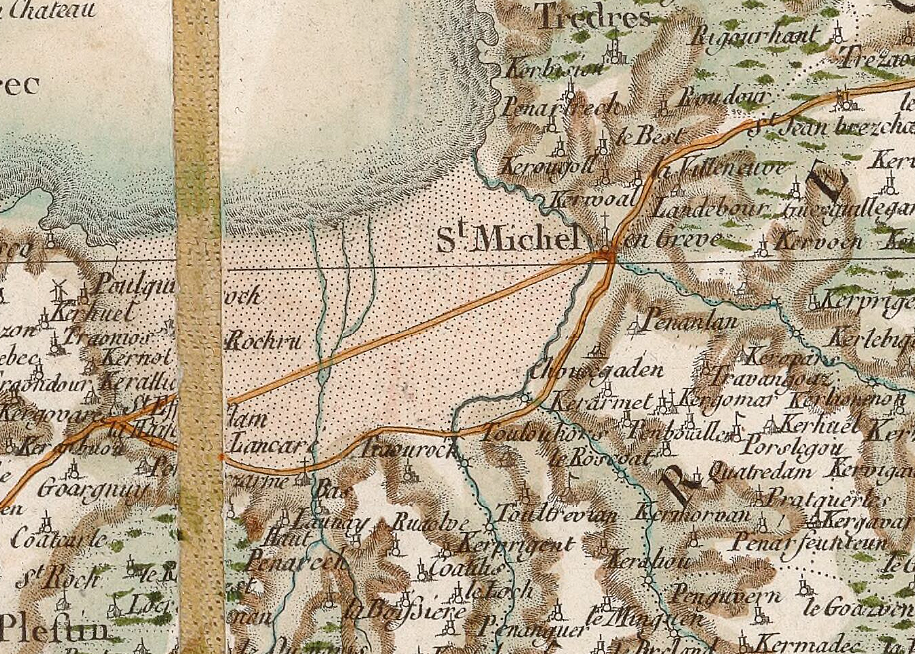
Carte de Cassini de Saint-Michel-en-Grève et de la Lieue de Grève (1783).

Jean-Baptiste Ogée décrit ainsi Saint-Michel-en-Grève en 1778 : 

« Saint-Michel-en-Grève ; par la route de Morlaix à Lannion ; à 5 lieues et demie à l'Ouest-Sud-Ouest de Tréguier, son évêché; à 33 lieues de Rennes ; et à 2 lieues de Lannion, sa subdélégation et son ressort. On y compte 400 communiants ; la cure part à l'alternative. Il se tient dans l'endroit deux foires considérables par an. Le territoire, borné au Nord par la mer, renferme des terres bien cultivées, et une grève de sable qui commence à la sortie du bourg et qui peut contenir environ douze cents journaux de Bretagne. Vers le milieu de cette grève, est une croix de pierre plantée sur un rocher : elle est couverte pendant les grandes marées. Les habitants du lieu prétendent qu'elle est placée dans l'endroit où débarqua saint Efflam, en arrivant d'Irlande, sa patrie, et que cette grève était alors occupée [en fait entourée] par une forêt très spacieuse. »

### LeXIXesiècle

#### La "Lieue de grève", un endroit longtemps mal famé
La plage de la « Lieue de Grève », longue de 4 km, occupe le fond d'une baie se découvrant sur près de 2 km à marée basse
Édouard Corbière décrit en ces termes la "Lieue de grève" en 1843 :

« Cette lieue de grève, presque toujours si déserte et d'un aspect si sauvage, fur autrefois un champ [endroit] fertile en aventures lamentables. Rarement les cavaliers qui s'exposaient à parcourir de nuit cette nouvelle Tauride réussissaient, dit-on, à se rendre d'une de ses extrémités à l'autre, sans être attaqués par des bandits incivilisés qui, sous des paquets de goémon ou des monticules de sable, se cachaient à la vigilance de la maréchaussée, pour mieux surprendre et dépouiller les voyageurs que leur amenait ce qu'ils appelaient, à leur manière, la Providence. (...) Les malheureux piétons osaient à peine s'aventurer sur cette arène sans cesse ouverte aux malfaiteurs dont la Bretagne était alors infestée. On assure même qu'à l'époque assez récente où les messageries traversaient encore la lieue de grève pour se rendre de Saint-Brieuc à Brest, ce n'était que sous bonne escorte que les voitures pouvaient espérer de franchir avec sécurité un défilé aussi dangereux. »

Alexandre de Lavergne (1808-1879) a aussi décrit les voleurs de grand chemin qui sévissaient près du Grand Rocher dans son roman La Circassienne.
La croix de mi-lieue qui avertissait les voyageurs traversant la grève de son danger à marée montante, a disparu à la suite du débarquement des troupes alliées en août 1944, une nouvelle croix étant édifiée à son emplacement en 1993 par le Centre Culturel.
La dangerosité de la traversée à gué de l'estuaire du Yar alors que la marée s'y engouffre, occasionne des noyades individuelles ou collectives. Ces accidents ne cessent que vers 1840, quand le Yar rompt la flèche littorale près de sa racine pour aller directement à la mer. Dès lors, le village d'Efflam se transforme en station balnéaire. Plusieurs villas sont construites sur le mode de l'architecture balnéaire et atypique des années folles : villa de Ker Goz (maison d'architecte néo-gothique construite vers 1930 pour Lord et Lady Mond d'après la tradition orale), maison de l'Aigle (villa de style éclectique construite en 1928 par l'ingénieur Raoul Vendôme)…

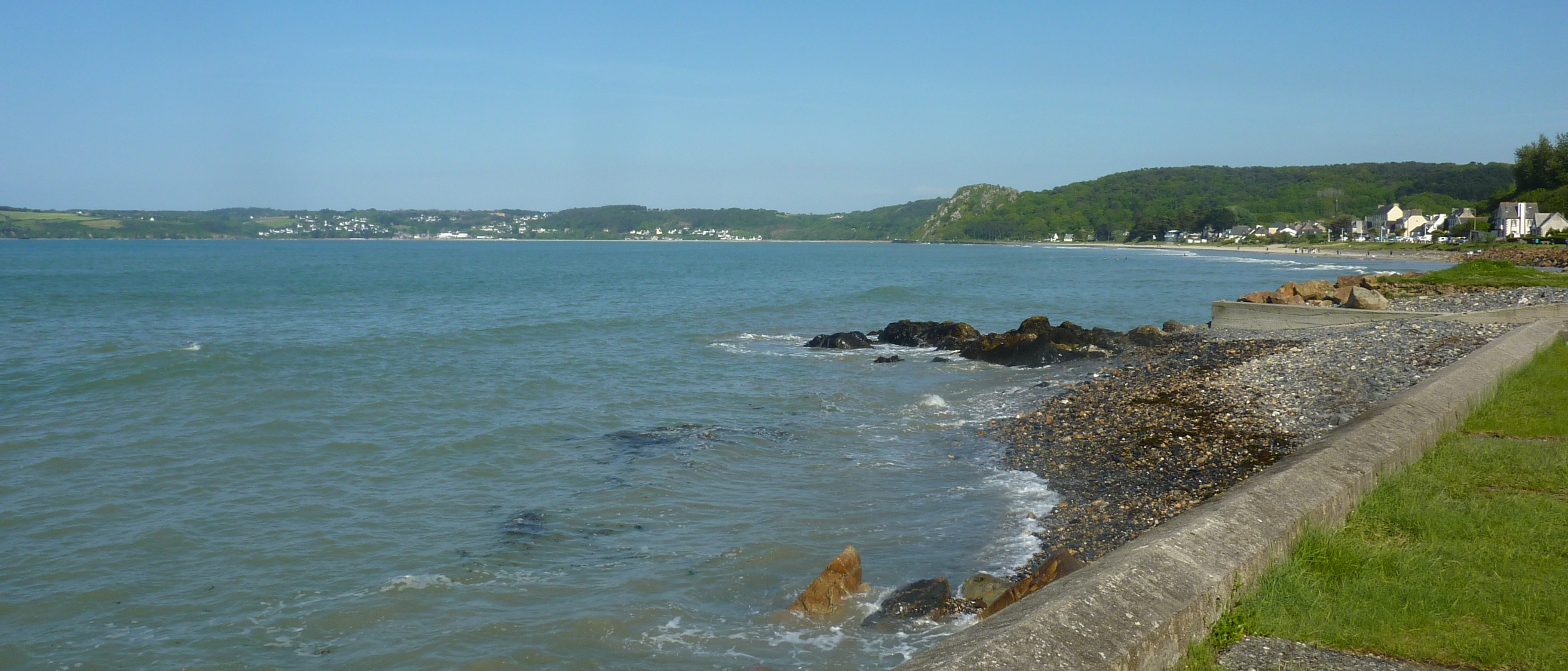
La "Lieue de grève" vue des environs de la chapelle Saint-Efflam
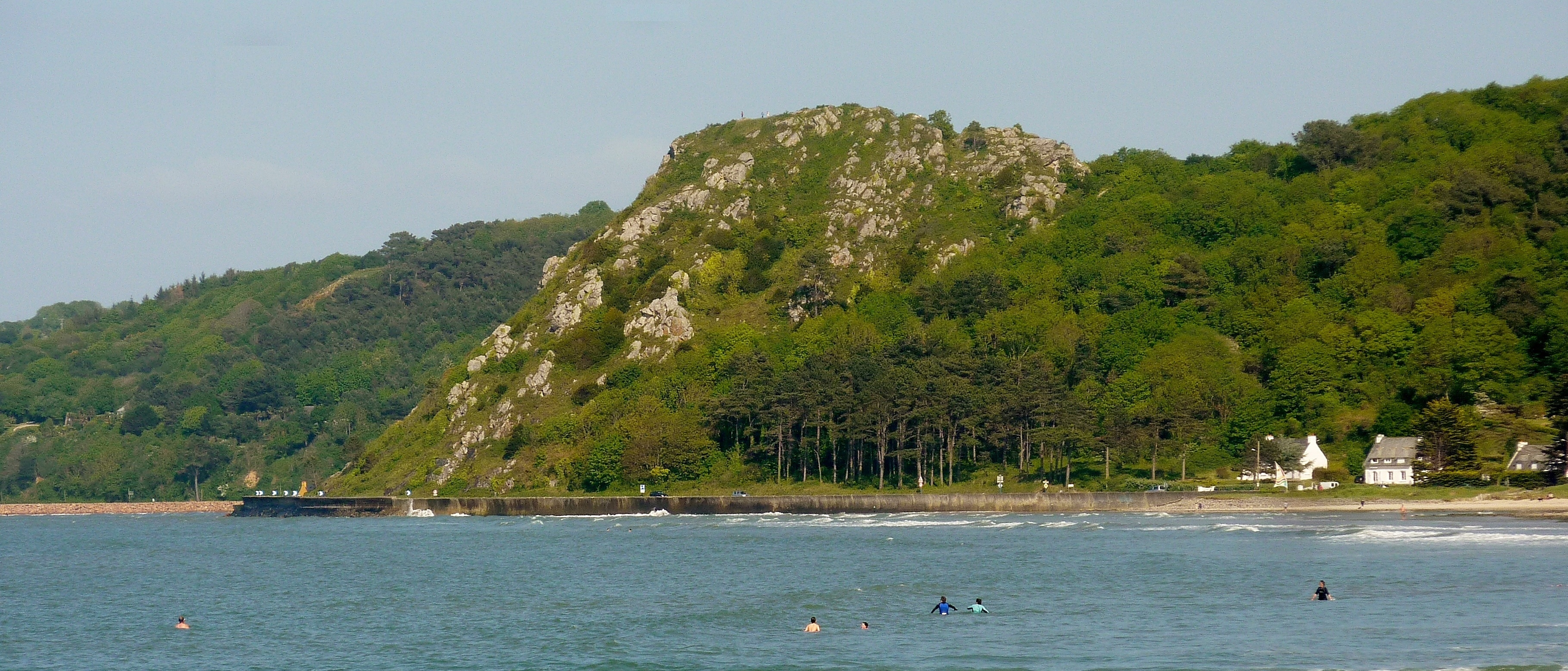
Le "Grand Rocher", qui domine la "Lieue de grève"
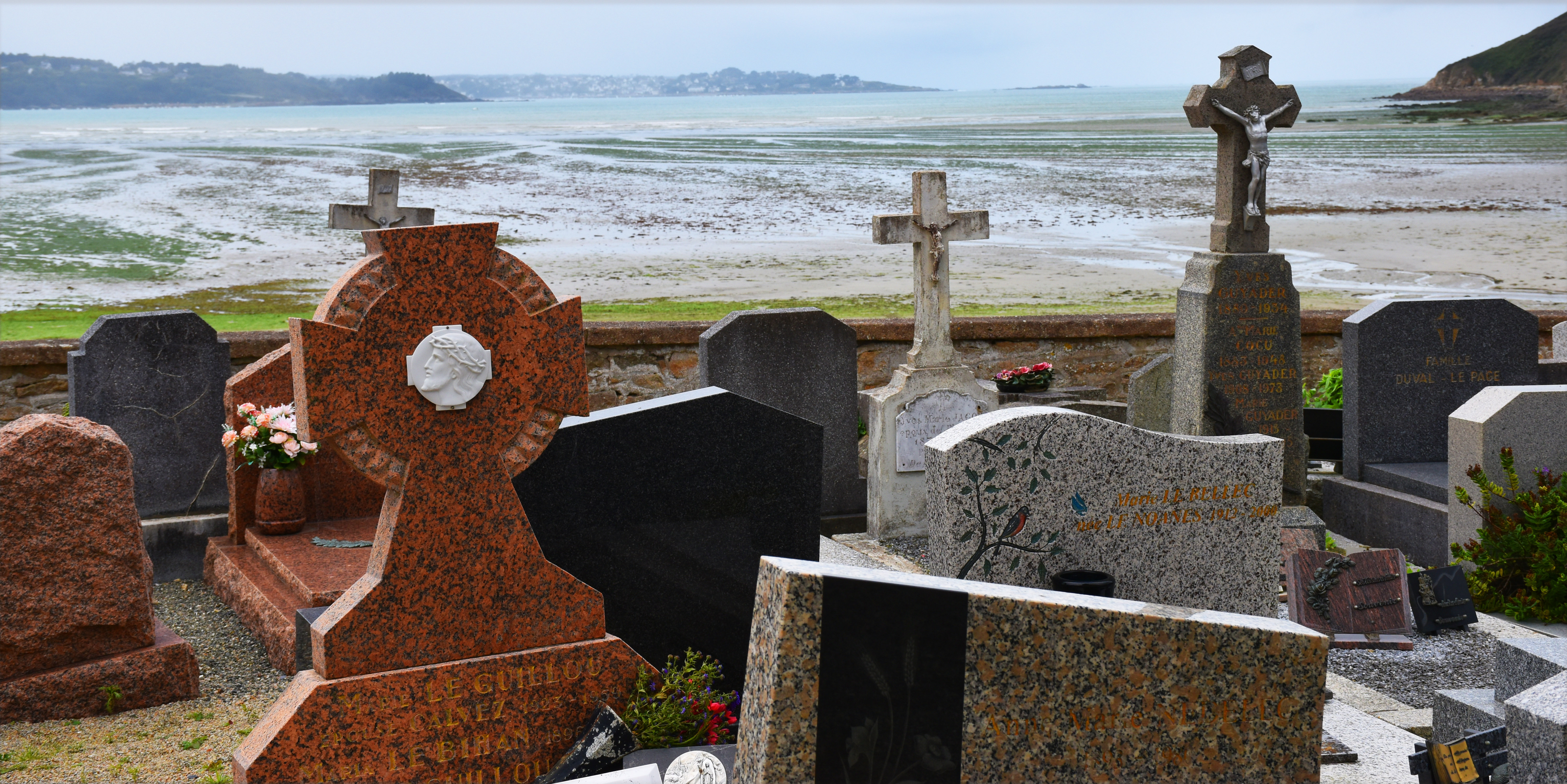
Cimetière marin
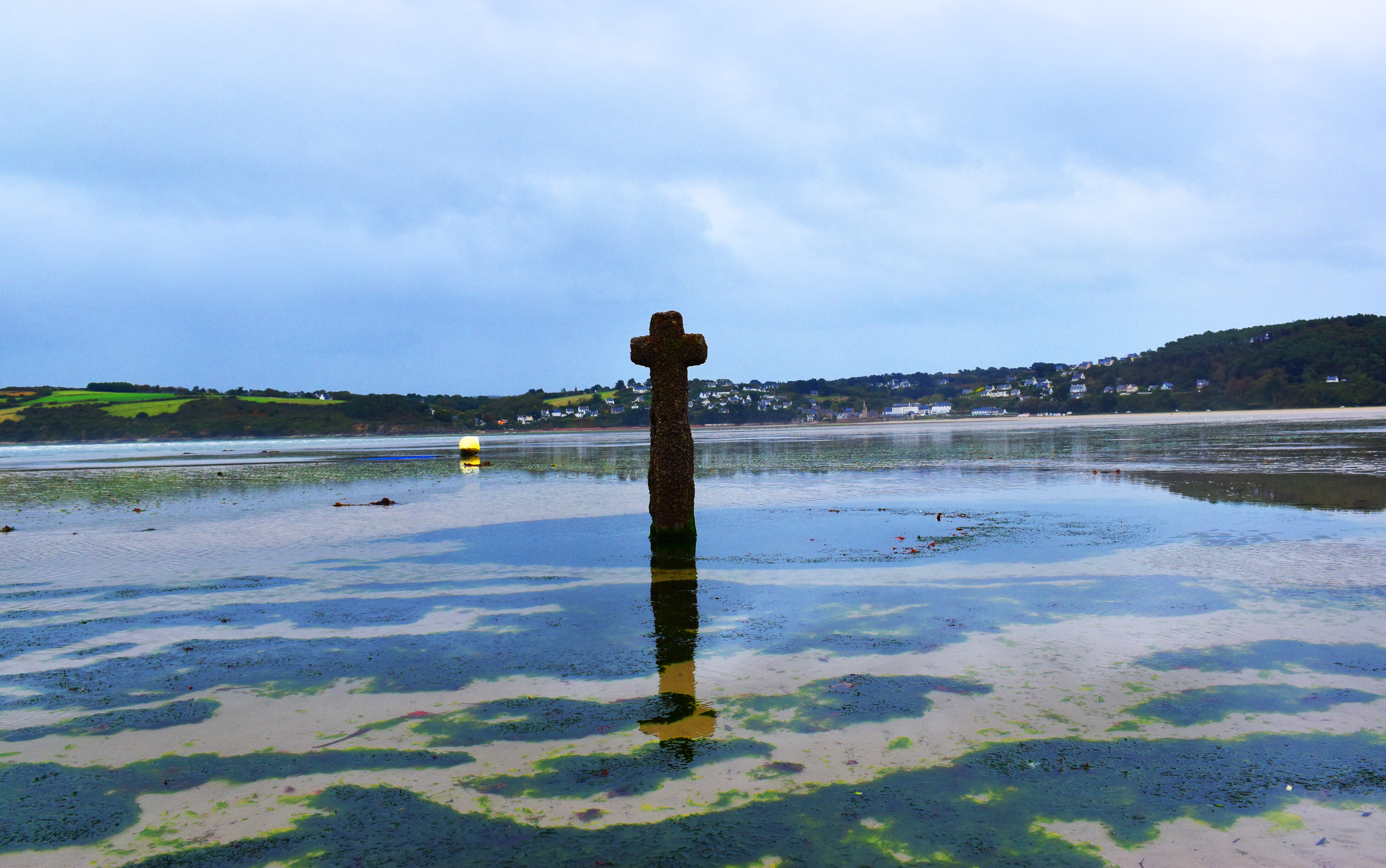
La Croix de Mi-lieue

Le "Grand Rocher", haut de 84 mètres, qui domine la "Lieue de grève", est un ancien oppidum, occupé maintes fois au fil des époques successives. De nombreuses légendes en parlent, la plus connue étant celle de saint Efflam. Un cimetière gaulois y est découvert au XIXe siècle, mais détruit de 1839 à 1851. Ce cimetière aurait pu recouvrir un poste gallo-romain. C'est un site naturel classé depuis 1936 et site départemental depuis 1982, abritant plus de 300 espèces végétales qui témoignent d'un passé agricole (talus empierrés) et de production forestière (boisement de pins : épicéa de Sitka, pin de Monterey, pin sylvestre). Des plantes calcicoles (Marjolaine, Sauge des prés, Troène, Orchidée pyramidale, Iris fétide, Ancolie, Ail des ours) témoignent de l'apport de sable riche en débris coquilliers calcaires exploité par les agriculteurs jusqu'en 1996 comme amendement calcaire. La grotte et le blockhaus de la façade nord abritent une colonie de chauves-souris qui comprend trois espèces différentes (le Grand Rhinolophe, le Petit Rhinolophe et le Murin à moustaches),.

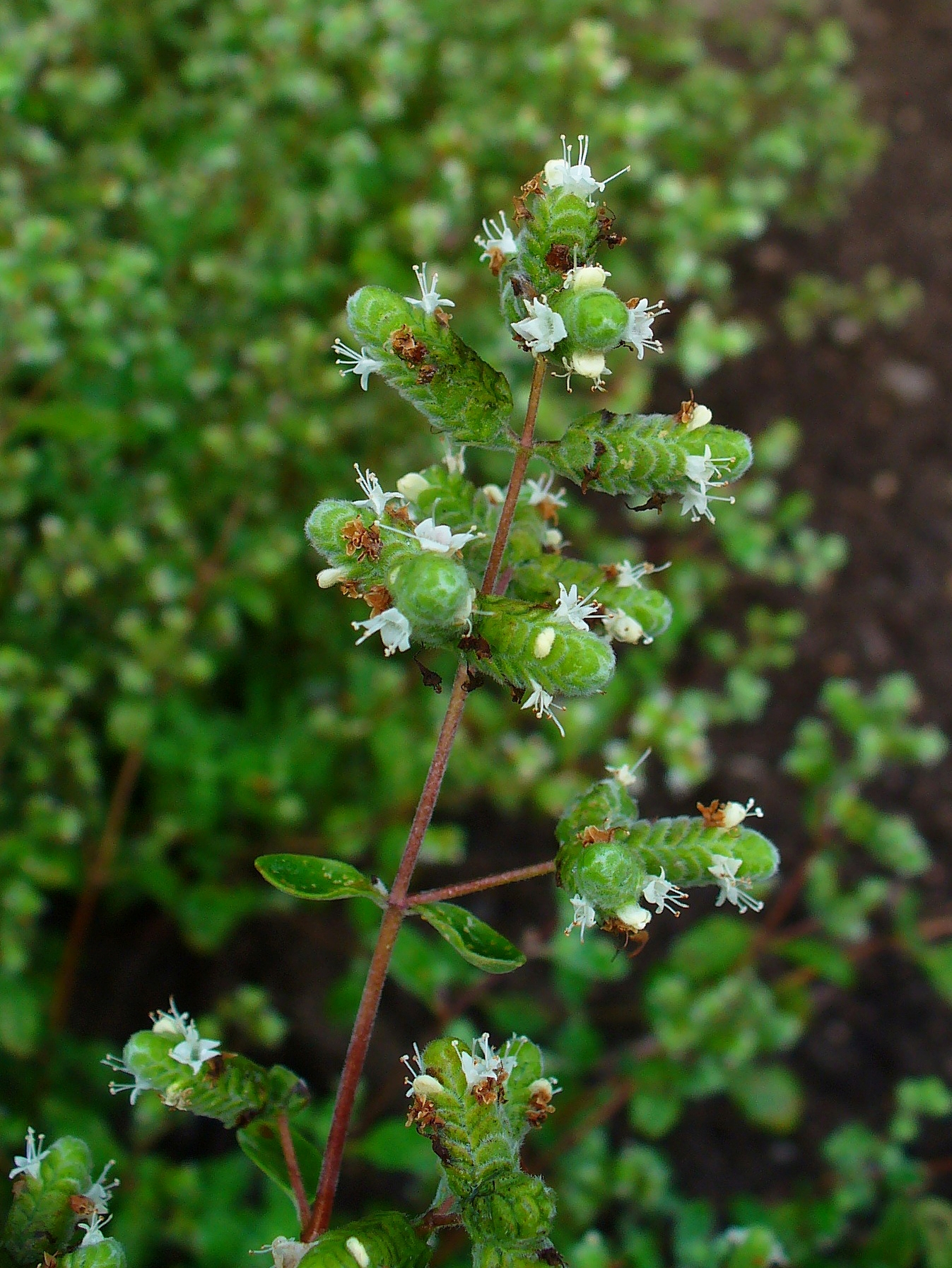
Marjolaine.
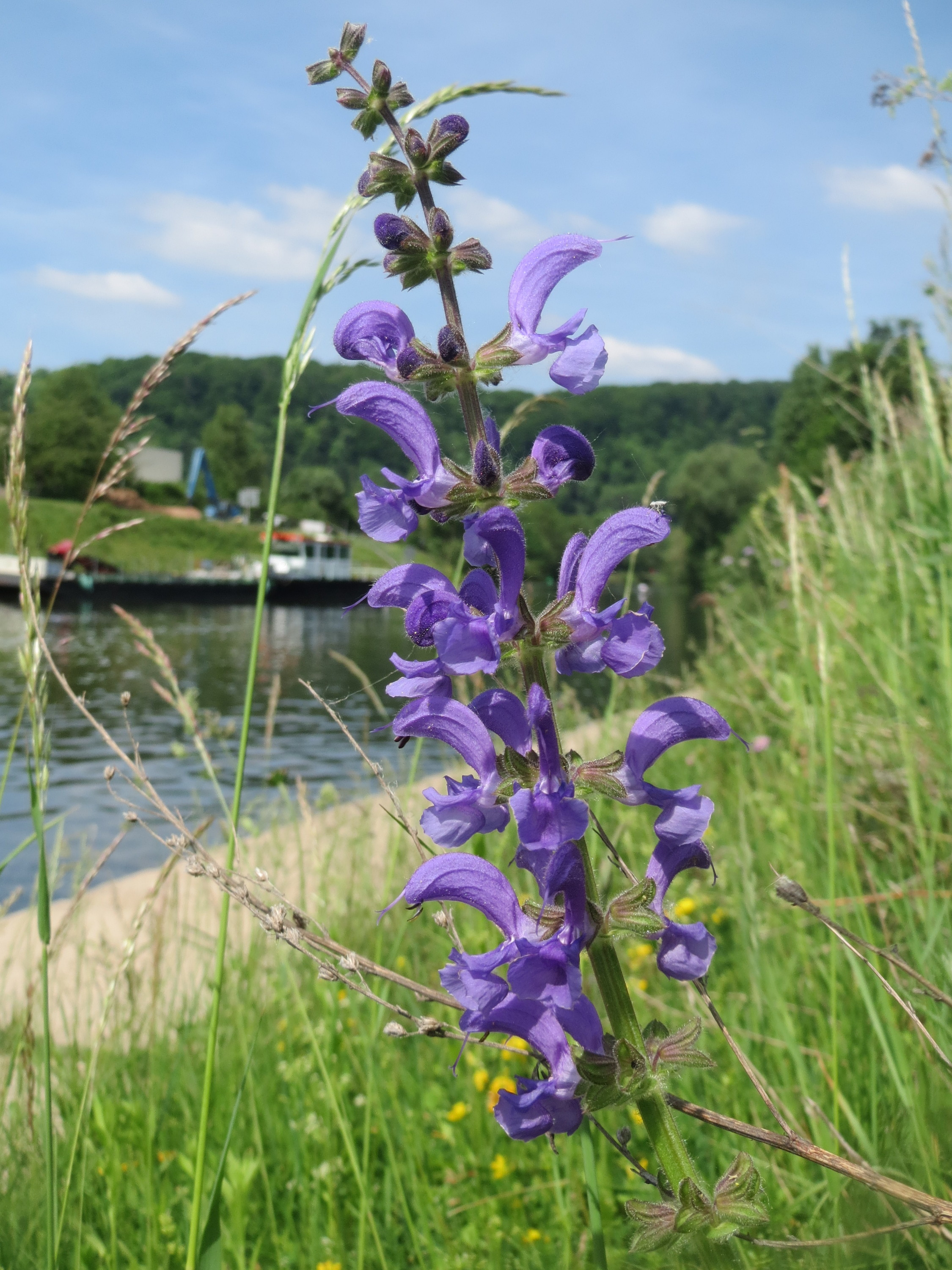
Sauge des prés.
Troène
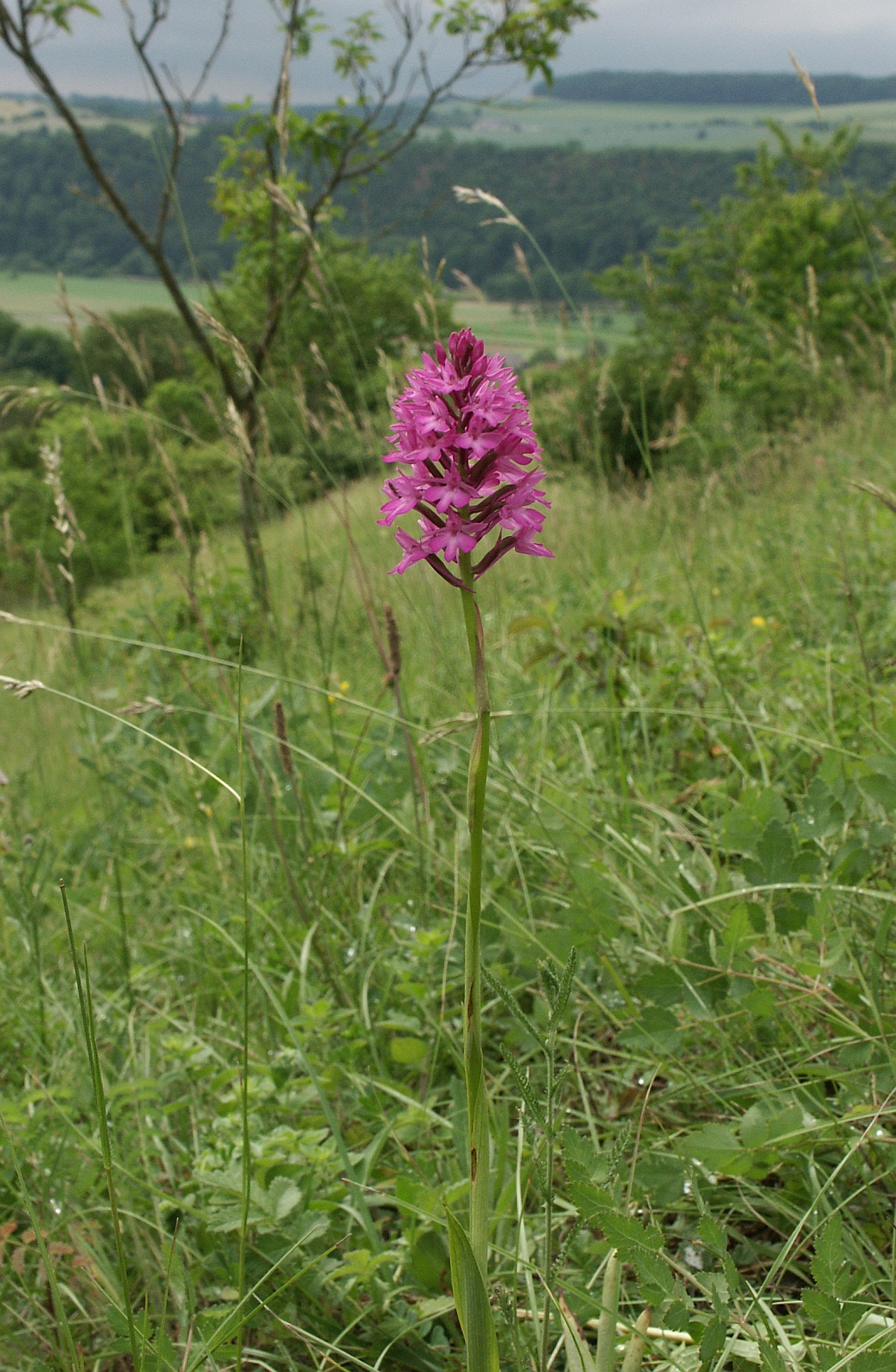
Orchidée pyramidale.
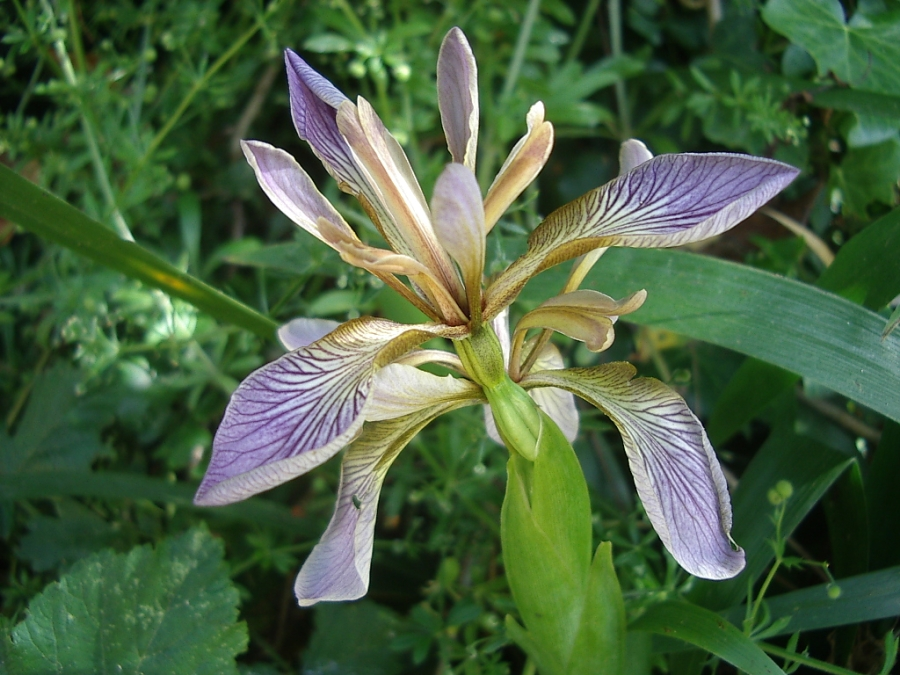
Iris fétide.
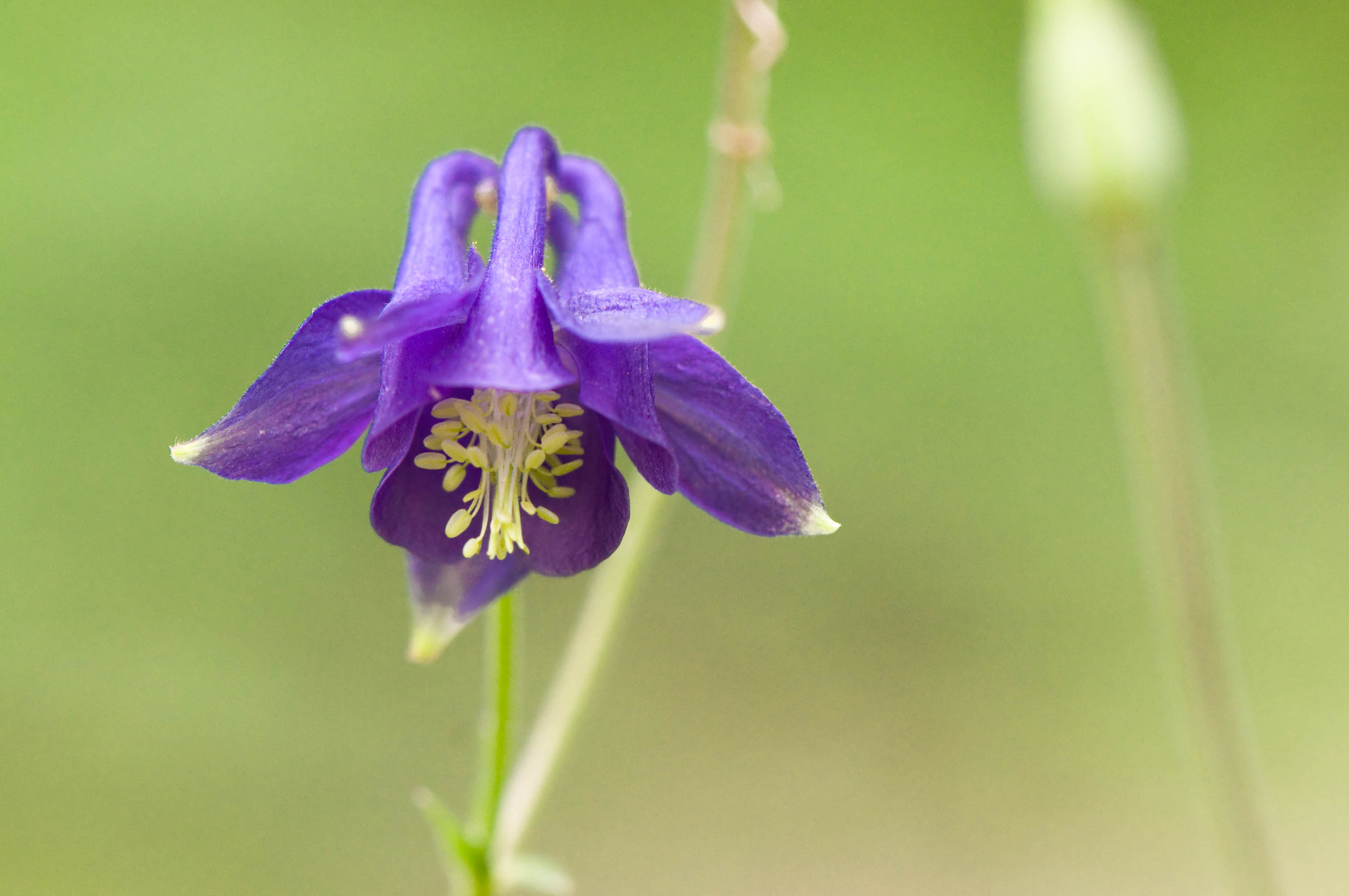
Ancolie.
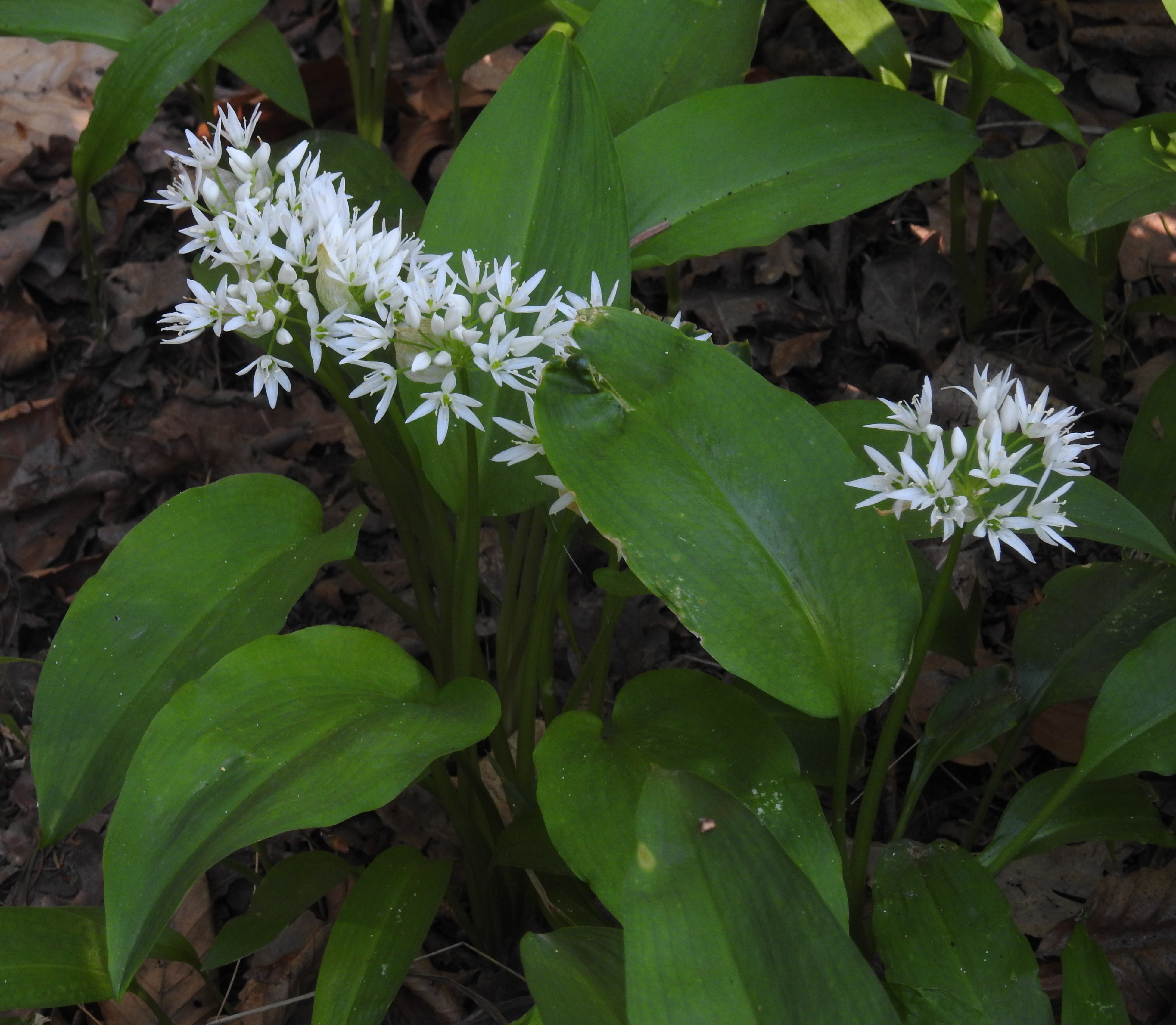
Ail des ours

#### Saint-Michel-en-Grève décrit vers le milieu duXIXesiècle

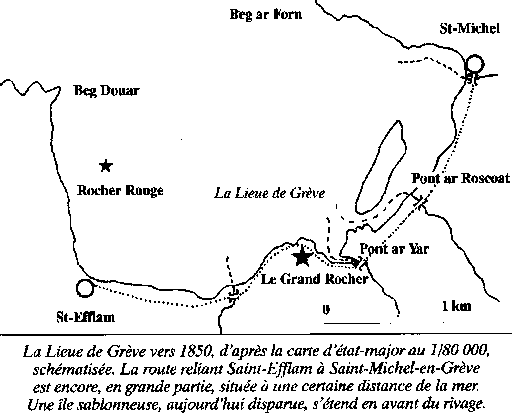
La Lieue de Grève vers 1850 (d'après la carte d'état-major au 1/80 000e).

Édouard Corbière poursuit en décrivant le bourg de Saint-Michel-en-Grève :

« En dépit toutefois de l'aspect peu attrayant que présente aux yeux et au cœur ce site d'une sauvagerie si pittoresque, un village s'est élevé du sein marâtre des dunes, pour végéter, comme une plante marine, à l'abri d'une de ces crêtes pelées qui enceignent la petite baie, au fond de laquelle s'étend la lieue de grève. Le nom d'un saint, et qui plus est encore, le nom d'un archange a été donné à cette réunion informe de cahutes récrépies de boue et habitées, pour la plupart, par de pauvres pêcheurs déguenillés comme le pays qui les a vus naître. Ce village, qui, aujourd'hui possède, m'a-t-on rapporté, un maître d'école, un débit de tabac et deux cabarets fumeux, décorés du titre d'auberges, s'appelle Saint-Michel-en-Grève. »

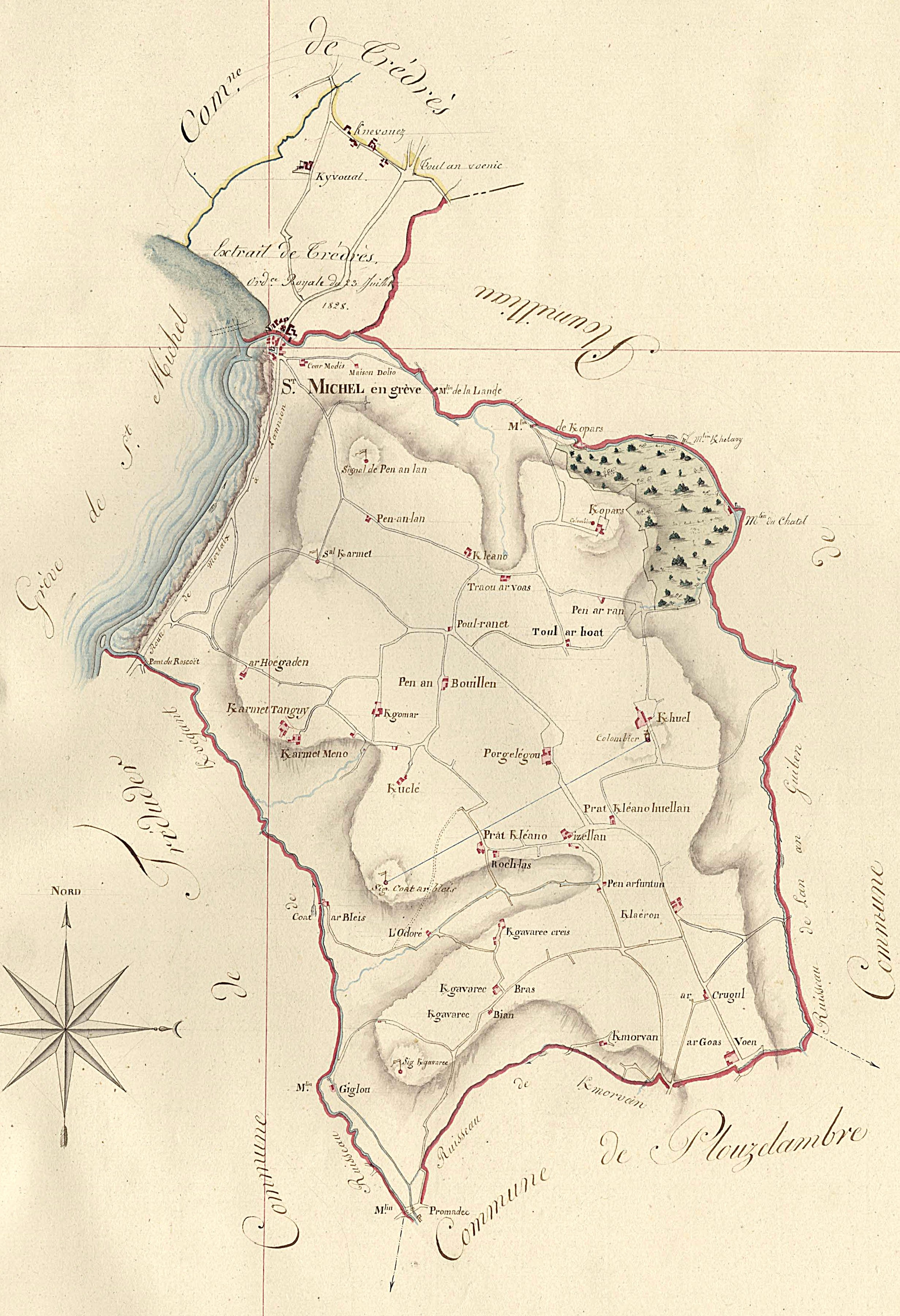
Plan cadastral de Saint-Michel-en-Grève (1813).

A. Marteville et P. Varin, continuateurs d'Ogée, en font cette description en 1853 :

« Saint-Michel-en-Grève : commune formée de l'ancienne paroisse de ce nom ; aujourd'hui succursale. (..) Principaux villages : Kervenoez, Keryvouel, Cour-Modès, Kerropars, Traou-ar-Voas, Kergomar, Kerarmel-Tanguy, Prat-Kerléano, Kerhuel, Kerlaéron, Argoasvoen, Kergavarec, Porjelegou. Superficie totale : 434 hectares 11 ares, dont (..) terres labourables 234 ha, prés et pâturages 32 ha, bois 41 ha, landes et incultes 96 ha (..). Moulins : 4 (à eau, de Kerropartz, de Châtel, Giglou). Bien que petite, cette commune a été agrandie en 1828 d'une partie de celle de Trédrez. La route de Morlaix à Lannion la traverse du nord-est au sud-ouest, courant sur une partie de la vaste grève de Saint-Michel. Au centre de cette baie, que dominent du côté du sud des terres élevées, se dresse le rocher l'Irglas, qu'on dirait la sentinelle qui domine cette lande maritime. Il se tient à Saint-Michel deux foires par année, l'une le 14 septembre, l'autre les 17 et 18 octobre. Géologie ; schiste modifié par le gneiss; généralement mâclifère ; grès, quartz et granite au nord. On parle le breton. »

Joachim Gaultier du Mottay écrit en 1862 que Saint-Michel-en-Grève dispose d'une école de garçons ayant 44 élèves et affirme que « la grève de Saint-Michel était jadis une vaste forêt détruite, dit-on, en 709, par les envahissements de la mer. Quelquefois, après les fortes tempêtes, la vase remuée laisse apercevoir des débris de gros arbres ».

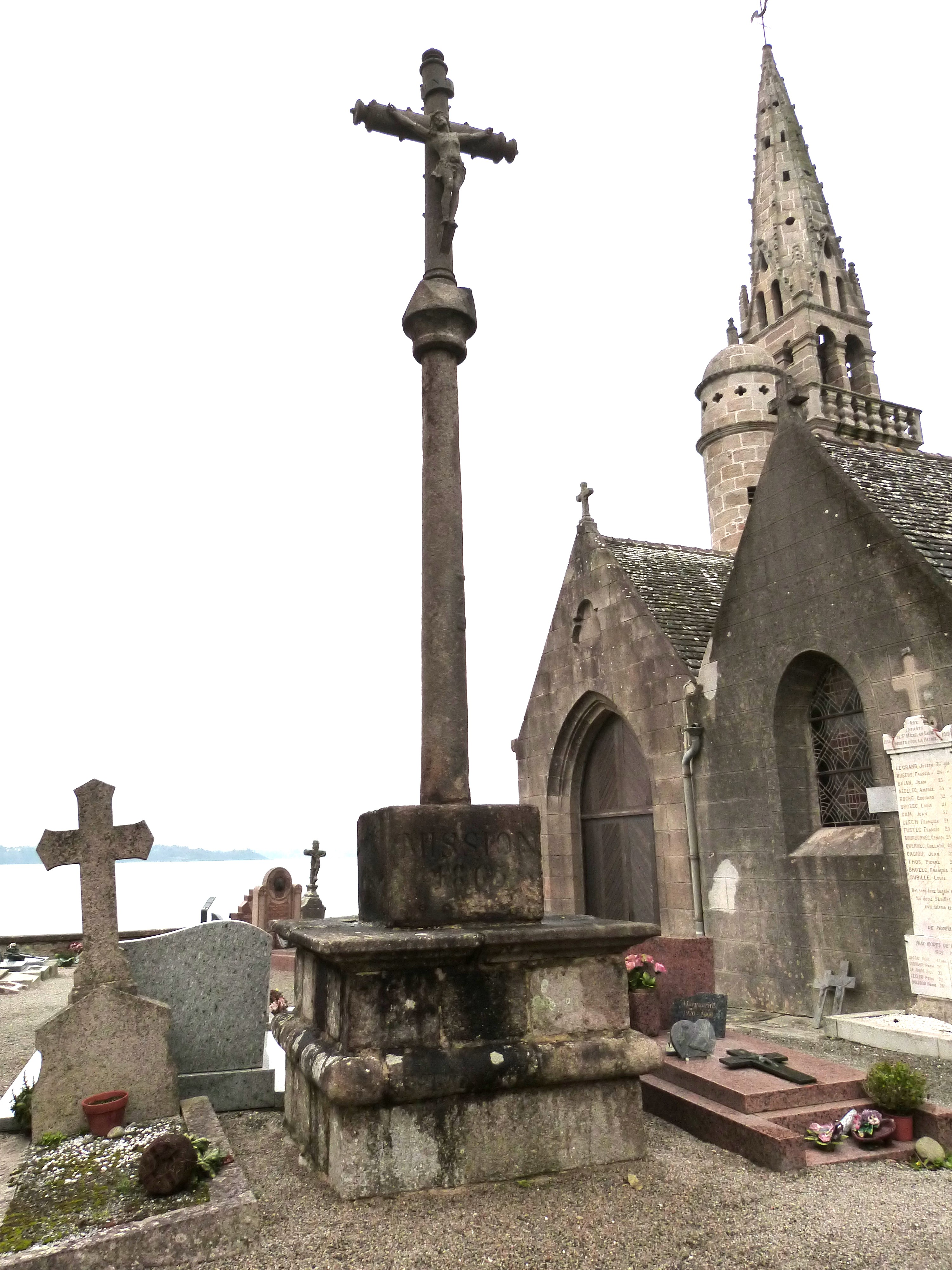
Croix de mission érigée en 1865 dans le cimetière de Saint-Michel-en-Grève.

### LeXXesiècle

#### LaBelle Époque
L'inventaire des biens d'église fut effectué à Saint-Michel-en-Grève le 11 mars 1906 sans incident notable.

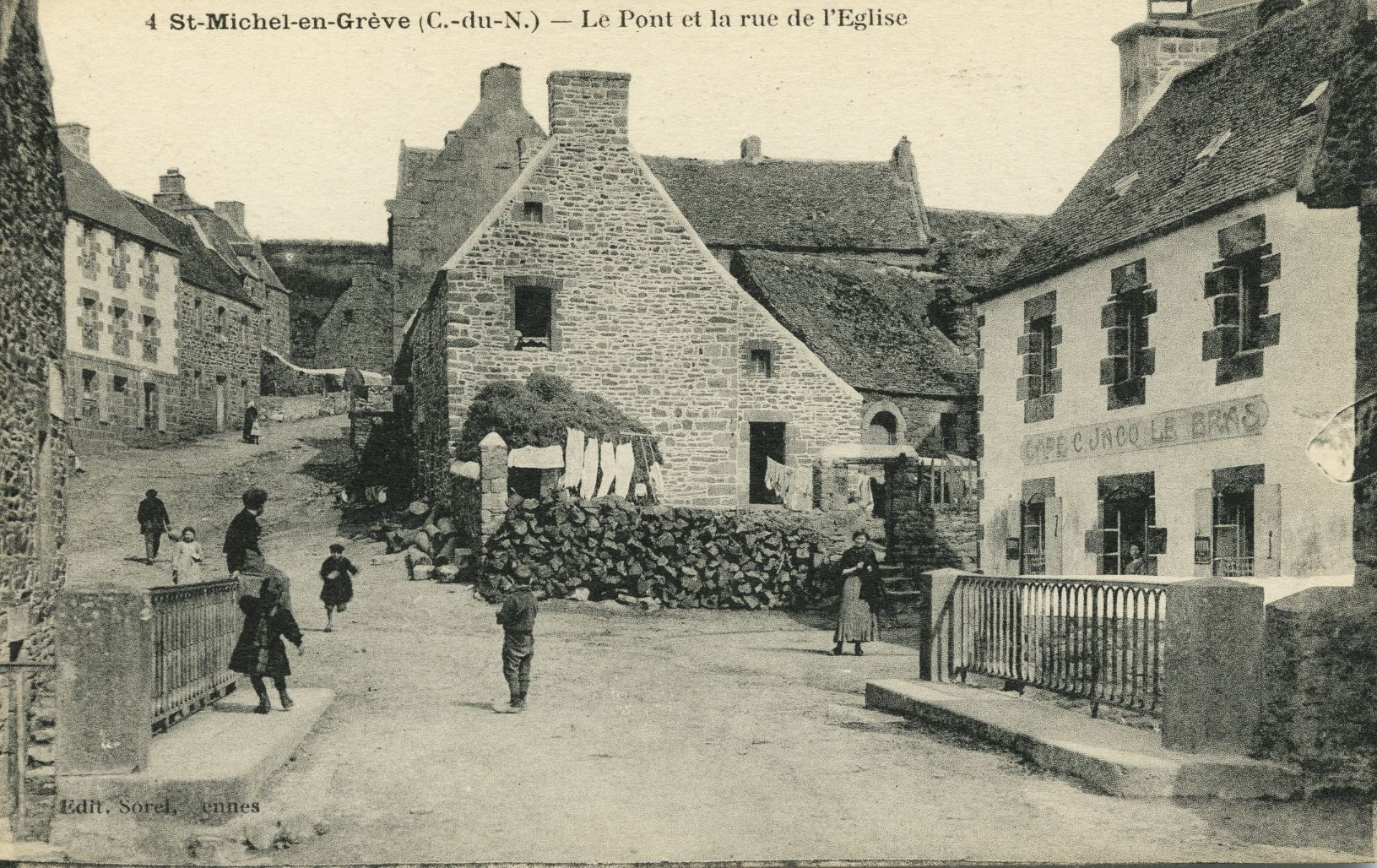
Le bourg vu depuis la route de Saint-Efflam au début du XXe siècle (carte postale).
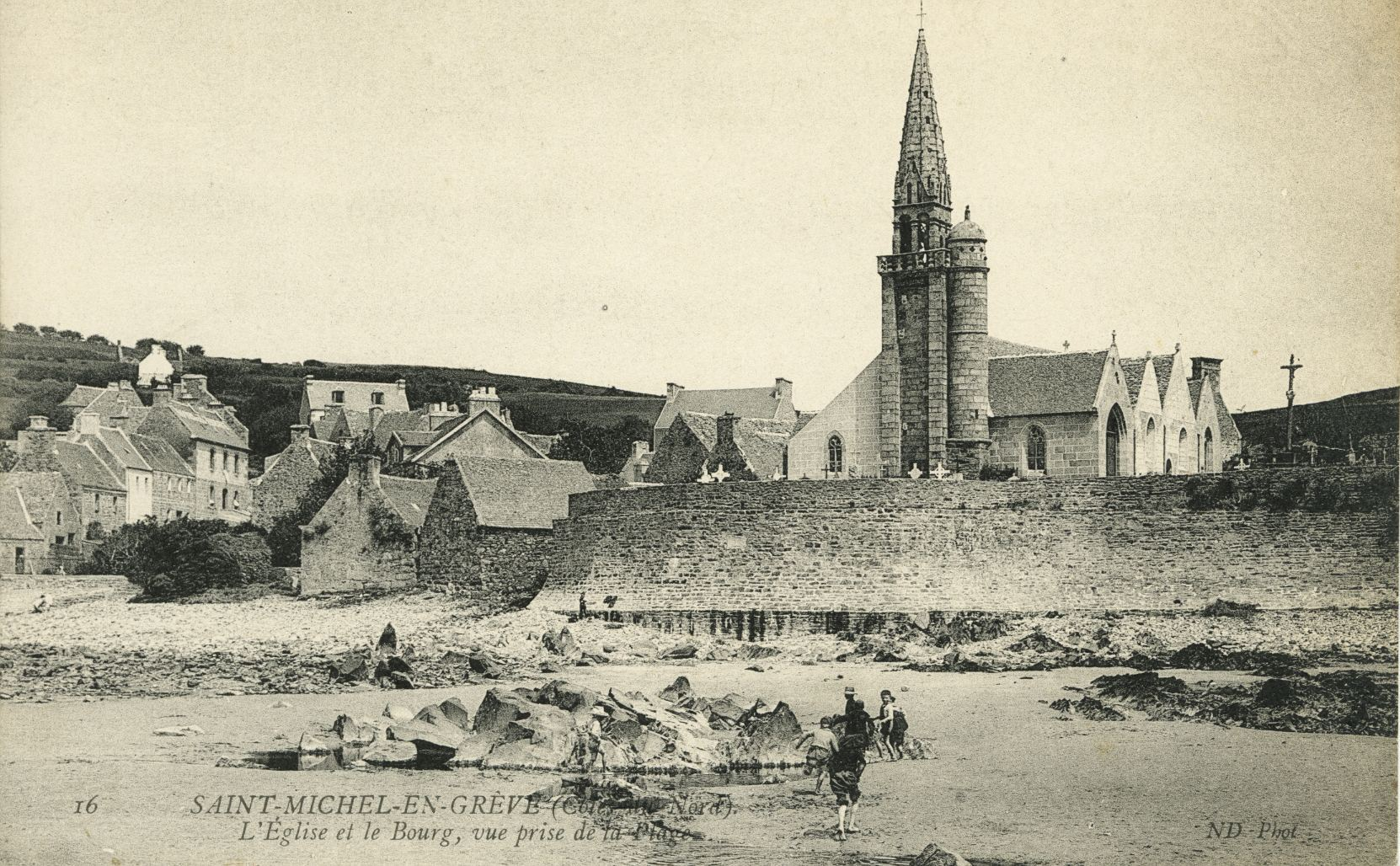
L'église et le bourg de Saint-Michel-en-Grève vus de la plage au début du XXe siècle (carte postale).
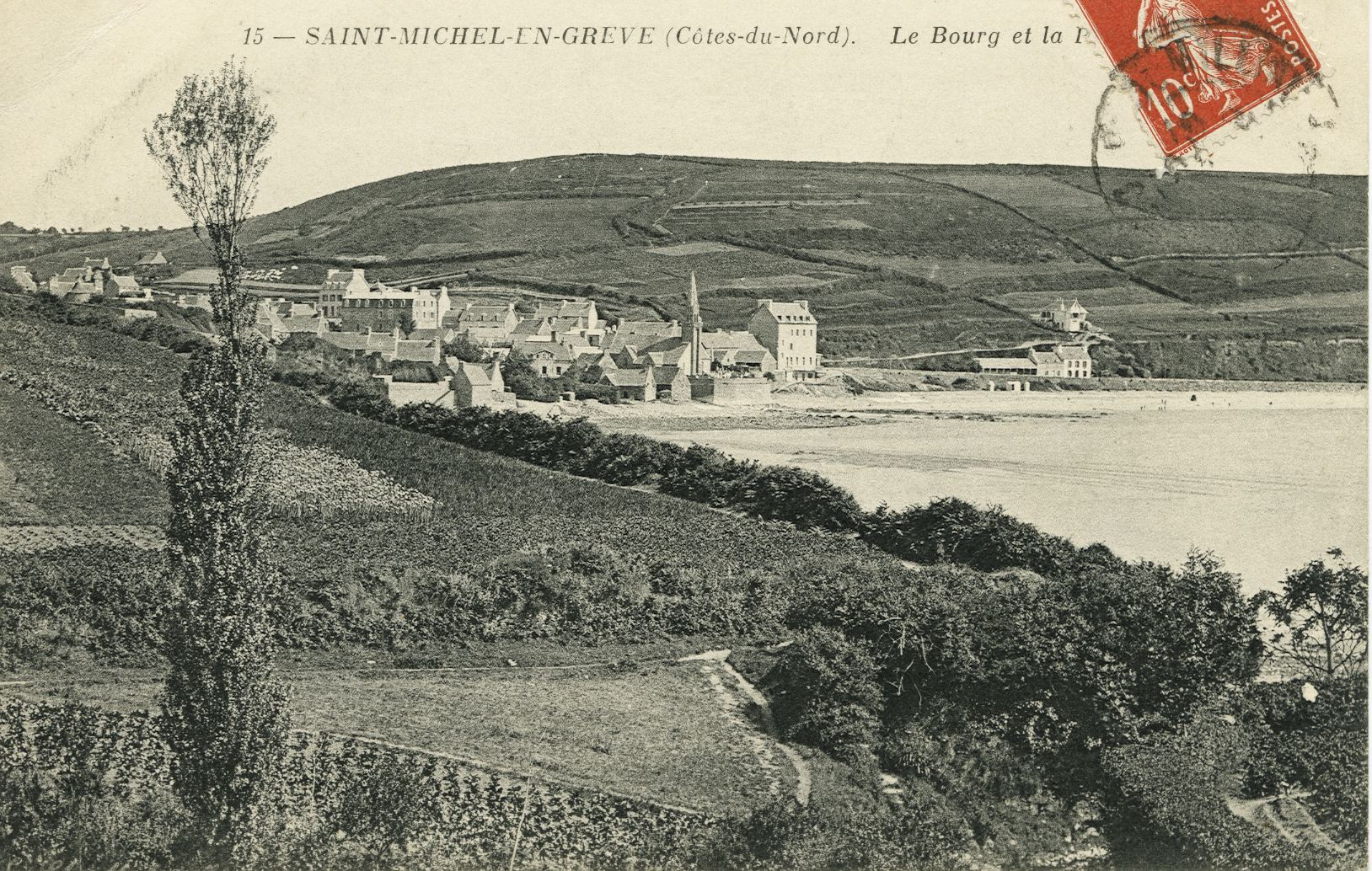
Le bourg et la plage de Saint-Michel-en-Grève vers 1910 (carte postale).
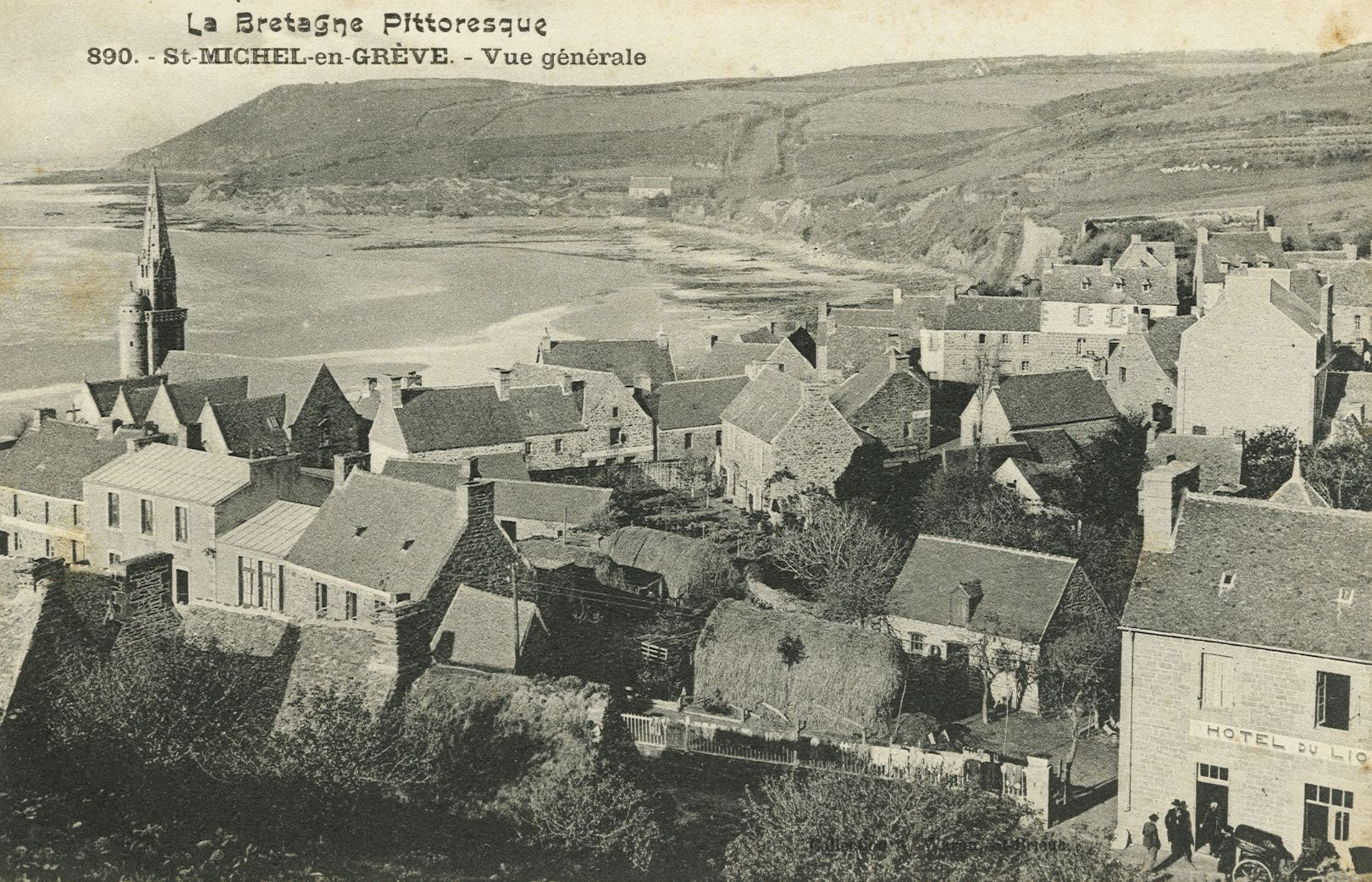
Le bourg de Saint-Michel-en-Grève au début du XXe siècle (carte postale).
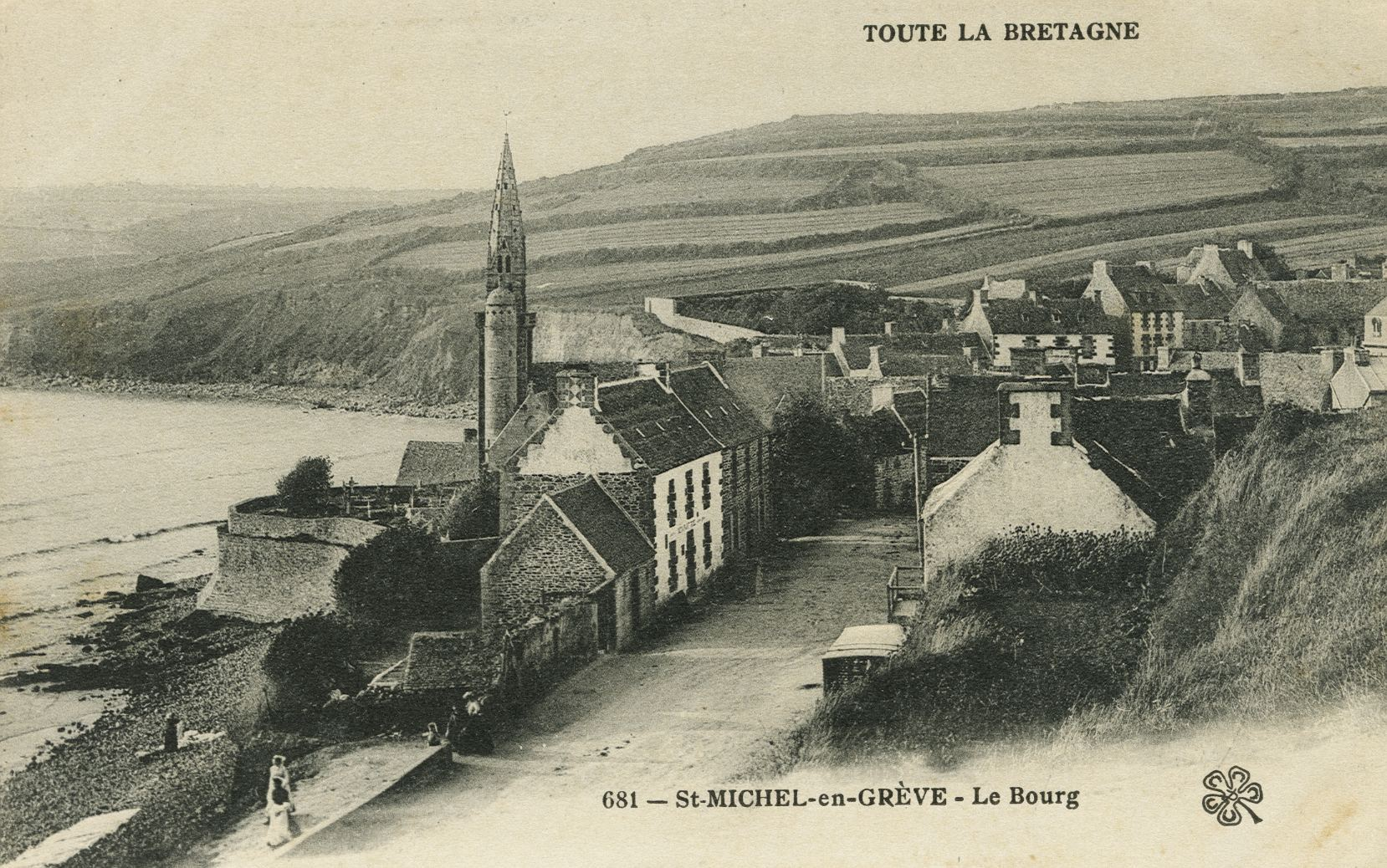
Le bourg de Saint-Michel-en-Grève vers 1910 (carte postale).
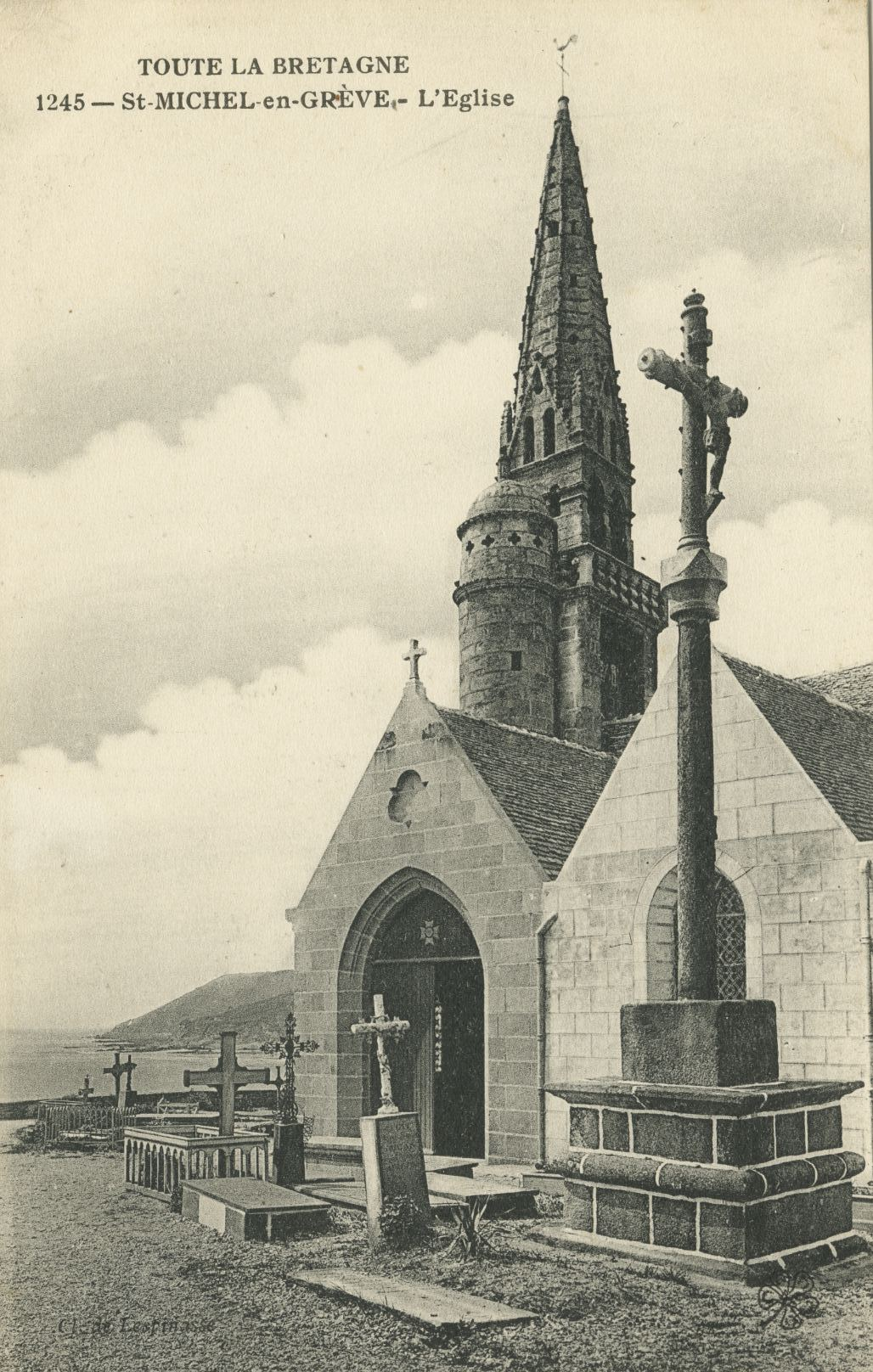
L'église de Saint-Michel-en-Grève et son calvaire vers 1910 (carte postale).
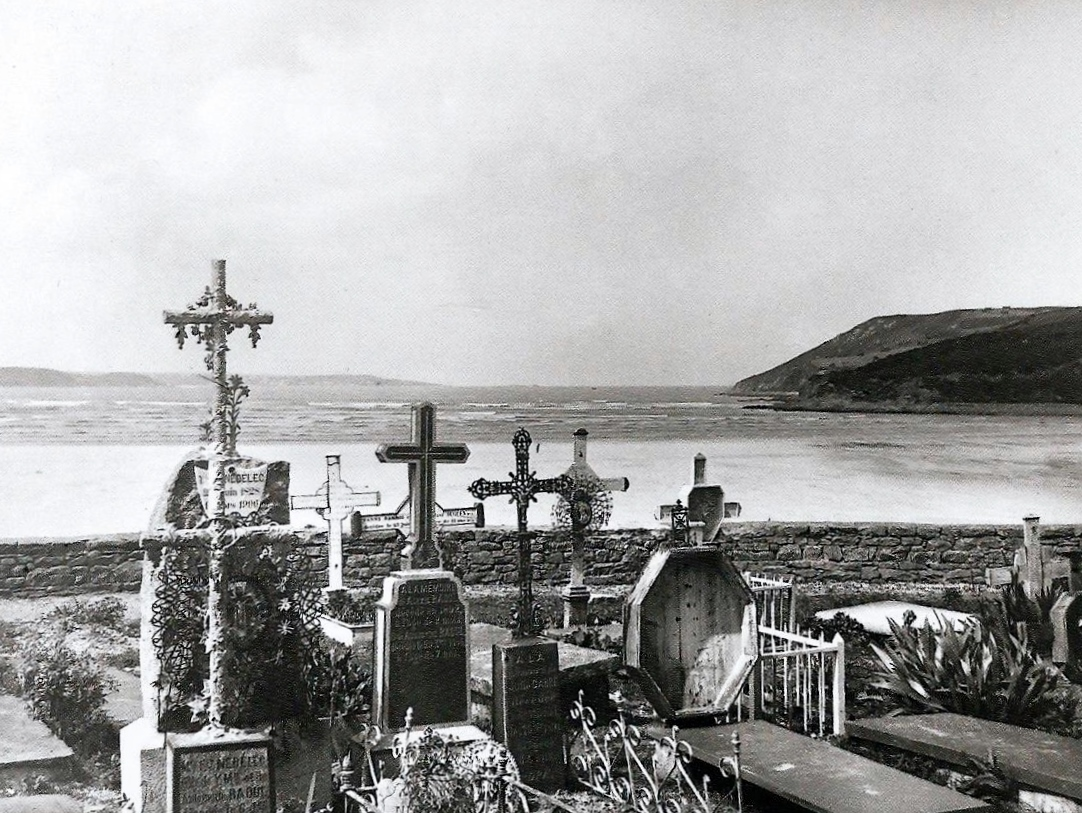
Le cimetière de Saint-Michel-en-Grève vers 1910 (photographie anonyme).
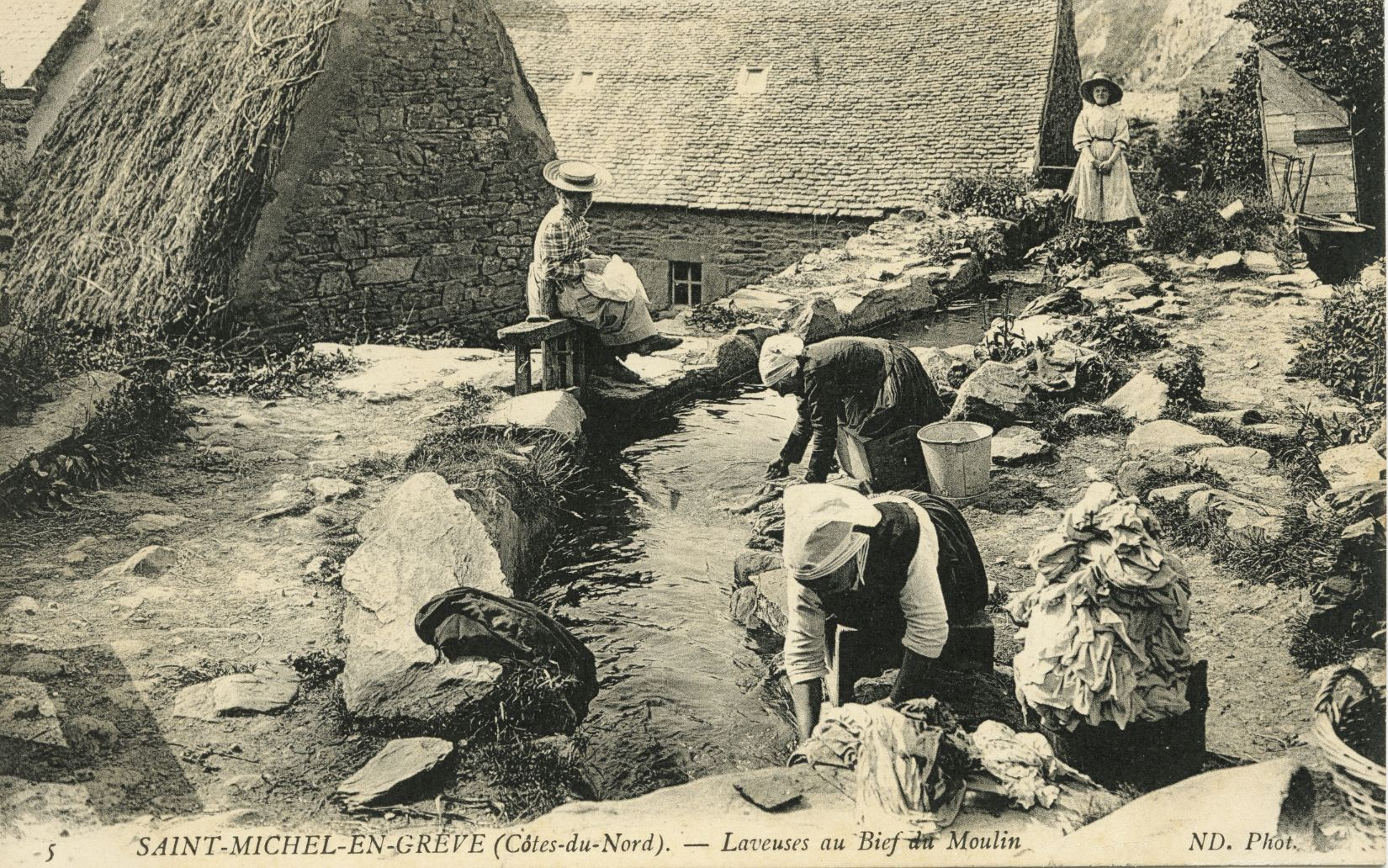
Laveuses au bief du moulin vers 1910 (carte postale).
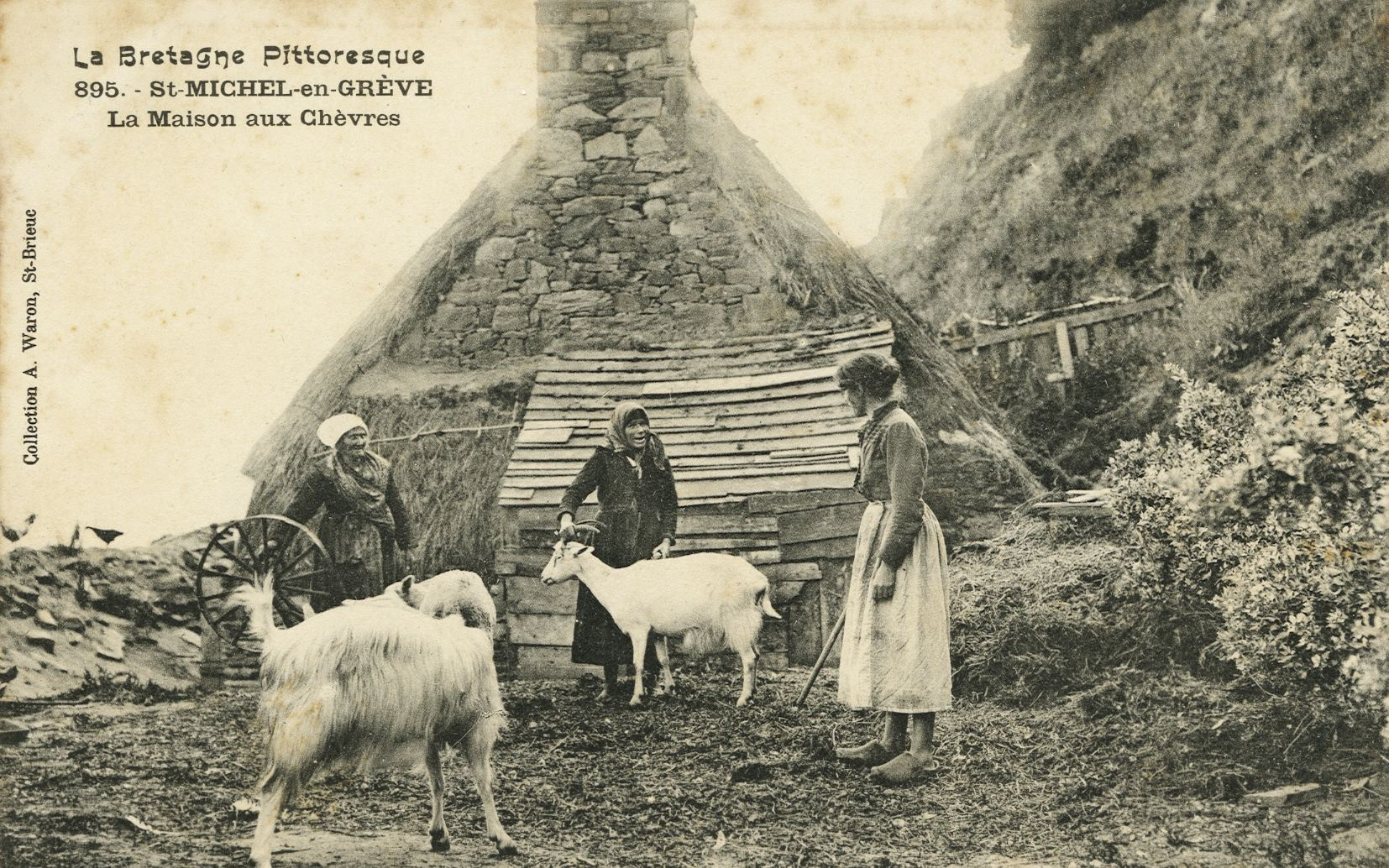
Maison aux chèvres vers 1910 (carte postale).
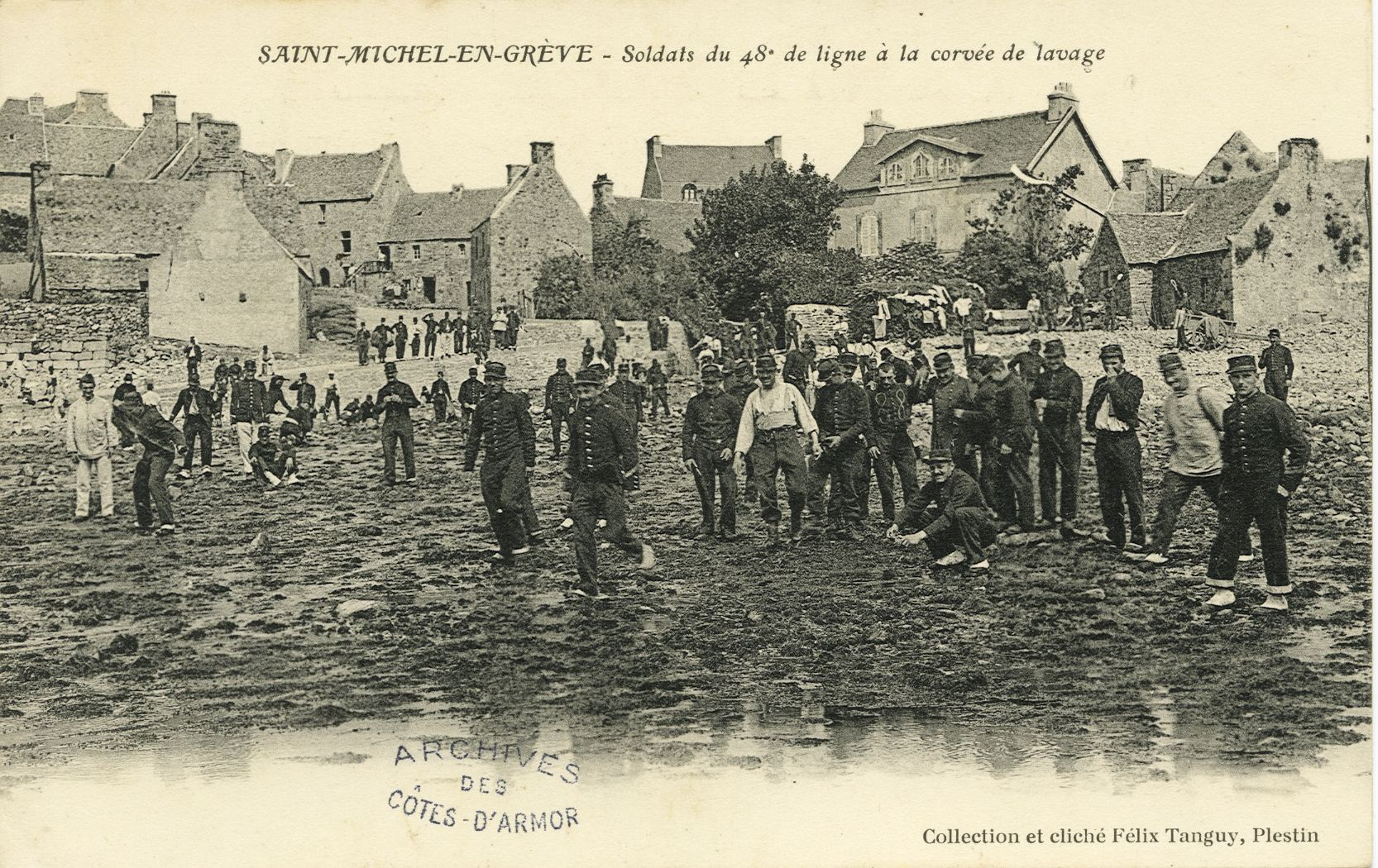
Soldats du 48e de ligne à la corvée de lavage à Saint-Michel-en-Grève (carte postale).

#### LaPremière Guerre mondiale

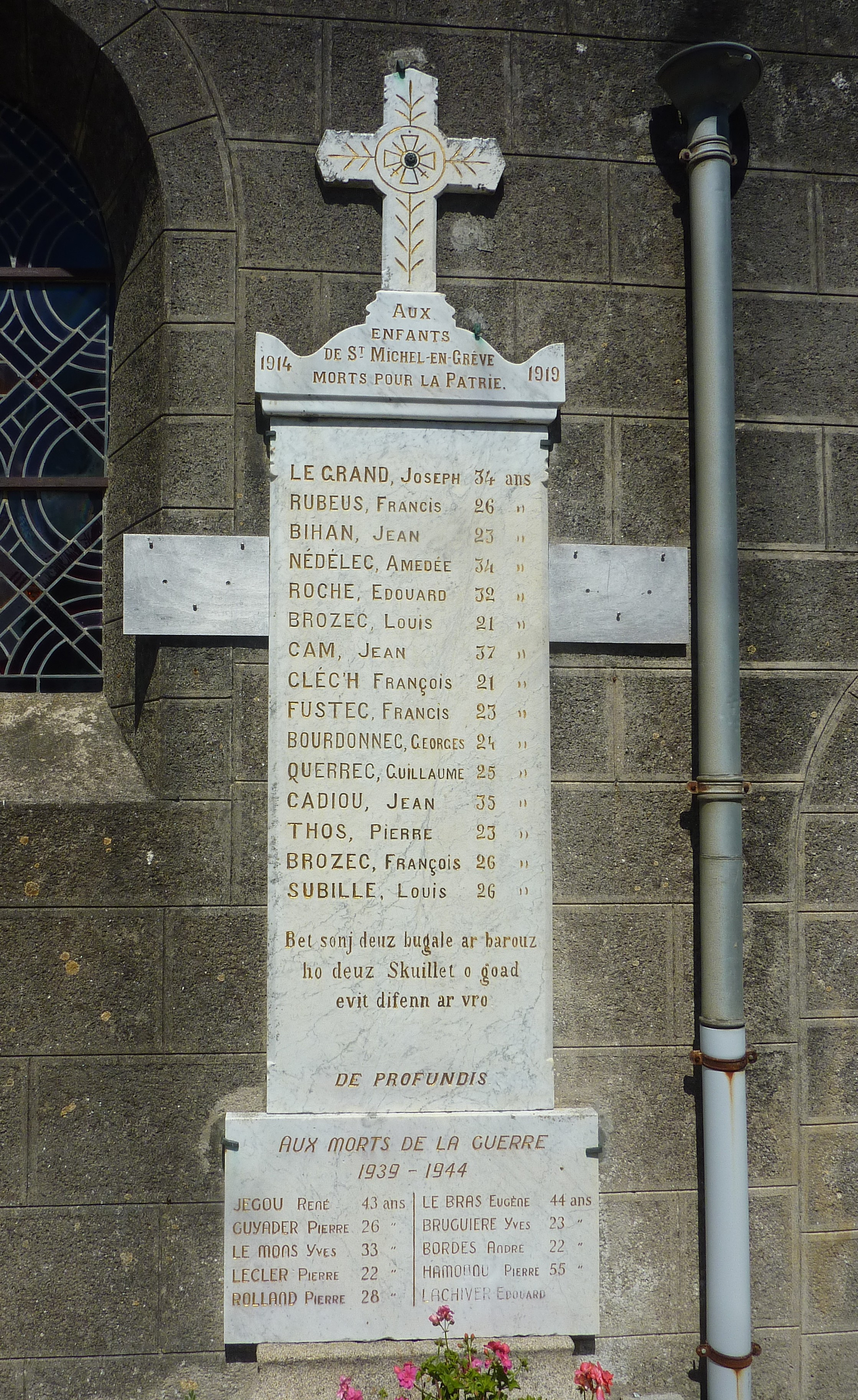
Le monument aux morts de Saint-Michel-en-Grève.

Le monument aux morts de Saint-Michel-en-Grève porte les noms de 15 soldats et marins morts pour la France pendant la Première Guerre mondiale ; trois d'entre eux au moins (Jean Cadiou, Pierre Rolland, Louis Subille) sont des marins disparus en mer ; Joseph Le Grand, soldat au 73e régiment d'infanterie territoriale, est décédé à Langemark (Belgique) le 10 novembre 1914.
File:Saint-Michel-en-Grève - Chemin de Saint-Efflam et grand rocher - AD22 - 16FI5713.jpg|Le chemin de Saint-Efflam et le Grand Rocher vers 1910 (carte postale).

#### L'Entre-deux-guerres
Le monument aux morts de Saint-Michel-en-Grève est une stèle constituée d'une plaque de marbre apposée le long du mur de l'église paroissiale et ornée à son sommet d'une croix latine, qui porte l'inscription "AUX
ENFANTS DE ST MICHEL EN GRÈVE MORTS POUR LA PATRIE 1914-1919" et la liste des morts de la Première Guerre mondiale. Une plaque a été rajoutée, qui porte les noms des morts de la Seconde Guerre mondiale.
Après la tempête d'équinoxe du 22 septembre 1918 une digue-mur longue d'environ 3 km, constituée d'un muret façonné en pierre taillées jointoillées de granite et de schiste a été construite jusqu'au niveau de Pont-ar-Yar, et prolongée par des enrochements de blocs de granite, afin de protéger le bourg, l'église et le cimetière marin, les terrains et maisons proches du rivage, ainsi que la route littorale qui était jusqu'alors fréquemment impraticable.
La ligne de chemin de fer du second réseau départemental allant de Lannion à Plestin et Morlaix, construite sous la direction de Louis Harel de la Noë, exploitée par la Compagnie des Chemins de fer armoricains, entra en service le 15 juillet 1916 ; elle ferma le 1er janvier 1937, elle fut déclassée le 27 avril 1939.

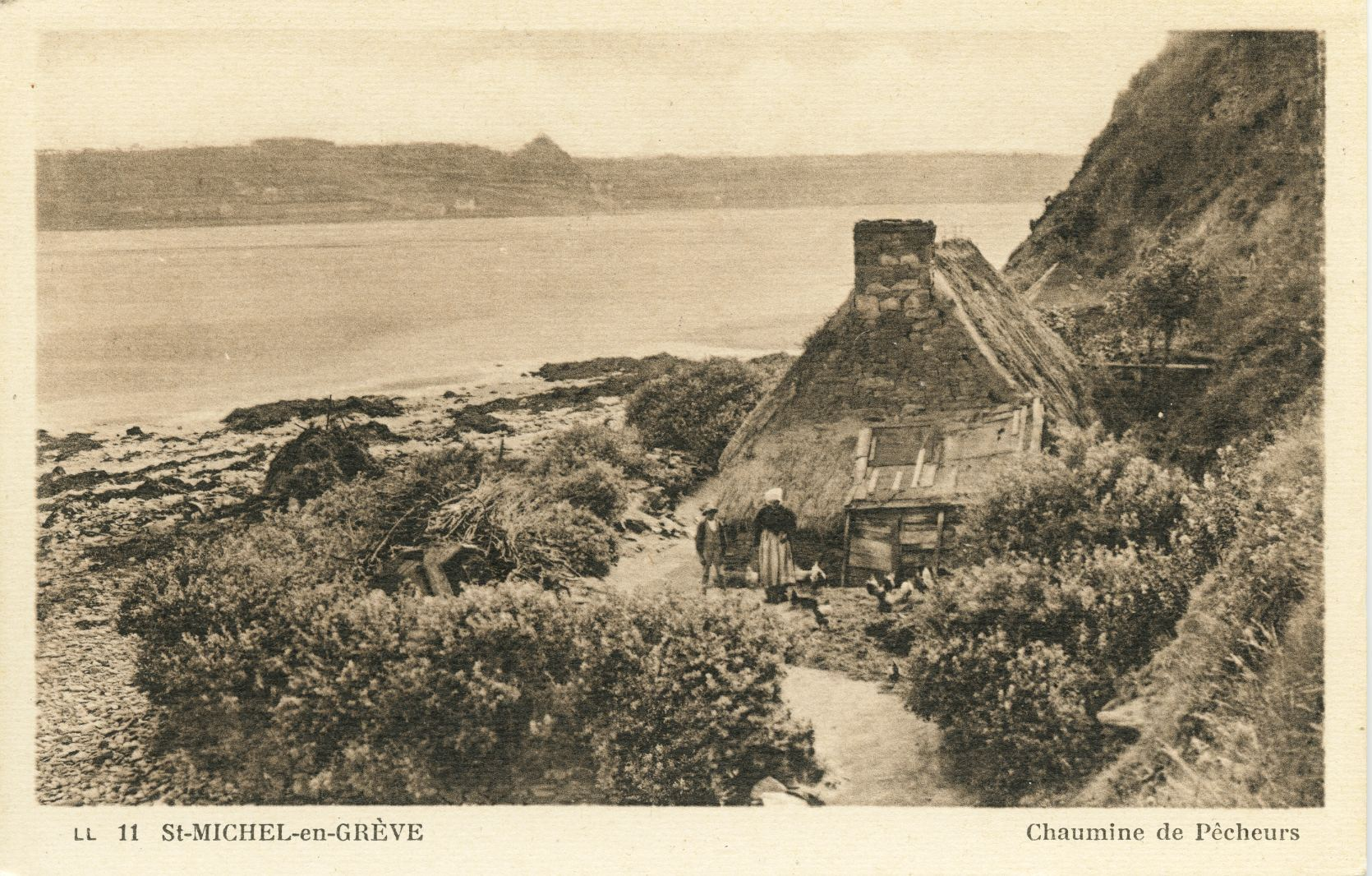
Chaumine de pêcheurs vers 1930 (carte postale).
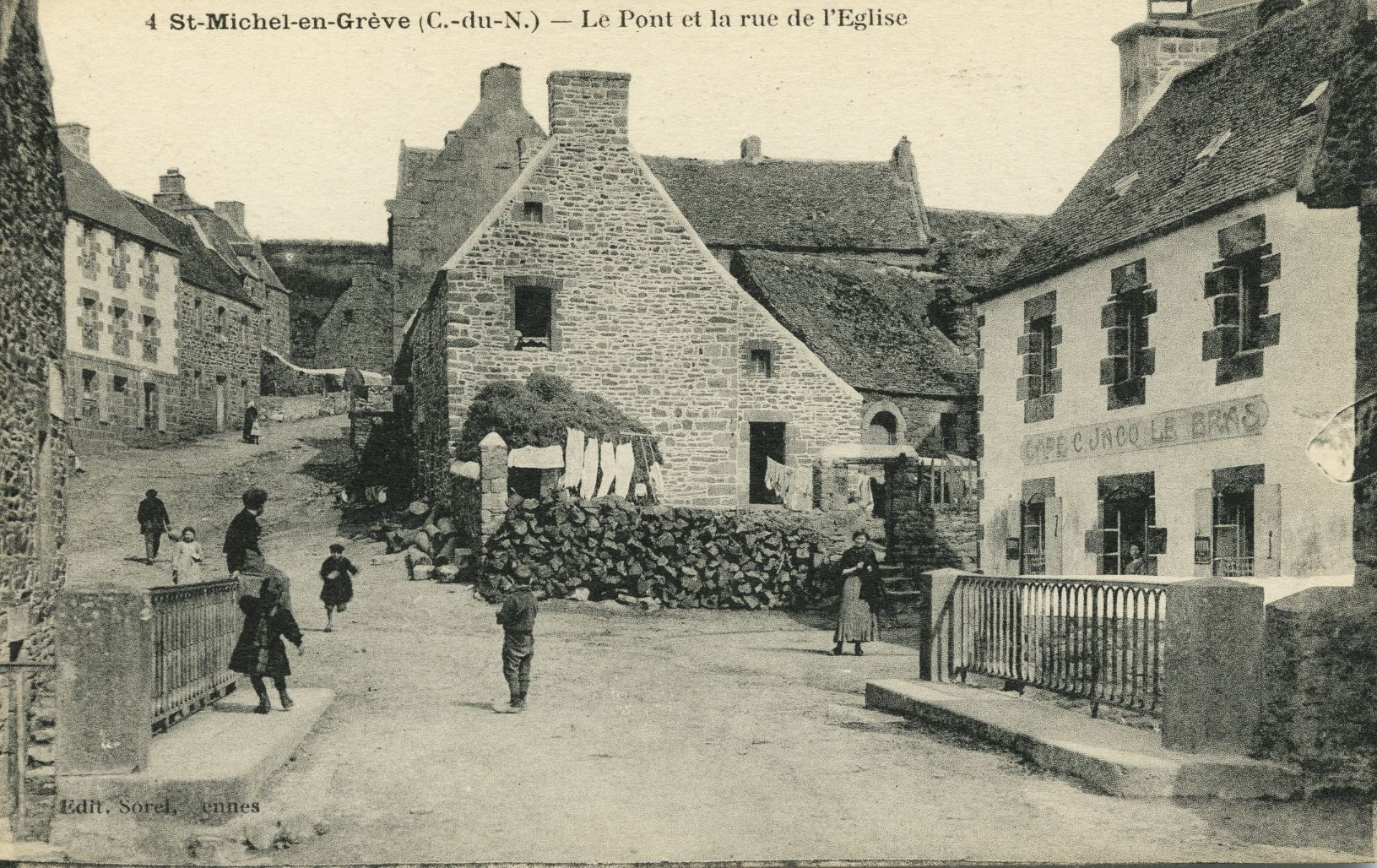
Le pont et la rue de l'Église vers 1925 (carte postale).
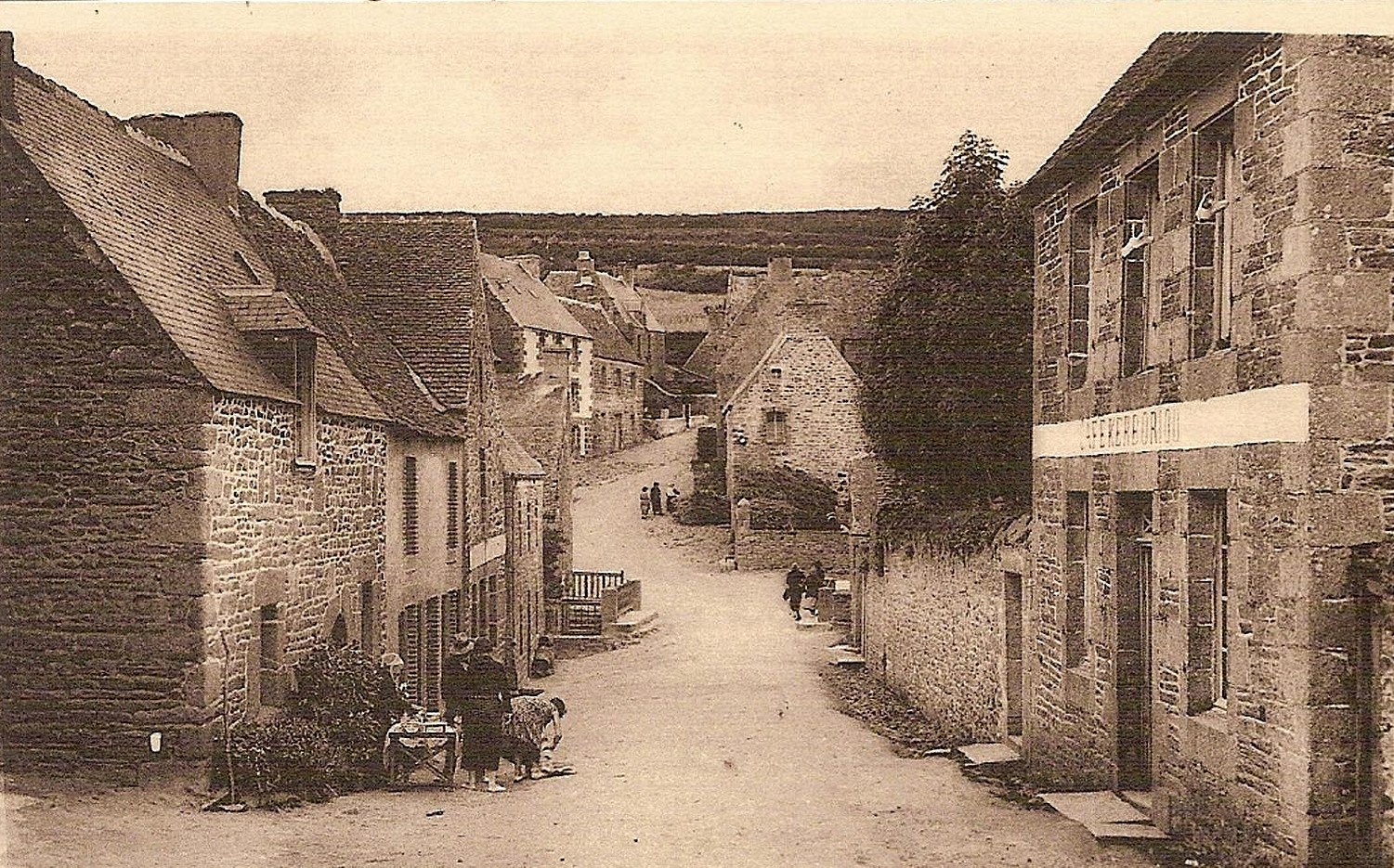
Saint-Michel-en-Grève ː la rue de la Vieille Côte de Locquémeau vers 1925 (carte postale).
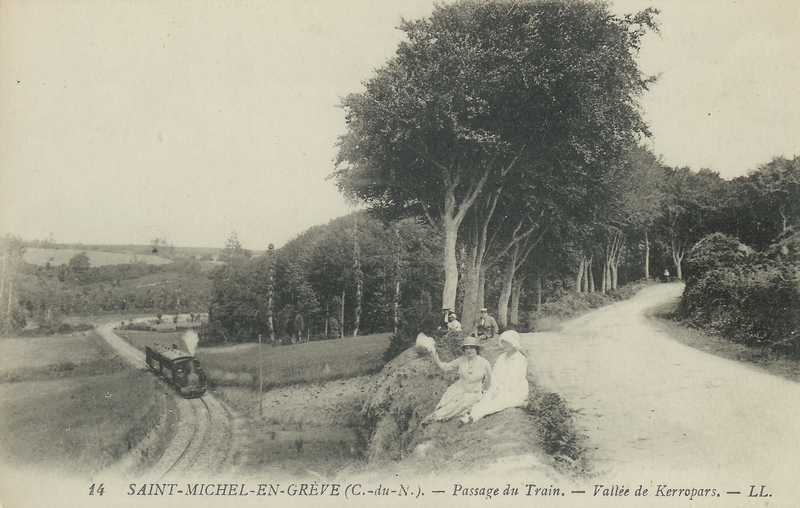
Le train dans la vallée de Kerropars en Saint-Michel-en-Grève (carte postale).
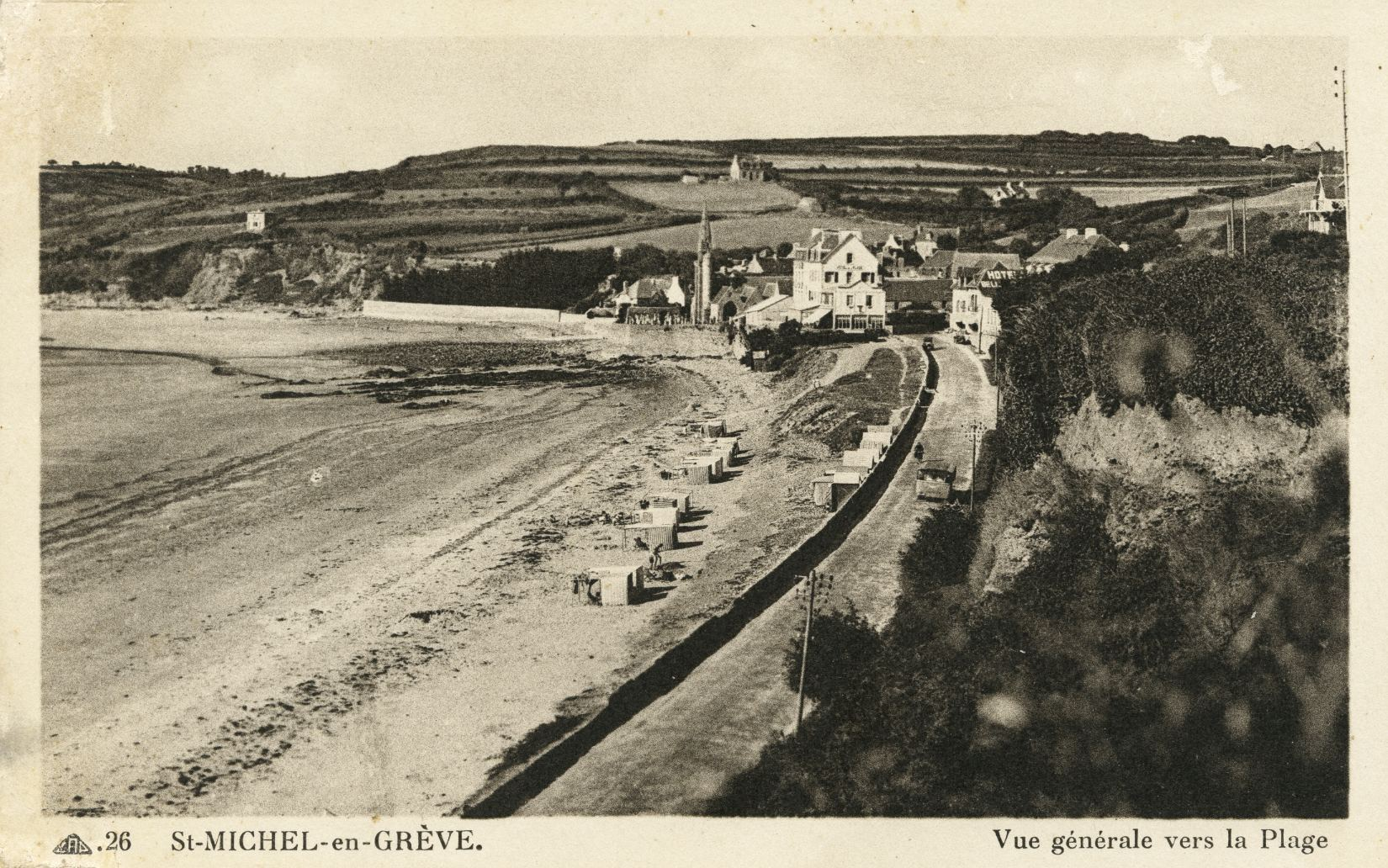
Vue générale de la plage de Saint-Michel-en-Grève vers 1930 (carte postale).
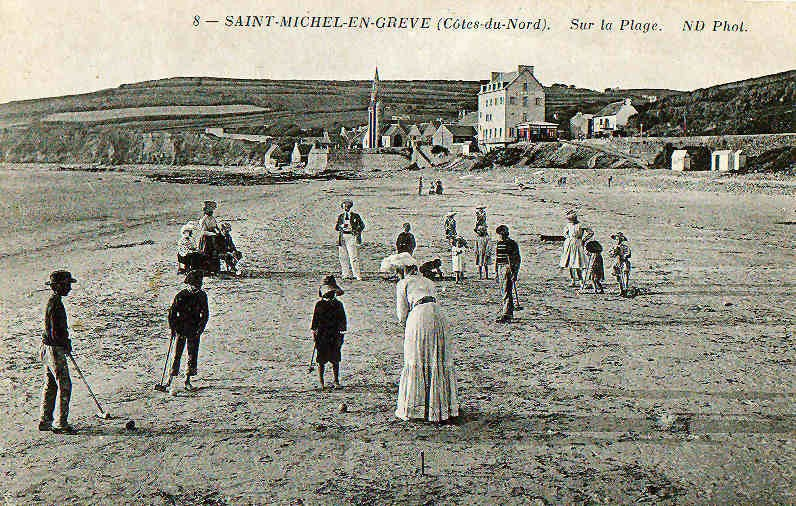
Saint-Michel-en-Grève ː jeux sur la plage vers 1930 (carte postale).
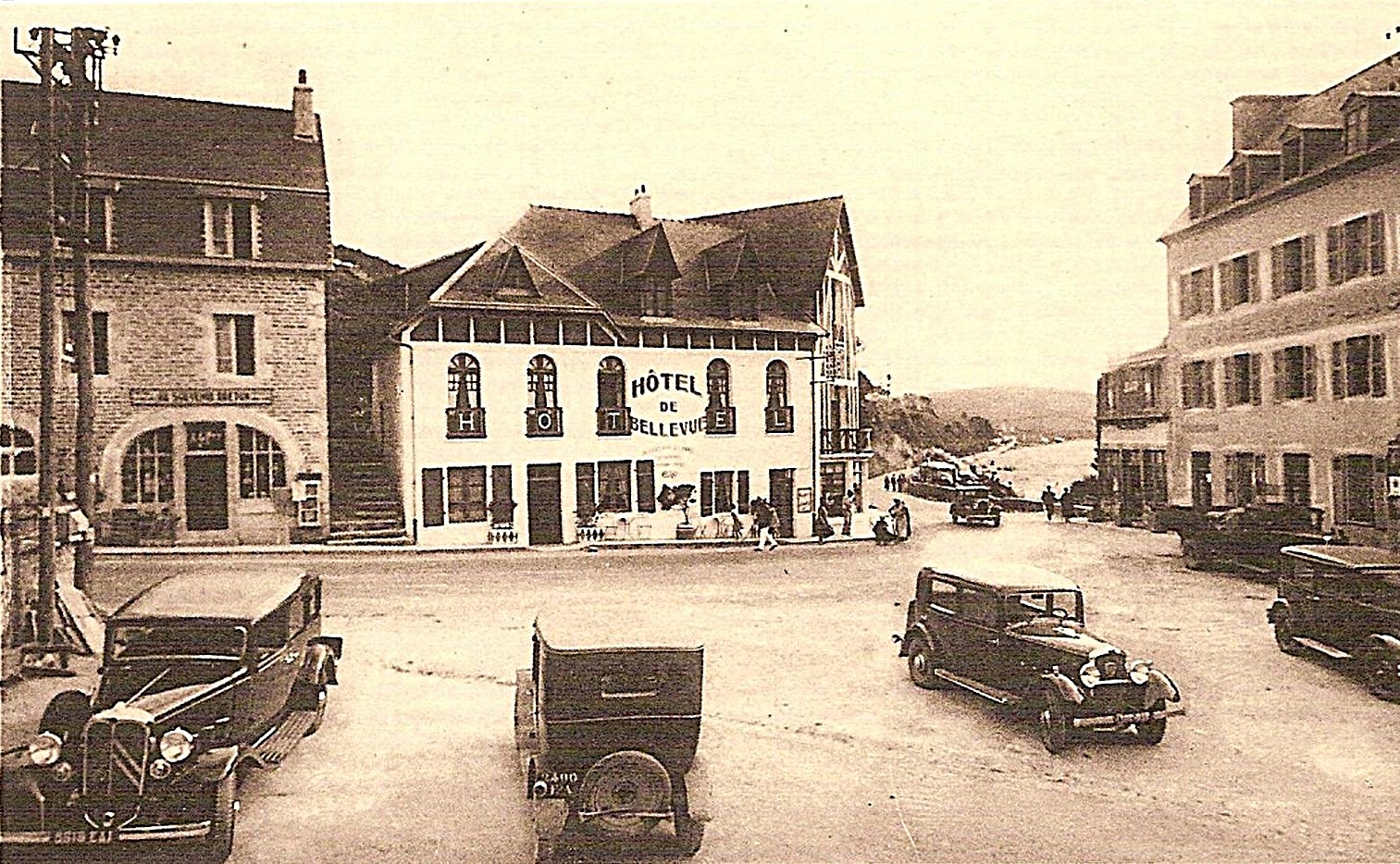
Saint-Michel-en-Grève ː l'hôtel de Bellevue et la place du Bourg vers 1930 (carte postale).

Dans la première moitié du XXe siècle Saint-Michel-en-Grève a compté jusqu'à 6 hôtels : l'hôtel Saint-Michel, le Grand Hôtel de la Plage (construit en 1908), l'hôtel de Bellevue, l'hôtel de l'Abbaye, l'hôtel du Port, l'hôtel Résidence ; tous sont désormais fermés.
La Lieue de Grève a même servi de terrain d'aviation pendant l'Entre-deux-Guerres : un premier hangar d'aviation est construit en 1931 et l'aéroclub de la Côte de granit rose y est fondé en 1937.

#### La Seconde Guerre mondiale
Le monument aux morts de Saint-Michel-en-Grève porte les noms de 10 personnes mortes pour la France pendant la Deuxième Guerre mondiale dont Pierre Rolland, quartier-maître manœuvre à bord du Tahure, disparu en mer lors du naufrage de son bateau le 29 avril 1944 au large du Cap Varella (Indochine) ; Yves Brugière, résistant FFI, tué à l'ennemi le 25 octobre 1944 à Sainte-Hélène (Morbihan) lors des combats de la poche de Lorient et Édouard Lachiver, résistant, mort au camp de concentration de Ravensbrück le 15 avril 1945.
Trois aviateurs anglais, qui avaient dû atterrir en catastrophe (le réservoir de leur avion était percé) une nuit de décembre 1941 sur la "Lieue de grève", furent cachés par Anne Leduc qui habitait Saint-Efflam, et par Marie Anne d'Affray de La Monnaye, puis en plusieurs autres lieux, avant d'être conduits à Nantes par Jean-Baptiste Legeay pour y rejoindre une filière d'évasion.
Le 18 mai 1944, Louis Arzur, de Saint-Michel-en-Grève, est tué par une sentinelle allemande car il n'a pas répondu aux sommations d'usage.

##### Le débarquement du11 août 1944
Le 10 août 1944, la Task Force A de la IIIe armée américaine reçut l'ordre de prendre le lendemain et de garder le contrôle de la plage de Saint-Michel-en-Grève qui était retenue pour devenir une plate-forme de débarquement pour les approvisionnements en armes et en munitions des troupes alliées pendant le siège de Brest.
Le général américain Herbert Earnest reçut cet ordre le 10 août 1944 : « Prenez Saint-Michel-en-Grève demain matin. Faites attention aux plages, nous voulons pouvoir les utiliser ».
Le 11 août 1944, un débarquement anglo-américain de trois péniches LST se produit à Saint-Michel-en-Grève et Saint-Efflam (en Plestin-les-Grèves) (deux Américaines et une Britannique), parties de Portland, s'échouent sur la "Lieue de grève" pour ravitailler en carburant l'armée du général Patton (la "Lieue de grève" avait été déminée les jours précédents par un détachement américain ; les Allemands avaient aussi placé des asperges de Rommel sur la grève). Ils sont accueillis par les habitants du village de Saint-Michel-en-Grève et les résistants de Plestin. Dès la mi-août, les déchargements atteignent 50 tonnes par heure pour les supplies (carburants, huiles pour moteurs, etc..) et 32 tonnes par heure pour les rations et les munitions, mais le temps de travail est limité à 11 ou 12 heures par jour à cause des marées.
Les Marines américains installent leurs camps au Grand Rocher et dans la vallée de Kerdu : 81 opérations de débarquement permettent à 60 000 tonnes de matériels de transiter par Saint-Michel. Les barges ne repartent pas à vide, elles emmènent des blessés et des prisonniers en Angleterre. Début septembre 1944 l'armée américaine s'enlise dans la Bataille de Brest, ayant notamment des problèmes d'approvisionnement en munitions ; entre le 5 et le 19 septembre 1944, 40 000 tonnes de munitions furent débarquées sur cette plage. Ces débarquements (environ 80 au total) de carburant et de marchandises se poursuivront jusqu'au 18 septembre 1944.

### LeXXIesiècle
Durant les années 2000 et 2010, le village de Saint-Michel-en-Grève est une petite station balnéaire, desservie par quelques commerces.

#### Incidents liés aux algues vertes
Pour un article plus général, voir Marée verte.

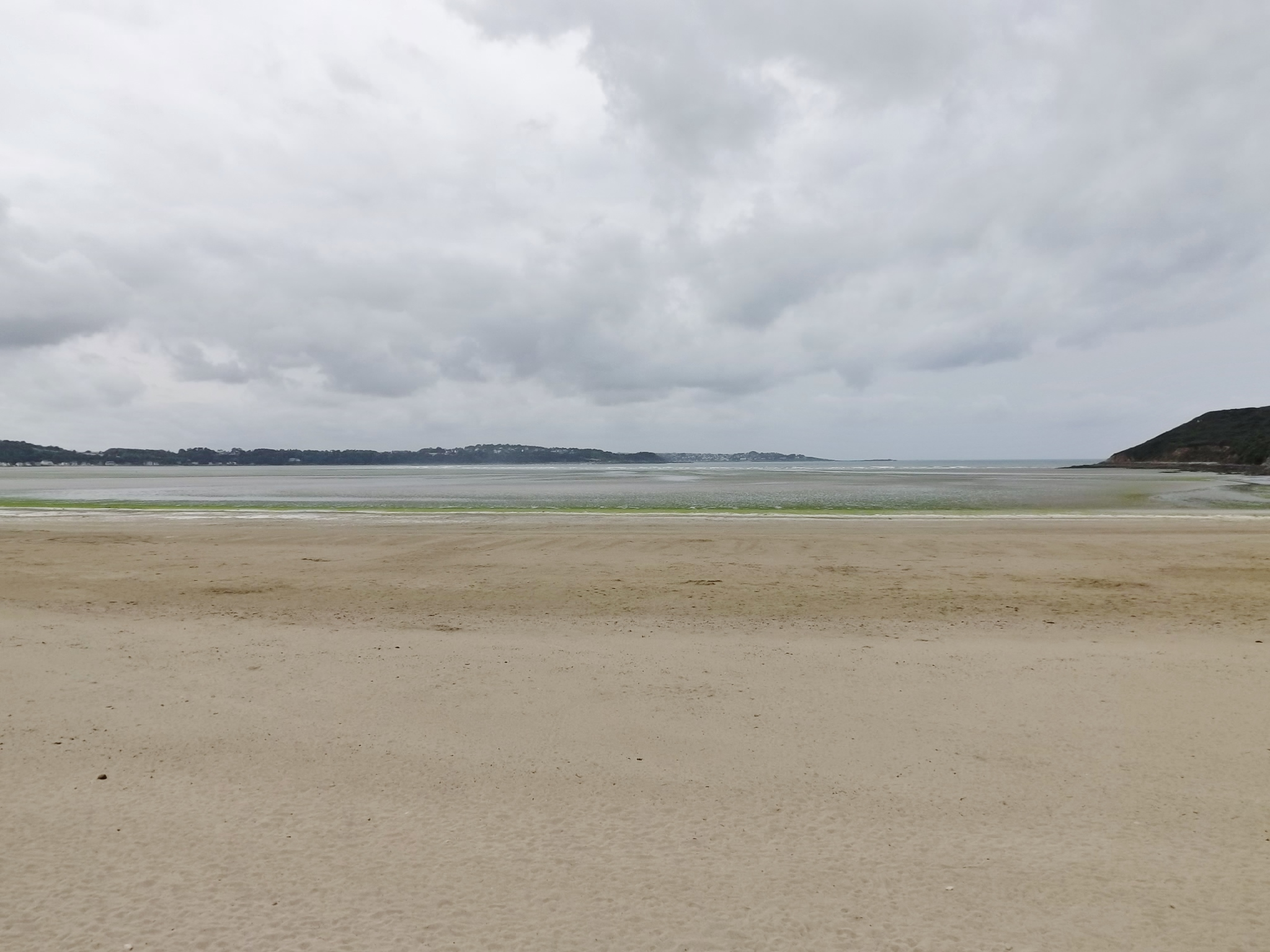
Plage de la Lieue-en-Grève en 2015.

Le bassin-versant de la Lieue de Grève, d'une superficie de 12 105 hectares ; en moyenne de 2002 à 2019, entre avril et octobre, la surface occupée sur l'estran par les algues vertes, est de 60 hectares
Selon le médecin urgentiste de l'hôpital de Lannion, Pierre Philippe, il existe des cas particulièrement suspects de mise en danger de vies humaines et de décès liés aux marées d'algues vertes sur la plage de la Lieue-en-Grève de Saint-Michel-en-Grève. Ainsi, en juillet 1989, un joggeur est retrouvé mort au milieu des algues en décomposition, et en 1999, un ramasseur d'algue est pris de convulsions et tombe dans le coma dans la cabine de son tracteur. Malgré les alertes répétées de l'urgentiste auprès des services sanitaires de la DDASS, l'administration ne réagit pas,.
Le 28 juillet 2009, Vincent Petit, un vétérinaire est en randonnée équestre sur un secteur vaseux de l'embouchure du ruisseau Roscoat. Il fait un malaise et est pris de convulsions après s'être enlisé dans une marée d'algues vertes en décomposition. Il est sauvé in extremis par un conducteur de tracteur chargé de ramasser les algues échouées. Le cheval meurt en quelques minutes seulement, son autopsie révélant un taux de sulfure d'hydrogène (H2S) de 1,07 mg/kg, soit deux fois la dose mortelle pour une personne,,.
L'incident nommé « affaire du cavalier de Saint-Michel-en-Grève » fait grand bruit au niveau médiatique et politique. L'expertise demandée à l'INERIS par la secrétaire d'État à l'écologie de l'époque, Chantal Jouanno, confirme la présence d'émanations de sulfure d'hydrogène dans les amas d'algues vertes. Les taux varient fortement selon les lieux, mais atteignent localement 1 000 ppmv, taux très élevé justifiant des précautions pour le public et plus encore pour le personnel chargé du ramassage. L'INERIS signale que, près d'un mois après l'accident et alors que les plages proches sont nettoyées, sur le lieu de l'accident, le 13 août 2009 après-midi, à marée basse, les teneurs en H2S émis par la vase noirâtre (après nettoyage des algues) sont de 1 000 ppmv d'H2S et 200 ppmv d'ammoniac, soit plus de 10 fois plus important que celui mesuré en manipulant les algues fraîches rencontrées dans différents secteurs de la baie (5 à 10 ppmv et 20 ppmv d'ammoniac). Cette zone trop vaseuse n'est pas approchée par les engins de ramassage des algues. Il n'y a pas eu de mesures sur les zones trop « sujettes à l'enlisement »,. Pour les autres composés soufrés recherchés (méthylmercaptan, diméthylsulfure, diméthylsulfoxyde), le rapport précise que par sécurité « l'INERIS s'est limité à des prélèvements sur les zones les moins émissives ». L'INERIS précise n'avoir ailleurs rencontré que rarement des taux de 1 000 ppmv, plutôt en milieu confiné (milieux industriels, égouts), et que l'exposition à de tels taux peut causer la mort en quelques minutes.
À la suite de cet évènement, l'État a annoncé un « plan de lutte » contre le développement des algues vertes et une aide financière des communes les plus touchées par ce phénomène afin de financer le nettoyage des plages
Cependant, en juin 2012, le tribunal administratif de Rennes rejette la conclusion de l'INERIS considérant qu'il n'y a pas de lien de cause à effet avec les algues vertes et concluant à la mauvaise appréciation de Vincent Petit. L'avis du tribunal est lui-même débouté par la Cour d'appel de Nantes en juillet 2014 qui reconnaît la dangerosité des algues tout en réaffirmant les accusations de négligence envers le cavalier. En janvier 2021, le Pôle santé publique du tribunal judiciaire de Paris publie une ordonnance de non-lieu, estimant qu'aucune faute pénale ne peut être reprochée aux autorités locales ou aux agriculteurs, tout en soulignant l’inertie des pouvoirs publics face à un problème scientifiquement identifié et l'inadéquation de la loi pénale actuelle face aux catastrophes écologiques,.
Les apports d'algues vertes en Lieue de Grève diminuent, passant de 23 295 m³ en 2015 à 8 760 m³ en 2020 ; l'objectif d'atteindre à la fin de 2021 une concentration maximale de 20 mg/litre dans les cours d'eau du bassin versant sera-t-il atteint ?

#### Commémoration du débarquement
Le 10 août 2019, une stèle commémorant le débarquement du 11 août 1944 a été dévoilée et des festivités organisées pour son 75e anniversaire.

#### La poursuite des échouages d'algues vertes
Par exemple en mai et juin 2025 les algues vertes ont à nouveau envahi la Lieue de Grève, principalement le long de l'écoulement sur la grève des eaux du ruisseau du Yar ( par endroits le tapis d'ulves fait plus de 30 cm d'épaisseur), en dépit de la baisse de 21 à 30 % entre 2010 et 2023 des taux de nitrates dans les eaux des bassins-versants concernés, grâce à l'engagement des agriculteurs à la mise en place de pratiques plus respectueuses de l'environnement.

## Héraldique
| Blason de Saint-Michel-en-Grève | Blason  | D’azur à la cotice d'argent accompagnée en chef d'une étoile d'or et en pointe d'une quintefeuille du même. |
| Blason de Saint-Michel-en-Grève | Détails | Le statut officiel du blason reste à déterminer.                                                            |

## Politique et administration
| Période                                  | Période      | Identité             | Étiquette | Qualité                                             |
| ---------------------------------------- | ------------ | -------------------- | --------- | --------------------------------------------------- |
| Les données manquantes sont à compléter. |              |                      |           |                                                     |
| 1793                                     |              | Yves Guégan          |           |                                                     |
| 1798                                     |              | Jean Auregan         |           | Cultivateur.                                        |
|                                          | 1799         | Yves Le Beau         |           | Président de l'administration municipale.           |
| 1799                                     | 1799         | Yves Derrien         |           | Président de l'administration municipale.           |
|                                          | an XIII      | Gabriel-Ange Bahic   |           | Prêtre.                                             |
| an XIII                                  | 1813         | Jean Auregan         |           | Déjà maire en 1798.                                 |
| 1813                                     | 1819         | Yves Le Masson       |           |                                                     |
| 1820                                     | 1823         | Jacques Auregan      |           | Cultivateur. Fils de Jean Auregan, ancien maire     |
| 1823                                     | 1852         | René Marie Geffroy   |           | Agriculteur.                                        |
| 1853                                     |              | Louis Fountas        |           | Lieutenant des douanes. Propriétaire.               |
| 1855                                     | 1857         | Joseph Le Meur       |           | Cultivateur.                                        |
| 1857                                     | 1888         | Yves Auregan         |           | Cultivateur. Fils de Jean Auregan, ancien maire.    |
| 1888                                     | 1896         | Jean-Baptiste Le Gac |           |                                                     |
| 1896                                     | 1901         | Jean-Marie Tassel    |           | Charron.                                            |
| 1902                                     | 1904         | Augustin Loutrage    |           | Cultivateur à Trélévern.                            |
| 1904                                     | après 1922   | Théodore Coadalen    |           |                                                     |
|                                          |              |                      |           |                                                     |
|                                          |              |                      |           |                                                     |
| 1947                                     | 1953         | Yves Loutrage        |           | Fils d'Augustin Loutrage, maire entre 1902 et 1904. |
| 1953                                     | 1956         | Elie Le Lay          |           |                                                     |
| 1956                                     | 1957         |                      |           |                                                     |
| 1957                                     | 1977         | Victor Pichon        |           |                                                     |
| 1977                                     | 1983         | Albert Guiné         |           |                                                     |
| 1983                                     | 1989         | Georges Daniel       |           | Receveur des Postes                                 |
| 1989                                     | juin 1995    | Hervé de Surville    |           |                                                     |
| juin 1995                                | 23 mars 2014 | René Ropartz         |           | Cadre retraité                                      |
| 23 mars 2014                             | 26 mai 2020  | Christophe Ropartz   | SE        | Artisan coiffeur                                    |
| 26 mai 2020                              | En cours     | François Ponchon     | SE        | Directeur d'hôpital en retraite                     |

## Équipements et services publics

### Enseignement
Saint-Michel-en-Grève est rattachée à la circonscription du 1er degré de l'éducation nationale de Lannion, au sein de l’académie de Rennes, et est dans la zone B du calendrier scolaire.
La commune administre une école primaire publique de 39 élèves de la maternelle au CM2. Le collège de secteur est le collège Le Penker à Plestin-les-Grèves.

### Postes et télécommunications
Une agence postale communale est hébergée dans le bâtiment de la mairie.

## Population et société

### Démographie
L'évolution du nombre d'habitants est connue à travers les recensements de la population effectués dans la commune depuis 1793. Pour les communes de moins de 10 000 habitants, une enquête de recensement portant sur toute la population est réalisée tous les cinq ans, les populations de référence des années intermédiaires étant quant à elles estimées par interpolation ou extrapolation. Pour la commune, le premier recensement exhaustif entrant dans le cadre du nouveau dispositif a été réalisé en 2008.

En 2022, la commune comptait 447 habitants, en évolution de −1,32 % par rapport à 2016 (Côtes-d'Armor : +1,78 %, France hors Mayotte : +2,11 %).
| 1793 | 1800 | 1806 | 1821 | 1831 | 1836 | 1841 | 1846 | 1851 |
| ---- | ---- | ---- | ---- | ---- | ---- | ---- | ---- | ---- |
| 384  | 328  | 369  | 355  | 432  | 603  | 615  | 639  | 702  |

| 1856 | 1861 | 1866 | 1872 | 1876 | 1881 | 1886 | 1891 | 1896 |
| ---- | ---- | ---- | ---- | ---- | ---- | ---- | ---- | ---- |
| 688  | 628  | 704  | 685  | 668  | 621  | 572  | 530  | 510  |

| 1901 | 1906 | 1911 | 1921 | 1926 | 1931 | 1936 | 1946 | 1954 |
| ---- | ---- | ---- | ---- | ---- | ---- | ---- | ---- | ---- |
| 523  | 502  | 506  | 448  | 423  | 415  | 418  | 451  | 396  |

| 1962 | 1968 | 1975 | 1982 | 1990 | 1999 | 2006 | 2008 | 2013 |
| ---- | ---- | ---- | ---- | ---- | ---- | ---- | ---- | ---- |
| 363  | 372  | 382  | 398  | 376  | 399  | 464  | 483  | 461  |

| 2018 | 2022 | - | - | - | - | - | - | - |
| ---- | ---- | - | - | - | - | - | - | - |
| 459  | 447  | - | - | - | - | - | - | - |

La population de la commune de Saint-Michel-en-Grève est en progression depuis quelques années.

### Médias
La commune est couverte par les médias suivants : Ouest-France, Le Télégramme, Le Trégor, France 3 Bretagne, Tébéo et France bleu Breizh Izel.

## Économie

### Revenus de la population et fiscalité
En 2011, le revenu fiscal médian par ménage était de 25 629 €, ce qui plaçait Saint-Michel-en-Grève au 23 772e rang parmi les 31 886 communes de plus de 49 ménages en métropole.

## Lieux et monuments
- Église Saint-Michel du XVIIe siècle dont le clocher du XVe siècle est inscrit à l'inventaire supplémentaire des monuments historiques de 1926. L'église a été reconstruite aux XVIe siècle et XVIIe siècle, mais a conservé les piliers de style roman d'un édifice antérieur. Son clocher-mur à flèche de pierre ajourée, est typique du style de la Renaissance bretonne (style Beaumanoir) et date de 1614 (restauré en 1869). L'intérieur est orné d'un mobilier de style baroque comprenant notamment le maître-autel et son retable et des autels latéraux, ainsi que des statues dont celle de saint Michel terrassant le dragon, en bois polychrome. Son pardon a lieu le dernier dimanche de septembre[83].

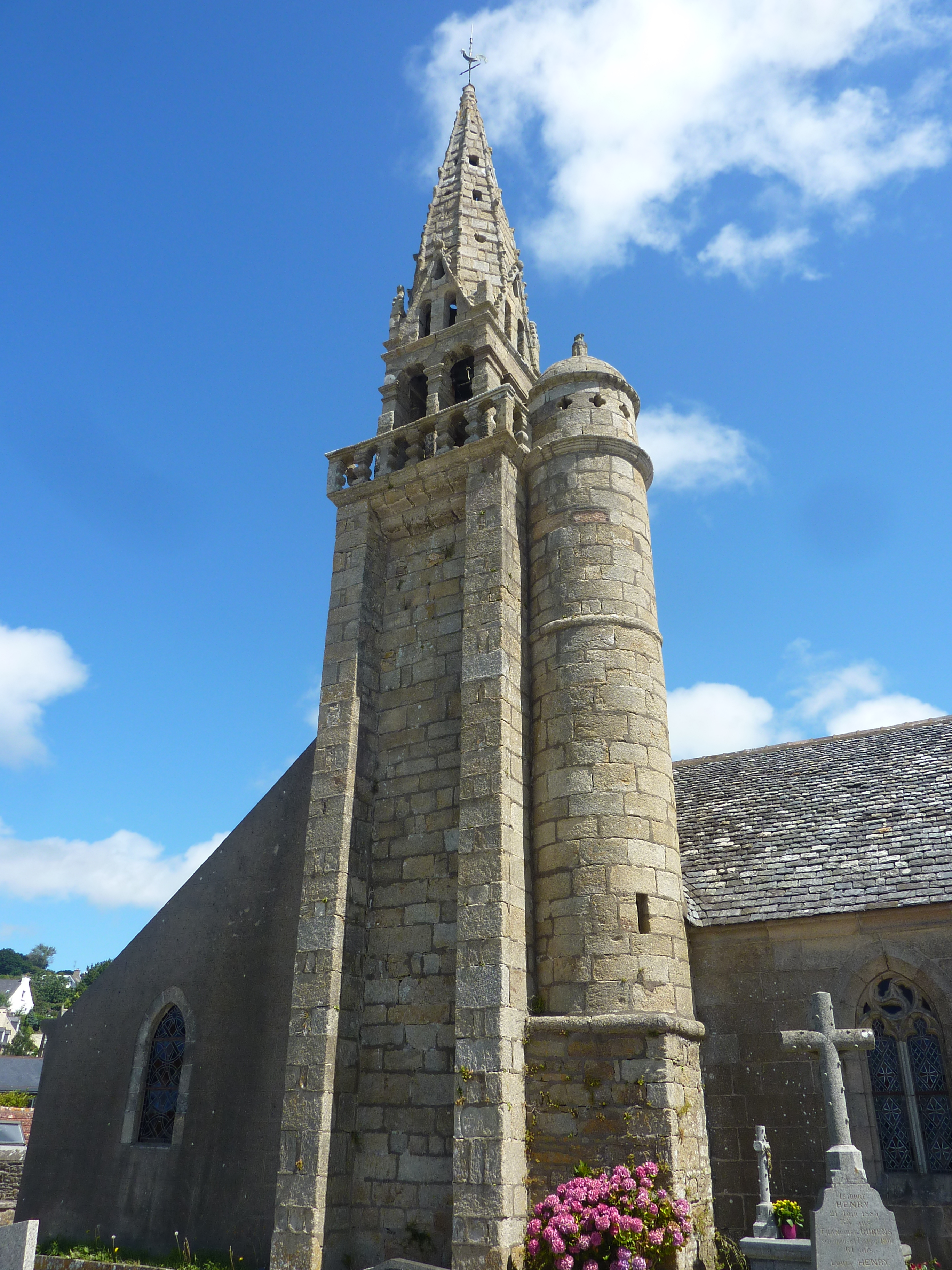
Église Saint-Michel de Saint-Michel-en-Grève ː le clocher datant du XVe siècle.
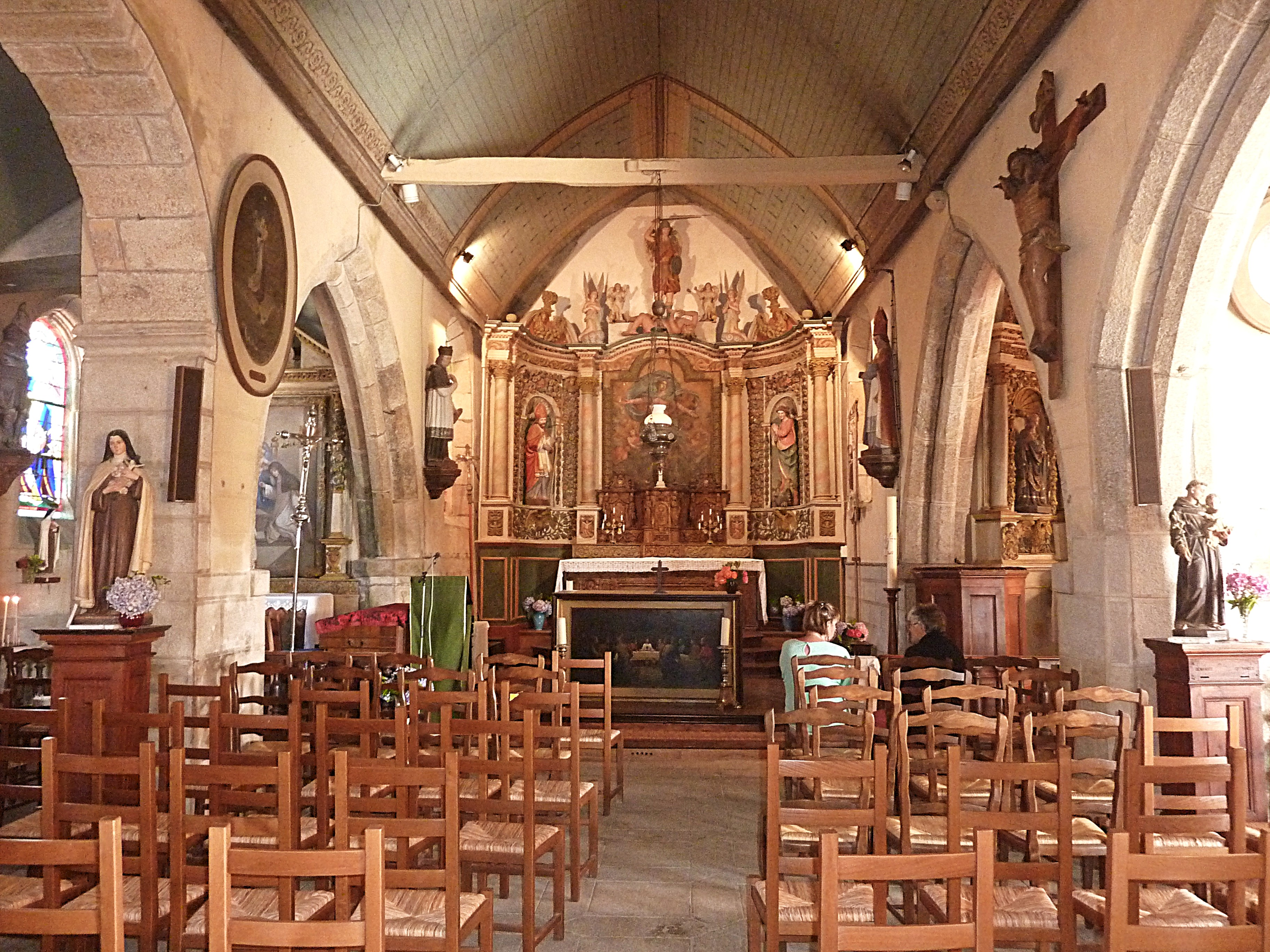
Vue intérieure d'ensemble.
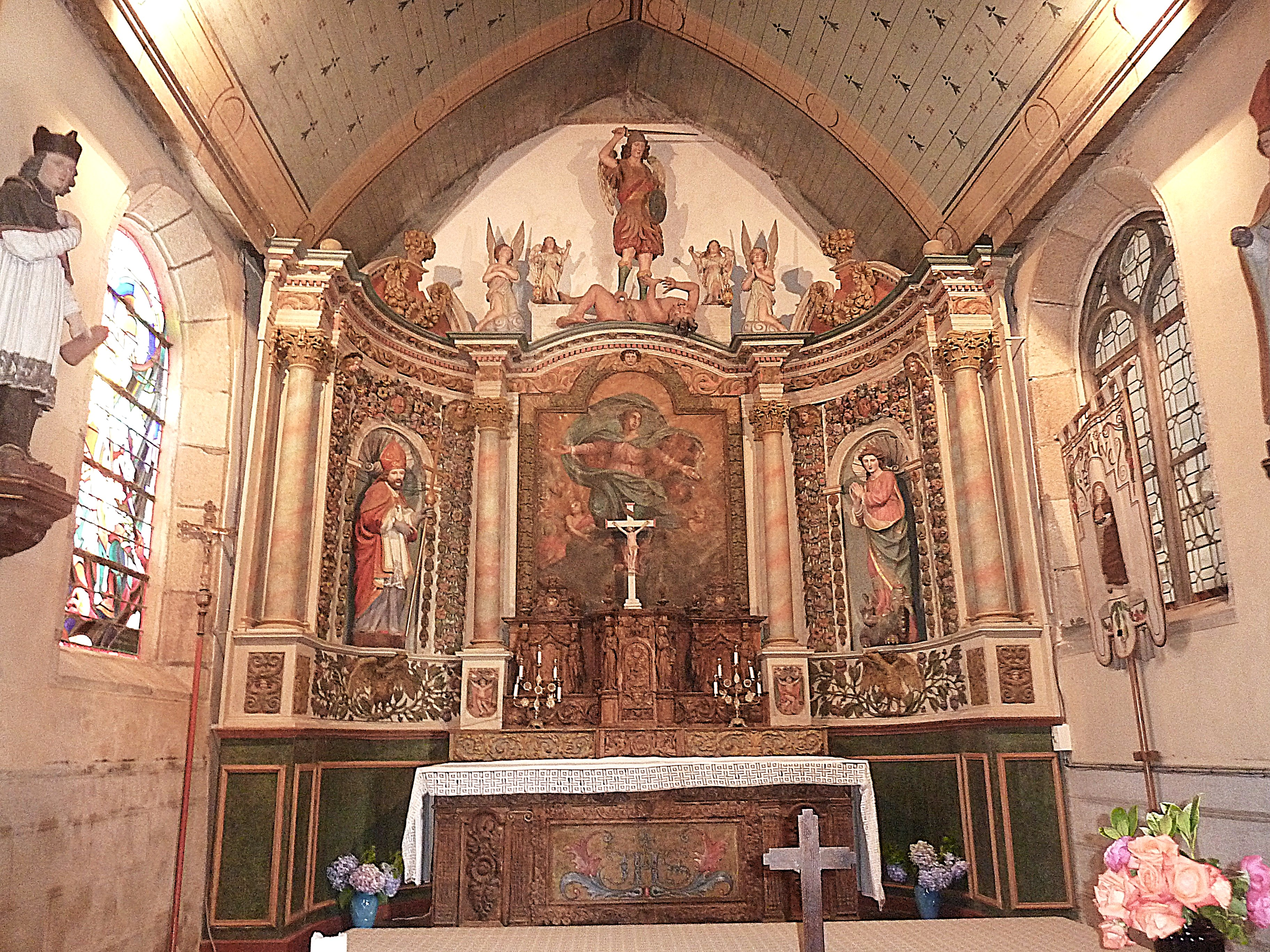
Le maître-autel et son retable.
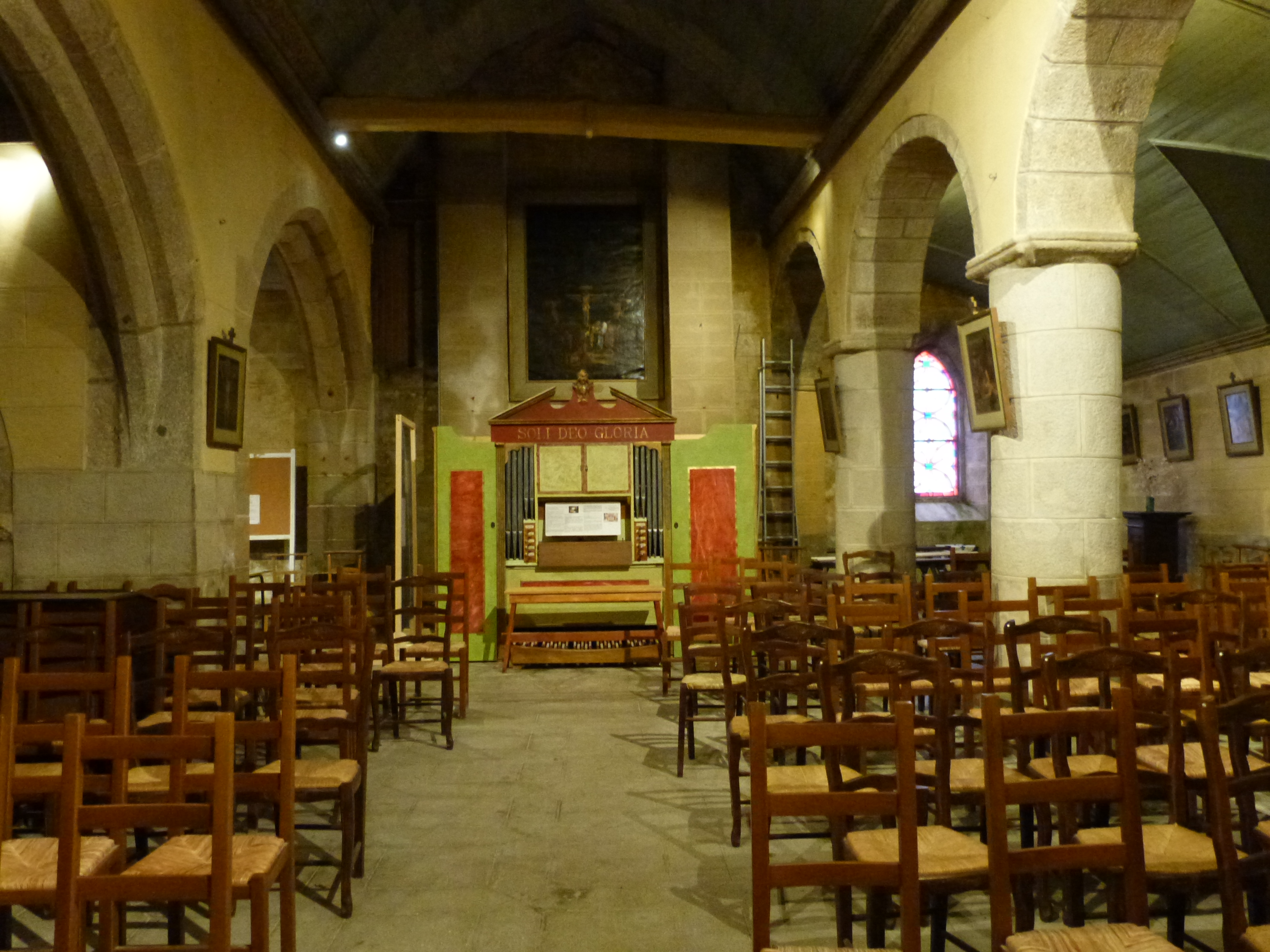
La nef de l'église paroissiale.
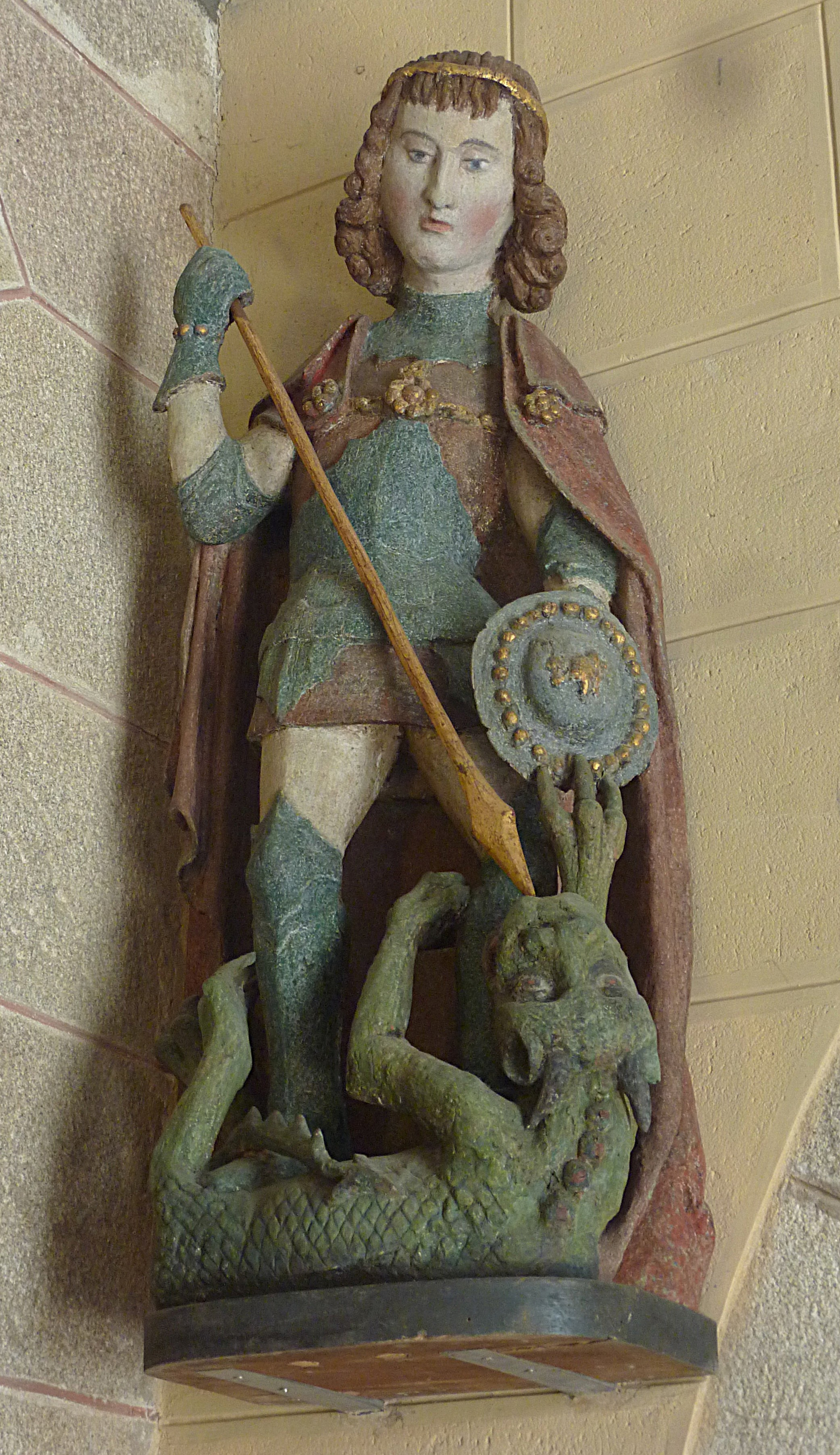
Statue de l'archange saint Michel terrassant le dragon.
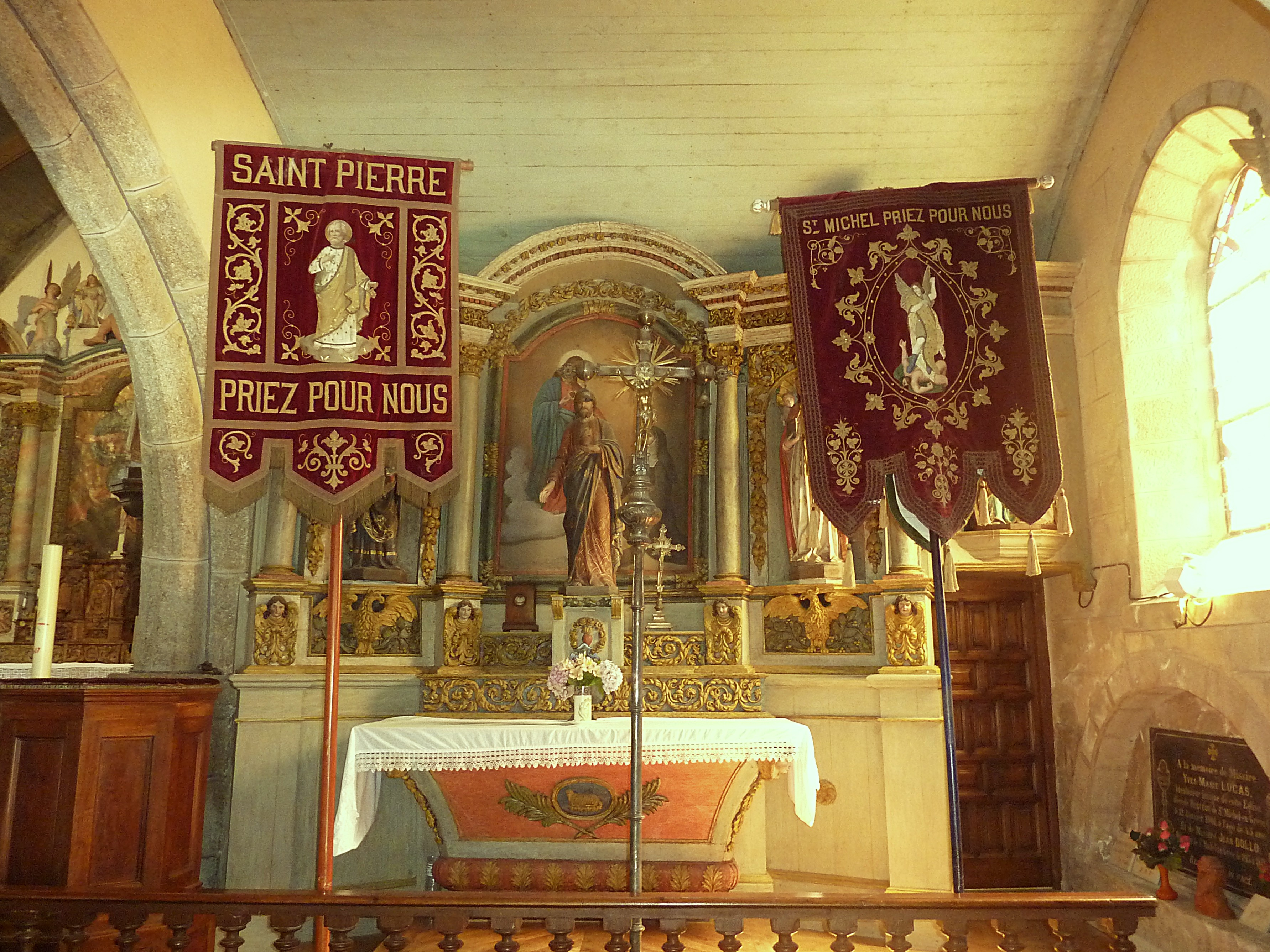
Autel avec son retable et bannières de procession.
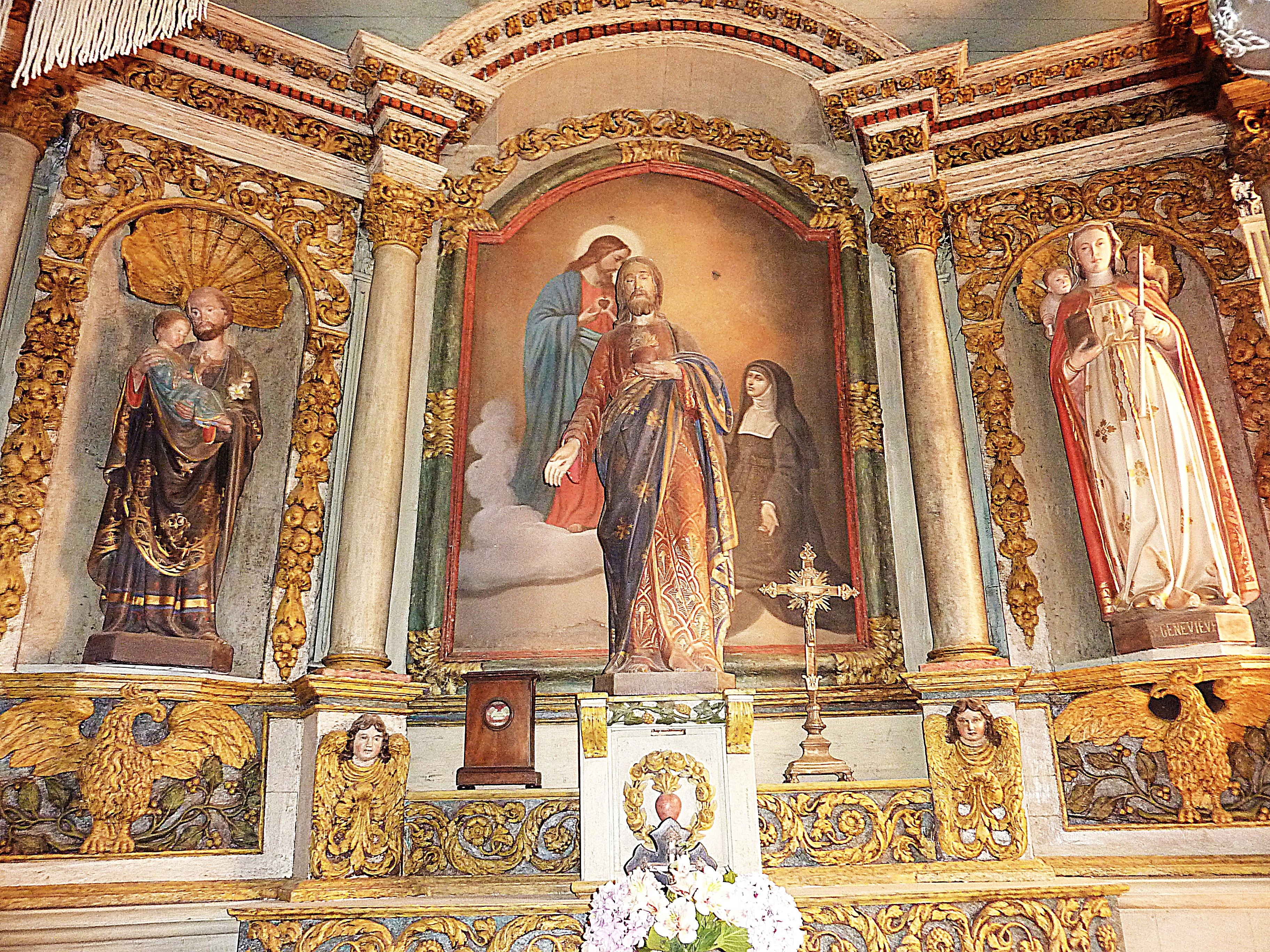
Retable d'un autel latéral.
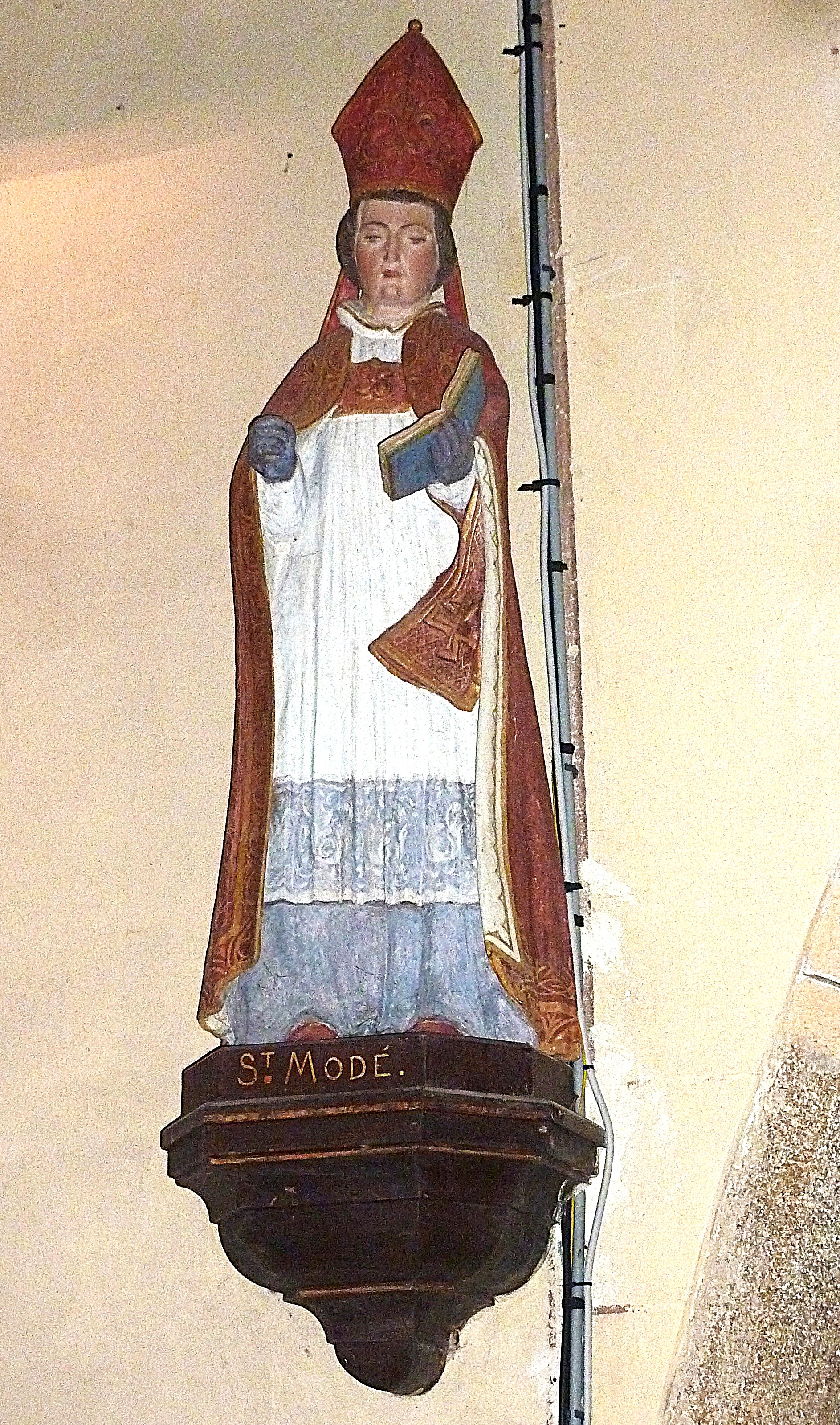
Statue de saint Modé (saint Maudez).

- Cimetière marin : le mur du cimetière marin a été détruit plusieurs fois par des tempêtes, mais reconstruit en 1871 et 1874 et agrandi en 1977.

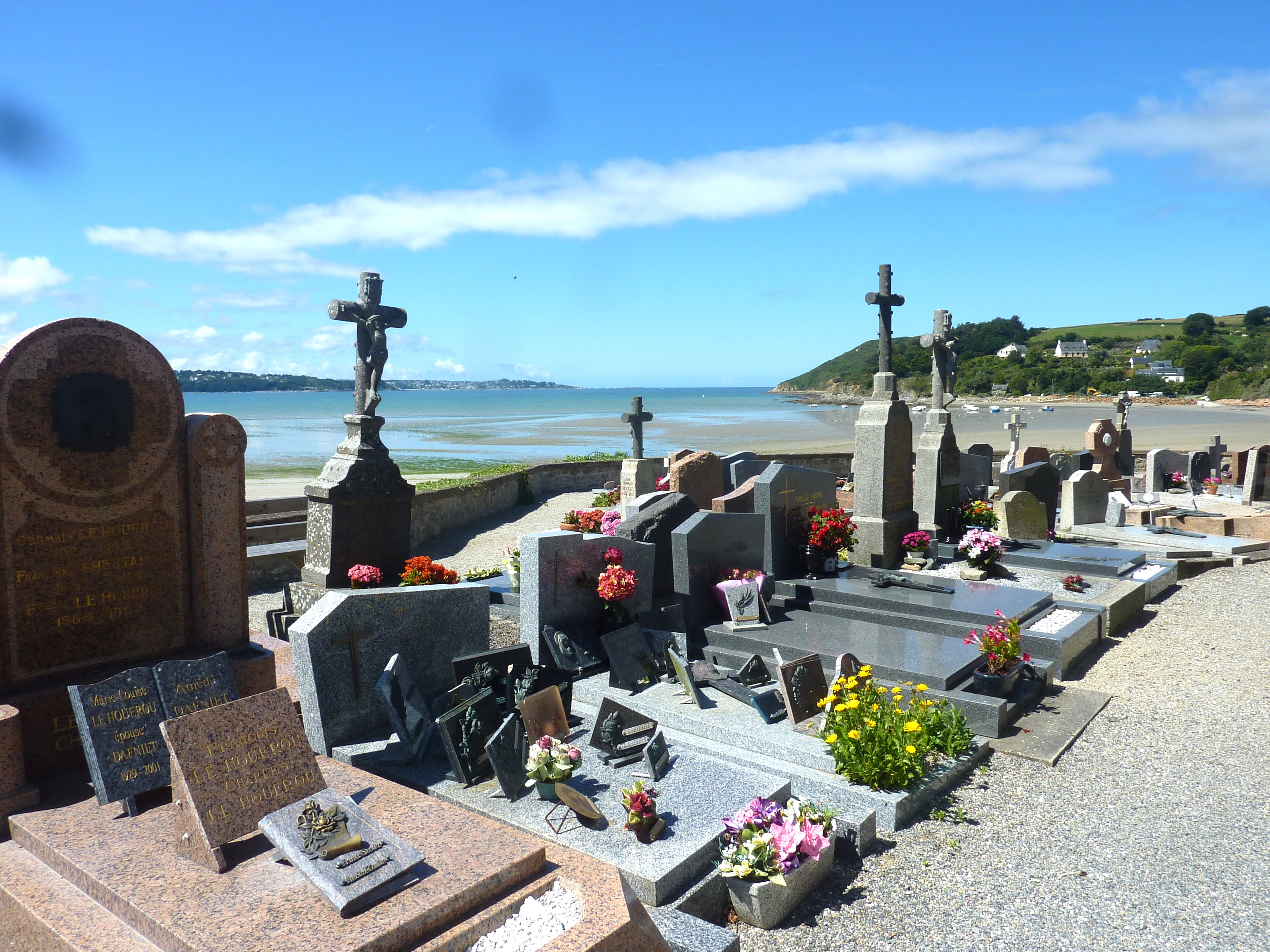
Le cimetière marin de Saint-Michel-en-Grève.

- La grève (plage) de Saint-Michel-en-Grève.
- La croix de Mi-lieue sur les chemins du Tro Breiz : la croix monolithe en granite actuelle, due à l'artisan carrier Ernest Moreau, date de 1993 ; de l'ancienne croix, il ne subsiste de nos jours que deux meules en granite, de 150 cm de diamètre, sur laquelle la nouvelle croix, qui mesure 2 mètres de hauteur sur 1 mètre d'encombrement en largeur, a été posée[84].

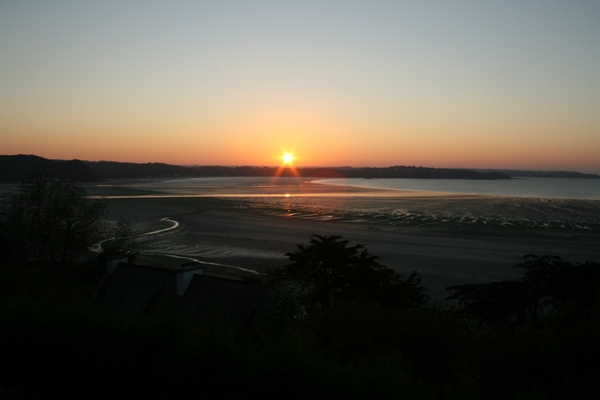
La Lieue de Grève.

- Chapelle Sainte Geneviève (privée) : cette chapelle aurait été reconstruite en 1767 à l'emplacement d'une ancienne chapelle dépendant de la seigneurie de Kerhuel ; en ruine à la fin du XIXe siècle, elle a été restaurée au XXe siècle et un pardon s'y tient chaque année[85].
- Menhirs de Penn al Lann, Parc Pelven et Parc Peuleven (ces deux derniers, situés près de l'enceinte fortifiée de Tor Castel, ont disparu)[86]
- Nombreux calvaires
- Plusieurs moulins existaient dans la commune[87], dont le Moulin du Château (Milin ar C'hastel) (sur le Kerdu, détruit), le Moulin se la grève (détruit), le moulin Guiglou, dit aussi de Gelglo (sur le Roscoat, en ruine), le moulin de Kerropartz[88], et le moulin de Promadec.
- De nombreuses maisons, manoirs et fermes de la commune présentent un intérêt patrimonial[89].

## Personnalités liées à la commune
- Claude Rannou, né le 18 juin 1818 à Lanvézéac, instituteur à Saint-Michel-en-Grève depuis au moins 1837, candidat républicain aux élections législatives de 1848 (il n'obtint que 595 voix), révoqué de son poste d'instituteur le 30 août 1851, poète breton (de son nom de plume barde Roc'h Allaz), devenu aubergiste et marchand de vins et eaux-de-vie, décédé le 12 janvier 1869 à Saint-Michel-en-Grève[90].

## Distinctions culturelles
Saint-Michel-en-Grève fait partie des communes ayant reçu l’étoile verte espérantiste, distinction remise aux maires de communes recensant des locuteurs de la langue construite espéranto.